# Liste der Geotope in Niederbayern
Die Liste der Geotope in Niederbayern ist eine Zusammenfassung der Geotope im Regierungsbezirk Niederbayern.
Die List bindet folgende Listen automatisch der Geotope in niederbayerischen Landkreisen und Städten aus dem Artikelnamensraum ein:
- Liste der Geotope in Landshut
- Liste der Geotope in Passau
- Liste der Geotope im Landkreis Deggendorf
- Liste der Geotope im Landkreis Dingolfing-Landau
- Liste der Geotope im Landkreis Freyung-Grafenau
- Liste der Geotope im Landkreis Kelheim
- Liste der Geotope im Landkreis Landshut
- Liste der Geotope im Landkreis Passau
- Liste der Geotope im Landkreis Regen
- Liste der Geotope im Landkreis Rottal-Inn
- Liste der Geotope im Landkreis Straubing-Bogen

Diese Liste ist nicht vollständig. Einige Geotope sind für eine Veröffentlichung nicht geeignet.
| Name                                                           | Bild           | Geotop ID | Gemeinde / Lage                             | Geologische Raumeinheit   | Beschreibung | Fläche m² / Ausdehnung m | Geologie | Aufschlussart                  | Wert               | Schutzstatus                                             | Bemerkung                                                                                             |
| -------------------------------------------------------------- | -------------- | --------- | ------------------------------------------- | ------------------------- | --- | ------------------------ | --- | ------------------------------ | ------------------ | -------------------------------------------------------- | --- |
| Wachsender Stein E von Schönbrunn                              | weitere Bilder | 261R001   | Landshut Position                           | Paar-Isar-Region          | An einem Mergelhorizont innerhalb der Nördlichen Vollschotter tritt hier Wasser zu Tage. An dieser kleinen Schichtquelle hat sich eine kurze, aber schöne sogenannte Steinerne Rinne ausgebildet, d. h., das Wasser fließt in einer Rinne aus Kalktuff. Sowohl anorganische, als auch organische Prozesse spielen bei der Ausfällung des im Wasser gelösten Kalks eine Rolle. Beim Aufbau der Rinne sind Quellmoose und verschiedene Algen und Mikroorganismen beteiligt. | 2 7 × 0                  | Typ: Steinerne Rinne, Schichtquelle Art: Kalktuff                                                                                           | kein Aufschluss                | bedeutend          | Naturdenkmal, Landschaftsschutzgebiet                    | |
| Nagelfluhwand am Teufelssteg bei Landshut                      |                | 261R002   | Landshut Position                           | Paar-Isar-Region          | An der Isarleite in Landshut stehen die Nördlichen Vollschotter an (Obere Süßwassermolasse). Das sind Ablagerungen von miozänen Flusssystemen. Durch talrandnahe Kalkfällung sind die kalkhaltigen Schotter zu Nagelfluhwänden zementiert. Sie wittern durch ihre größere Standfestigkeit als Steilstufen am Hang heraus. | 150 30 × 5               | Typ: Felswand/-hang Art: Konglomerat | Hanganriss/Felswand            | bedeutend          | Biosphärenreservat                                       | |
| Schweinbachtal W von Schweinbach                               | weitere Bilder | 261R003   | Landshut Position                           | Isar-Inn-Hügelland        | Das Schweinbachtal ist ein typisches asymmetrisches Tal mit einer Geländeform, wie sie im Tertiärhügelland vor allem an Nord-Süd gerichteten Taleinschnitten häufig auftritt. Bedingt durch die periglaziale Überprägung ist der Talquerschnitt deutlich asymmetrisch mit flachen nach Nordost exponierten Hängen und steilen nach Südwest geneigten Talflanken. Im unteren Talabschnitt ist die ursprüngliche Morphologie durch anthropogene Beeinflussung (Bebauung, Wasser- und Wegebau) verändert. | 200000 1000 × 200        | Typ: Asymmetrisches Tal Art: Schotter | kein Aufschluss                | bedeutend          | Landschaftsschutzgebiet                                  | |
| Salzdorfer Tal NE von Kumhausen                                |                | 261R004   | Landshut Position                           | Isar-Inn-Hügelland        | Asymmetrisches Tal mit Schichtquellen entlang des Bentonithorizontes bei 470 m NN. Die Verlegung des Bachlaufes im 19. Jahrhundert bewirkte in kurzer Zeit eine deutliche Veränderung der Talgestalt. | 100000 1000 × 100        | Typ: Asymmetrisches Tal, Schichtquelle Art: Schotter                                                                                        | kein Aufschluss                | bedeutend          | kein Schutzgebiet                                        | |
| Südlicher Isartalhang (Carossahöhe) in Landshut                |                | 261R005   | Landshut Position                           | Paar-Isar-Region          | Am südlichen Erosionssteilhang der Isar im Stadtgebiet Landshut finden sich keine Reste kaltzeitlicher Terrassen. Der Hang ist weitgehend in Nördlichen Vollschottern der Oberen Süßwassermolasse angelegt. Die Schotter sind teilweise zu Konglomerat verbacken und begünstigen die Steilhangbildung (261R003). An Mergellagen treten Schichtquellen aus. Seitentäler zerschneiden als Kerbtäler den Hang (z. B. Bernlocher Schluchtweg), Aufschlüsse z. B. am Ostrand der Stadt (Äuß. Münchner Str. 99). | 500000 5000 × 100        | Typ: Prallhang, Schichtquelle, Härtling Art: Konglomerat                                                                                    | Hanganriss/Felswand            | wertvoll           | Landschaftsschutzgebiet, FFH-Gebiet                      | |
| Leptynit-Aufschluss an Alten Rieser Straße (Hacklberg)         |                | 262A002   | Passau Position                             | Passauer Wald             | Der Straßenaufschluss im Ortsteil Hacklberg, Stadt Passau, nahe der Einmündung der Alten Rieser Straße in die Neue Rieser Straße. Er erschließt das größte bekannte und zugängliche Leptynit-Vorkommen (Orthogneis) der Region (20 m mächtig!). Der Leptynit ist ein mittelkörniger Gneis mit einer ausgeprägten streifigen Paralleltextur. Häufig treten Granatnester auf. Das Gestein wird als Meta-Rhyolith gedeutet. Der Aufschluss ist eine Probenlokalität für Altersbestimmungen. | 10 10 × 1                | Typ: Gesteinsart, Standard-/Referenzprofil Art: Meta-Rhyolith                                                                               | Böschung                       | besonders wertvoll | kein Schutzgebiet                                        | |
| Halser Ilzschleife NE von Hofbauer                             | weitere Bilder | 262R001   | Passau Position                             | Passauer Wald             | Im Bereich von Hals (Ortsteil von Passau) hat sich die Ilz mit einem großen Doppelmäander, dessen Schlingen fast durchgebrochen sind, in den Untergrund eingegraben. Der Doppelmäander liegt im Bereich einer Störungszone (Nebenpfahl, parallel zum Pfahl verlaufend), an der stark deformierte Gneise (Mylonit, Perlgneis) anstehen. Aufgeschlossen ist das Gestein am Prallhang W der Burg. Ein Teil des Ilzwassers wird am Ilzstau vor der zweiten Schleife abgeleitet. | 800000 1000 × 800        | Typ: Mäander, Bach-/Flusslauf, Prallhang Art: Mylonit, Gneis                                                                                | Prallhang/Flussbett/Bachprofil | wertvoll           | Naturschutzgebiet, FFH-Gebiet                            | |
| Aufschluss am Burgberg in Winzer                               |                | 271A001   | Winzer Position                             | Dungau                    | Im Bereich des Donaurandbruches steht Winzergneis an, ein hellgraugrünes, körniges Gestein mit größeren Feldspateinsprenglingen und einem blastokataklastischen Gefüge. Die ehemals hochmetamorphen Perlgneise wurden tektonisch zerschert und partiell umkristallisiert. Der Aufschluss am Burgberg Winzer gilt als Typlokalität für diaphtoretische Gesteine des Gebietes. Als Naturdenkmal geschützt ist bisher nur das Plateau. | 10000 100 × 100          | Typ: Typlokalität Art: Gneis | Böschung                       | wertvoll           | Naturdenkmal                                             | |
| Ehemaliger Steinbruch S von Deggenau (Martinswand)             |                | 271A003   | Deggendorf Position                         | Dungau                    | Der anstehende Perlgneis ist in einzelnen Lagen stark metaplastisch verändert, das Gefüge verliert die lineare Struktur und wird nebulitisch bis granitoid. Zu erkennen sind einige diskordante Granitgänge mit aplitischem Saum sowie reliktische Biotitgneisschollen und Kalksilikate im Perlgneis. Die alte Steinbruchwand diente bis 2017 (gesperrt wegen Felssturz) als Klettergarten (=Martinswand), die Steinbruchsohle wird z. T. als Lagerplatz genutzt. | 1500 150 × 10            | Typ: Gesteinsart Art: Gneis, Granit | Steinbruch                     | bedeutend          | Naturpark                                                | |
| Gneisaufschluss Halbmeile                                      |                | 271A005   | Deggendorf Position                         | Dungau                    | Anstehend ist Perlgneis mit z. T. unvollständigem Umbau von älteren migmatischen Lagengneisen, die als kleinere Schollen im Perlgneisgefüge teilweise integriert sind. Die Perlgneisbildung ist auf vorwiegend tektonischer Umprägung metamorpher Ausgangsgesteine zurückzuführen. Der Aufschluss ist so stark zugewachsen, dass einige Abschnitte nicht mehr erreichbar sind. | 500 100 × 5              | Typ: Gesteinsart, Metamorphes Gefüge Art: Gneis                                                                                             | Böschung                       | bedeutend          | Landschaftsschutzgebiet, Naturpark                       | Ende 2019 bis Mitte 2020 fanden am Felshang bei Halbmeile umfangreiche Felssicherungsmaßnahmen statt. |
| Ehemaliger Steinbruch E von Flintsbach                         |                | 271A006   | Winzer Position                             | Passauer Wald             | Vom ehemalig aufgeschlossenen Profil ist nur noch der Kieselnierenkalk der Ortenburger Schichten (Malm beta) und Schwammkalke (Malm alpha) aufgeschlossen. In Karsttrichtern finden sich Schutzfelsschichten und Sandsteinplatten (Turon?). Ehemals waren küstennahe Sandsteine des Malm Alpha und Oolithkalke des Callov aufgeschlossen. Die Höhenlage am Westrand des Grundgebirges ist ein Argument für den Donaurandbruch als Staffelbruch. | 8400 140 × 60            | Typ: Standard-/Referenzprofil, Karstschlot, Karstspalte Art: Kalkstein                                                                      | Steinbruch                     | besonders wertvoll | Landschaftsschutzgebiet, Naturpark                       | |
| Ehemaliger Steinbruch Laschinger NE von Padling                |                | 271A007   | Hunding Position                            | Vorderer Bayerischer Wald | Anstehend sind im Perlgneis aufsitzende Dioritschollen, die den Rest eines größeren gangförmigen Dioritkörpers darstellen. Der Aufschluss gibt Informationen zum Intrusionsmechanismus und relativem Alter von Intrusion und Metamorphose. Der umgebende Perlgneis ist deutlich texturiert und enthält Relikte von Kalksilikat- und Lagengneisen. | 1750 50 × 35             | Typ: Kontakt, Gesteinsart, Metamorphes Gefüge Art: Diorit, Gneis                                                                            | Steinbruch                     | wertvoll           | Landschaftsschutzgebiet, Naturpark                       | |
| Ehemalige Granitbrüche NE von Frauenmühle                      | weitere Bilder | 271A013   | Metten Position                             | Vorderer Bayerischer Wald | In den Brüchen ist die mittelkörnige Mettener Fazies des Mettener Granitmassivs aufgeschlossen. Der nördliche Steinbruch zeigt noch relativ gute Aufschlussverhältnisse (teilweise Klettergarten). Dort sind in den Wänden diverse Gänge sichtbar. Der südliche Bruch (Stbr. Schleifmühle) hingegen ist bereits stark zugewachsen. Auf der Sohle entsteht ein Feuchtbiotop. | 25000 250 × 100          | Typ: Gesteinsart Art: Granit | Steinbruch                     | bedeutend          | Landschaftsschutzgebiet, Naturpark                       | |
| Ehemaliger Granitbruch N von Laufmühle                         |                | 271A014   | Metten Position                             | Vorderer Bayerischer Wald | Bei dem oberflächlich weitgehend angewitterten Gestein handelt es sich um einen grobkörnigen, muskovitführenden Zentralgranit des Mettener Granitmassivs. Auf der Bruchsohle liegt ein verlandender Tümpel. Die Steinbruchwände sind nicht mehr zugänglich. | 800 40 × 20              | Typ: Gesteinsart Art: Granit | Steinbruch                     | bedeutend          | Landschaftsschutzgebiet, Naturpark                       | |
| Maxfelsen WSW von Hackermühle                                  | weitere Bilder | 271A015   | Deggendorf Position                         | Vorderer Bayerischer Wald | Die Felswand aus Perlgneis ist ca. 15 Meter hoch und zeigt steilstehenden Lagenbau. In den Lagenbau integriert finden sich einzelne Schollen biotitreichen Lagengneis. Am Felsen ist eine Gedenktafel zur Anwesenheit Max II. am 11. Juli 1849 befestigt. | 32 8 × 4                 | Typ: Gesteinsart, Felswand/-hang Art: Gneis                                                                                                 | Hanganriss/Felswand            | bedeutend          | Naturdenkmal, Landschaftsschutzgebiet, Naturpark         | |
| Straßenaufschlüsse Ruselstraße SW von Oberglasschleife         |                | 271A016   | Deggendorf Position                         | Vorderer Bayerischer Wald | In diesem Bereich ist der Übergang von Perlgneis zu homogenem Migmatit (Paragranodiorit) zu finden, der durch Anatexis aus Perlgneisen entstanden ist. Die Feldspäte sind teilweise noch perlig und auch die Relikte von Kalksilikatfelsen, Lagengneisen und Amphiboliten wurden übernommen. Die Aufschlüsse sind inzwischen sehr stark zugewachsen. | 1200 300 × 4             | Typ: Gesteinsart Art: Gneis, Diorit | Böschung                       | bedeutend          | Landschaftsschutzgebiet, Naturpark                       | |
| Gneisaufschluss an der B533 N von Gneisting                    |                | 271A018   | Hunding Position                            | Vorderer Bayerischer Wald | An der Böschung der B533 nahe der Straßenkehre ist Gneis angeschnitten. Im Aufschluss ist eine Vielzahl metamorpher Gefügemerkmale zu beobachten: Fast richtungsloser Perlgneis in engem Wechsel zu Gneisen mit deutlich lagigem Bau, Fältelung und Diskordanzen im Lagenbau, eingelagerte Reliktschollen, Quarzknauern, Gänge, geringe Vererzung (Pyrit). | 3000 200 × 15            | Typ: Metamorphes Gefüge, Gesteinsart, Mineralien Art: Gneis, Kalksilikatfels                                                                | Böschung                       | wertvoll           | Landschaftsschutzgebiet, Naturpark                       | |
| Granitaufschluss an der B533 W von Wannersdorf                 |                | 271A019   | Grattersdorf Position                       | Vorderer Bayerischer Wald | An der Bundesstraße ist Kaußinger Granit, ein feinkörniger, biotitreicher Granit angeschnitten. Der Aufschluss zeigt Aplitgänge und Einschlüsse von Fremdschollen, z. B. dioritische Linsen. Harnischflächen weisen auf tektonische Beanspruchung hin. Zur Geländeoberfläche hin nimmt der Verwitterungsgrad zu. Der Granit ist vergrust. Die Zersatzzonen greifen an Störungen tief in die frischeren Gesteinspartien ein. | 2250 150 × 15            | Typ: Gesteinsart Art: Granit, Kristallingrus                                                                                                | Böschung                       | wertvoll           | Landschaftsschutzgebiet, Naturpark                       | |
| Kies- und Sandgrube am Forchenhügel NE von Maign               |                | 271A020   | Außernzell Position                         | Passauer Wald             | Die Kies- und Sandgrube erschließt jungtertiäre Flusssedimente (Pliozän) einer Urdonau. Der Fluss verlief hier nördlicher als die heutige Donau. Die Kiese überlagern das Braunkohletertiär (Miozän) der Hengersberger Bucht, die von Westen in das Kristallin hineingreift. In der Grube ist eine Wechselfolge von quarzreichen Kiesen und Sanden angeschnitten, teilweise als Rinnenfüllungen erkennbar. Auf halber Höhe durchzieht ein Konglomeratband (durch Eisenhydroxid verfestigt) die Grube. | 5000 100 × 50            | Typ: Schichtfolge, Sedimentstrukturen Art: Kies, Sand                                                                                       | Kiesgrube/Sandgrube            | bedeutend          | Naturschutzgebiet, Landschaftsschutzgebiet, FFH-Gebiet   | |
| Ziegel- und Kalkofen Flintsbach mit Kalksteinbruch             |                | 271G001   | Winzer Position                             | Passauer Wald             | Der Mittelpunkt des seit 1975 unter Denkmalschutz stehenden Ensembles ist das im Jahr 1883 errichtete Ofengebäude mit dem im Original erhaltenen Ringofen. In diesem wurden bis zur Betriebseinstellung im Jahr 1968 sowohl Ziegel, als auch Kalk gebrannt. Der Rohstoff für die Ziegelherstellung entstammte einer Grube unmittelbar im Norden des Ofengebäudes, während der Kalkstein nordöstlich davon in einem Steinbruch (Geotop-Nr. 271A006) abgebaut wurde, welcher bis dahin wohl über 1000 Jahren im Abbau gestanden hatte. Das technische Denkmal wurde vor wenigen Jahren restauriert und zum Ziegel- und Kalk-Museum mit Freigelände (z. B. Ziegeltrocknungsanlage, immer zugänglich) und Ausstellungshallen ausgebaut. Ergänzende Informationen mit bodenkundlichem Schwerpunkt vermittelt ein Lehrpfad. | 1000 50 × 20             | Typ: Brennofen/Ziegelei, Kalkofen, Steinbruch/Grube Art: Kalkstein                                                                          | Steinbruch                     | wertvoll           | Naturpark                                                | |
| Bergbauspuren in Hunding                                       |                | 271G002   | Hunding Position                            | Vorderer Bayerischer Wald | Der ehemalige Bergbau in Hunding (Bergbausymbol im Gemeindewappen) ist das einzige bekannte Bergbaurevier im Lkr. Deggendorf. Abgebaut wurde eine silberhaltige Bleiglanzvererzung in einem Quarzgang. Das Nebengestein ist Perlgneis, Begleitminerale der Vererzung sind u. a. Calcit, Siderit, Zinkblende, Pyromorphit, Cerussit, Pyrit. Die erste Erwähnung des Bergbaus stammt von 1562. Seit Ende des 19. Jhd. sind die Gruben aufgelassen. Schauobjekt des Naturparks Bayerischer Wald. | 20000 200 × 100          | Typ: Stollen, Pinge/nfeld, Mineralien Art: Gangquarz, Gangmineralisation, Gneis                                                             | Tunnel/Stollen/Schacht         | bedeutend          | Naturpark                                                | |
| Sauloch-Schlucht NW von Tattenberg                             | weitere Bilder | 271R001   | Deggendorf Position                         | Vorderer Bayerischer Wald | Das Kerbtal ist durch das starke Relief am Südhang des Vorderen Bayerischen Waldes an manchen Abschnitten schluchtartig bis zu 200 Meter tief eingeschnitten. Im oberen Talabschnitt ist v. a. auf der südwestexponierten Talseite unter periglazialen Bedingungen ein ausgedehntes Blockmeer entstanden, das sich z. T. noch in Bewegung befindet. | 400000 1000 × 400        | Typ: Kerbtal, Blockstrom Art: Gneis, Granit                                                                                                 | Prallhang/Flussbett/Bachprofil | wertvoll           | Landschaftsschutzgebiet, Naturpark                       | |
| Schützinger Berg S von Schützing                               |                | 271R002   | Schaufling Position                         | Vorderer Bayerischer Wald | Die kleine Gipfelklippe aus Perlgneis zeugt von der pleistozänen Erosion im Periglazialraum. Im Umkreis ist eine schwache Blockbestreuung anzutreffen. | 100 10 × 10              | Typ: Felskuppe Art: Gneis | Felshang/Felskuppe             | bedeutend          | Naturdenkmal, Landschaftsschutzgebiet, Naturpark         | |
| Kanzel NW von Nemering                                         |                | 271R003   | Schaufling Position                         | Vorderer Bayerischer Wald | Die flachen, nur wenig erhöhten Gipfelklippen aus Paragranodiorit (ein mittelkörniges anatektisches Gestein) sind aus Perlgneisen entstanden. Die Kanzel schließt einen flachen Bergsporn mit steileren Abfall nach Süden ab. Im Umfeld der Gipfelklippen findet sich ein überwiegend baumbestandenes Blockmeer. | 75 15 × 5                | Typ: Felskuppe, Blockmeer Art: Granodiorit                                                                                                  | Felshang/Felskuppe             | bedeutend          | Naturdenkmal, Landschaftsschutzgebiet, Naturpark         | |
| Felskuppe am Büchelstein W von Kerschbaum                      |                | 271R004   | Grattersdorf Position                       | Vorderer Bayerischer Wald | Der Gipfelbereich des Büchelsteins besteht aus flach nach Norden einfallenden Perlgneisen. Der plateauartige Gipfel bricht steil nach Süden ab. Diese imposante Gipfelklippen sind das Ergebnis pleistozäner Erosion, bei der tiefgründige tertiäre Verwitterungsdecken bis zum anstehenden Festgestein abgetragen wurden. Vom kleinen Gipfelplateau aus ist ein weiter Rundblick möglich. Der Gipfel ist ein beliebter Drachenfliegerstartplatz. | 250 25 × 10              | Typ: Felskuppe Art: Gneis | Felshang/Felskuppe             | bedeutend          | Landschaftsschutzgebiet, Naturpark                       | |
| Gipfel des Vogelsang (Klosterstein) NW von Vogelsang           | weitere Bilder | 271R005   | Bernried Position                           | Vorderer Bayerischer Wald | Die langgestreckte Gipfelklippe besteht aus Cordierit führendem Perlgneis. Nach Süden grenzt ein größeres Blockfeld an. Gipfelklippe und Blockfeld stellen ein Zeugnis der pleistozänen Verwitterung dar. | 1200 80 × 15             | Typ: Felskuppe, Blockmeer Art: Gneis | Felshang/Felskuppe             | bedeutend          | Naturdenkmal, Landschaftsschutzgebiet, FFH-Gebiet        | |
| Terrasse zwischen Niederpöring und Aholming                    |                | 271R006   | Aholming Position                           | Dungau                    | Zwischen Niederpöring und Aholming zieht sich eine deutliche, meist baumbestandene Terrassenkante entlang. Bei der markanten Reliefform in der reliefarmen Gäulandschaft handelt es sich um eine würmglaziale bis holozäne Erosionsterrasse der Isar in rißeiszeitlichen Schottern. Östlich von Alttiefenberg und westlich Aholming zeichnet die Kante fossile Flussmäander nach (ehemalige Prallhänge). | 80000 4000 × 20          | Typ: Terrasse, Prallhang Art: Schotter | kein Aufschluss                | bedeutend          | FFH-Gebiet, Vogelschutzgebiet                            | |
| Donauhochufer zwischen Irlbach und Wischlberg                  |                | 271R007   | Stephansposching Position                   | Dungau                    | Die rezente Donau schneidet rißglaziale Hochterrassenschotter an. Durch den Flussausbau wurde der ehemalige Prallhang der Donau nahezu inaktiv. Nahe Wischlburg ist der Hang nochmals abgestuft. Bei Wischlburg zieht die Terrassenkante in das Nebental hinein. | 40000 1000 × 40          | Typ: Prallhang, Terrasse Art: Schotter | kein Aufschluss                | bedeutend          | Landschaftsbestandteil, FFH-Gebiet, Vogelschutzgebiet    | |
| Bachtal NW von Wischlburg                                      |                | 271R008   | Stephansposching Position                   | Dungau                    | Ein Beispiel für die typische Form der Talbildung im Periglazialgebiet des Würmglazials und im Holozän: die Talgenese ist vor allem durch flächenhafte Erosion von Fließerden im Würmglazial geprägt. Im Unterlauf schneidet der Talboden den Grundwasserspiegel des Hochterrassenschotters an, so dass an den Talflanken Quellen austreten. Durch Bacherosion entstanden niedrige Terrassen über der Talsohle. | 80000 400 × 200          | Typ: Terrasse, Verengungsquelle Art: Schotter                                                                                               | kein Aufschluss                | bedeutend          | FFH-Gebiet, Vogelschutzgebiet                            | |
| Natternberg W von Deggendorf                                   | weitere Bilder | 271R009   | Deggendorf Position                         | Dungau                    | Es handelt sich um ein Relikt der Gebirgsfußfläche (Pedimentfläche) des Bayerischen Waldes. Entstanden war der Zeugenberg durch Erosion der pleistozänen Donau. So lässt sich auch die Form und Ausrichtung entsprechend der Fließrichtung und Lage des tektonischen Gefüge des Gesteins erklären. Das Gestein ist durch mehrere Abbaustellen aufgeschlossen. | 175000 700 × 250         | Typ: Inselberg/Zeugenberg Art: Mylonit | kein Aufschluss                | bedeutend          | Naturdenkmal, FFH-Gebiet, Vogelschutzgebiet              | |
| Regensburger Stein NW von Oberhirschberg                       |                | 271R010   | Bernried Position                           | Vorderer Bayerischer Wald | Die Felskuppe aus Perlgneis befindet sich am steilen Südabfall des Vorderen Bayerischen Waldes. Die tertiäre Verwitterungskruste wurde im Pleistozän besonders an exponierten Stellen abgetragen, durch Frostverwitterung entstanden schroffe Felsformen. | 1500 50 × 30             | Typ: Felskuppe Art: Gneis | Felshang/Felskuppe             | bedeutend          | Naturdenkmal, Landschaftsschutzgebiet, FFH-Gebiet        | |
| Geiersberg bei Deggendorf                                      |                | 271R011   | Deggendorf Position                         | Vorderer Bayerischer Wald | Die steile Westflanke des Geiersberg geht auf einen pleistozänen Prallhang der Donau zurück. In kleinen Aufschlüssen (z. B. hinter der Kirche am Fußweg vom Friedhof zur Marien-Wallfahrtskirche am Geiersberg) ist feinkörniger, biotitreicher Granit aufgeschlossen. Im Umfeld an Straßenanschnitten findet sich Perlgneis, der teilweise stark verwittert ist (Gneiszersatz). | 100000 500 × 200         | Typ: Prallhang, Gesteinsart Art: Granit, Gneis                                                                                              | Prallhang/Flussbett/Bachprofil | bedeutend          | Naturdenkmal, Landschaftsschutzgebiet, Naturpark         | |
| Mäanderbogen Gundelau SE von Niederalteich                     |                | 271R012   | Niederalteich Position                      | Dungau                    | Die Gundelau stellt einen exemplarischen Mäanderbogen der Donau dar. Aufgebaut aus dem zentralen Mäanderkörper, der begleitenden Rinne und der Unterschneidung durch einen jüngeren Flusslauf. Dieser Mäanderbogen war noch im Mittelalter aktiv. Der Bogen wird im Bereich der Alten Donau von Deichen der Hochwasserfreilegung nachgezeichnet und ist daher sehr gut erkennbar. | 2800000 2000 × 1400      | Typ: Mäander Art: Schluff, Sand, Kies | kein Aufschluss                | wertvoll           | kein Schutzgebiet                                        | |
| Ehemalige Kiesgrube Maßendorf                                  | weitere Bilder | 279A001   | Loiching Position                           | Isar-Inn-Hügelland        | In der ehemaligen Kiesgrube steht Nördlicher Vollschotter (Wechselfolge von Kiesen und Sanden) mit einzelnen Mergellagen an. Die Aufschlusswand zeigt Sedimentationsstrukturen wie Rinnen, Schrägschichtung und Erosionsdiskordanzen. Etwa 6–7 m über der Sohle zieht sich ein auffälliger kalkiger Mergelhorizont über die gesamte Abbauwand. In einer Mergellinse, die knapp unter der untersten heute noch zugänglichen Grubensohle gelegen haben dürfte, wurden neben einer artenarmen Flora vor allem. Reste einer vielfältigen Kleinsäuger-Fauna, aber auch solche von Fischen, Muscheln, Schildkröten und Krokodilen gefunden. | 1200 120 × 10            | Typ: Schichtfolge, Tierische Fossilien, Pflanzliche Fossilien Art: Schotter, Mergel                                                         | Kiesgrube/Sandgrube            | wertvoll           | kein Schutzgebiet                                        | |
| Straßenaufschluss bei Landau                                   |                | 279A002   | Landau an der Isar Position                 | Dungau                    | An dem Straßenaufschluss in Landau ist über mindeleiszeitlichen Schottern eine mehrfach gegliederte Lößabfolge (würmglazial?) mit Kalkkonkretionen aufgeschlossen. Der oberste Abschnitt mit kies- und sandhaltigen Fließerden zeigt spätglaziale und postglaziale Ablagerungen. Der Aufschluss ist inzwischen weitgehend zugewachsen und teilweise verstürzt. | 200 20 × 10              | Typ: Schichtfolge Art: Konglomerat, Lehm | Böschung                       | bedeutend          | kein Schutzgebiet                                        | |
| Ehemalige Lehmgrube SE von Möding                              |                | 279A003   | Landau an der Isar Position                 | Isar-Inn-Hügelland        | In der ehemaligen Ziegeleigrube war ein 9 m mächtiges Lößprofil des Riß- und Würmglazials aufgeschlossen (getrennt durch einen interglazialen Bodenbildungshorizont). Die rißglazialen Bildungen sind durch als fossile Tundrennassböden ausgebildete Lößlehme vertreten, der würmglaziale Anteil zeigt Löß und Lößlehm mit Basisfließerden und Solifluktionsdiskordanz. Die Grube wurde 2001 (vorläufig?) aufgelassen. Die abgeböschten Wände zeigen keinerlei Details des Profils mehr. | 4000 200 × 20            | Typ: Schichtfolge, Fossiler Boden Art: Lehm                                                                                                 | Lehmgrube/Tongrube/Mergelgrube | bedeutend          | kein Schutzgebiet                                        | |
| Kiesgrube Schlüpfing                                           |                | 279A005   | Landau an der Isar Position                 | Isar-Inn-Hügelland        | In der ehemaligen Kiesgrube ist eine Schichtfolge der Nördlichen Vollschotter aufgeschlossen. Kiese und Sande werden von Horizonten aus feinkörnigen Sedimenten (Schluff Mergel) und Süßwasserkalken überlagert. Bedeckt ist die Abfolge von Lösslehm und Fließerden. Ein Teil der Aufschlusswände ist verstürzt einen guten Einblick in Teile der Folge hat man an relativ frischen Aufschlüssen am Nordende und am Südende der Grube. In der Grube ist eine Motocross-Rennbahn eingerichtet worden. | 2400 120 × 20            | Typ: Schichtfolge, Gesteinsart Art: Kies, Sand, Mergel                                                                                      | Kiesgrube/Sandgrube            | wertvoll           | kein Schutzgebiet                                        | |
| Quelle bei Schellmühle                                         |                | 279Q001   | Mamming Position                            | Isar-Inn-Hügelland        | Oberhalb der Schellmühle an der steilen Isarleite entspringt am Hangfuß innerhalb der nördlichen Vollschotter eine ganzjährig schüttende Quelle (ca. 10 l/s). Mit dem Quellwasser werden Fischteiche gespeist. Direkt an der eingezäunten Quellnische sind teilweise zu Konglomerat verbackene Schotter aufgeschlossen. Die Schichtquelle entspringt vermutlich an einer wasserstauenden Mergellage innerhalb der Schotter. | 6 3 × 2                  | Typ: Schichtquelle Art: Schotter, Sand, Konglomerat                                                                                         | Hanganriss/Felswand            | bedeutend          | Naturdenkmal, Landschaftsschutzgebiet                    | |
| Steilhang im Isartal W von Niederviehbach                      |                | 279R001   | Niederviehbach Position                     | Paar-Isar-Region          | Der Erosionssteilhang am südlichen Isartaltrand weist eine Vielzahl geomorphologischer Einzelformen auf: z. B. tief eingeschnittene Kerbtäler von Seitenbächen, zahlreiche Hangrutschungen, Quellhorizonte z. T. mit Kalktuffbildung sowie Schwemmkegel. Der Hang liegt in den Nördlichen Vollschottern. Die Quellhorizonte sind an zwischengeschaltete limnische Süßwasserschichten gebunden. | 700000 7000 × 100        | Typ: Prallhang, Kerbtal, Schichtquelle Art: Schotter, Kalkstein, Kalktuff                                                                   | kein Aufschluss                | bedeutend          | Landschaftsschutzgebiet, FFH-Gebiet                      | |
| Tal des Mamminger Baches SW von Mamming                        |                | 279R002   | Mamming Position                            | Isar-Inn-Hügelland        | Das Tal des Mamminger Baches ist ein asymmetrisches Sohlental mit steiler Ost- und flacher Westseite. Die Talsohle wird am Westrand von einer Terrassenkante begleitet. Auf der Ostseite treten an Mergel- und Süßwasserkalklagen gebunden Schichtquellen auf. Das Tal ist in seiner Form und Morphogenese Beispiel für Nebentäler der Hauptwasseradern im Periglazialgebiet. Der Ausbildung als asymmetrisches Muldental im Pleistozän folgte seit dem Spätglazial die Umbildung in ein Sohlental. | 600000 1500 × 400        | Typ: Asymmetrisches Tal, Sohlental, Schichtquelle Art: Schotter, Mergel, Kalktuff                                                           | kein Aufschluss                | bedeutend          | kein Schutzgebiet                                        | |
| Teisbachtal S von Teisbach                                     |                | 279R003   | Dingolfing Position                         | Isar-Inn-Hügelland        | Das Teisbachtal zeigt den Querschnitt eines asymmetrischen Tales mit steilen nach Westen und flachen nach Osten exponierten Flanken. An der Westseite zieht vom Mündungstrichter in das Isartal bis Oberteisbach eine Terrassenstufe entlang. Asymmetrische Täler haben sich durch unterschiedlichen Abtrag mit Bodenfließen in unvergletscherten Gebieten vorwiegend an N-S verlaufenden Bächen, geprägt durch das Kaltklima, ausgebildet. Erosion hat das Tal postglazial in ein Sohlental umgebildet. | 840000 1200 × 700        | Typ: Asymmetrisches Tal Art: Schotter | kein Aufschluss                | bedeutend          | kein Schutzgebiet                                        | |
| Wachsender Felsen E von Usterling (Johannisfelsen)             | weitere Bilder | 279R004   | Landau an der Isar Position                 | Isar-Inn-Hügelland        | Mächtigster Kalktuffdamm in Bayern! Die eindrucksvolle Steinerne Rinne ist ca. 35 m lang, bis 1,2 m dick und bis 5,4 m hoch. Sie wurde bereits von Apian (1579) erwähnt und auf dem Altarbild der Usterlinger Kirche dargestellt (1520). Die Steinerne Rinne liegt in einem Hang, der aus ca. 20 Millionen Jahre alten Lockergesteinen der Oberen Süßwassermolasse (OSM) aufgebaut wird. Das Grundwasser tritt seit langem an einer Stelle an der Schichtgrenze von wasserführenden Kiesen zu wasserstauenden Mergeln (kalkhaltige Tone) aus. Genaue Altersangaben für die Entstehung der Kalktuffbildungen am Quellbach liegen bisher nicht vor, Schätzungen belaufen sich aber auf einige tausend Jahre. | 35 35 × 1                | Typ: Steinerne Rinne, Schichtquelle Art: Kalktuff, Kalkstein                                                                                | kein Aufschluss                | wertvoll           | Naturdenkmal, FFH-Gebiet                                 | Bayerns schönste Geotope Nr. 19                                                                       |
| Schwemmfächer Rosenau NW von Mamming                           |                | 279R006   | Mamming Position                            | Paar-Isar-Region          | Der Schwemmfächer Rosenau ist ein flacher, holozäner Schotterkegel, der nur wenig über dem umgebenden Gelände liegt, aber kaum eine Bodenauflage aufweist und sich im Bewuchs von den umgebenden landwirtschaftlich genutzten Talauebereichen deutlich abgrenzt (Magerrasen). Der Schotterkegel gehört vermutlich zu älteren holozänen Schotterfolgen, die von späteren Hochwasserabsätzen nicht mehr erreicht wurden. Ein Teil des Schotterkörpers ist durch die Bahntrasse und alte Kiesgruben gestört.* | 15000 150 × 100          | Typ: Schwemmfächer Art: Schotter | kein Aufschluss                | bedeutend          | Naturschutzgebiet, FFH-Gebiet                            | |
| Ehemaliger Serpentinitbruch W von Guglöd                       |                | 272A004   | Sankt Oswald-Riedlhütte Position            | Hinterer Bayerischer Wald | In diesem kleinen Steinbruch wurde ehemals der als Schwarzer Kies bezeichnete Serpentinit zu Straßen- und Bahnschotter abgebaut. Das Vorkommen dieses ultrabasischen Gesteins (im Bayerischen Wald sehr selten) innerhalb der Gneise ist vermutlich an Aufschuppungen aus größerer Tiefe im Bereich von Scherungszonen gebunden. Der ehemalige Schotterbruch dient heute als geologisches Schauobjekt im Nationalpark. Auf der gegenüberliegenden Straßenseite setzt sich die Serpentinitschuppe fort. | 140 20 × 7               | Typ: Gesteinsart Art: Serpentinit | Steinbruch                     | bedeutend          | Nationalpark, Landschaftsschutzgebiet, FFH-Gebiet        | |
| Ehemalige Sandgrube im Reschwassertal NW von Mauth             |                | 272A006   | Schönbrunner Wald Position                  | Hinterer Bayerischer Wald | Das (ehemalige) geologische Demonstrationsobjekt im Nationalpark Bayerischer Wald besteht zu großen Teilen aus vergrustem Granit, in dem wollsackartige Gneisschollen eingelagert sind. Die Grube ist fast völlig zugewachsen und daher sind die Aufschlussverhältnisse inzwischen relativ schlecht. Deutlich zu erkennen sind allerdings die festeren Granitpartien, die wollsackartig aus dem stärker zersetzten Kristallingrus herauswittern. | 300 30 × 10              | Typ: Gesteinsart, Wollsackbildung Art: Granit, Kristallingrus, Gneis                                                                        | Kiesgrube/Sandgrube            | bedeutend          | Nationalpark, Landschaftsschutzgebiet, FFH-Gebiet        | |
| Aufschlüsse zwischen Innernzell und Mutzenwinkel               |                | 272A007   | Innernzell Position                         | Vorderer Bayerischer Wald | Die Umwandlung von Perlgneisen in granitoides anatektisches Gestein (palitartige Gesteine) ist hier über eine längere Strecke an Blöcken und Anstehendem stellenweise aufgeschlossen. Verschiedene Phänomene sind zu sehen: pegmatoide Schlieren, Verbleib reliktischer Schollen von Lagengneisen, Amphibolitkörper. Die besten Aufschlüsse sind direkt nördlich von Innernzell (westlich der Brücke). | 6000 300 × 20            | Typ: Gesteinsart, Kontakt, Metamorphes Gefüge Art: Gneis, Anatexit, Mylonit                                                                 | Böschung                       | bedeutend          | Naturpark                                                | |
| Steinbruch Rost am Hartberg N von Thurmansbang                 |                | 272A010   | Thurmansbang Position                       | Passauer Wald             | In dem (ehemaligen?) Granitsteinbruch wurden Granite aus dem Fürstensteiner Intrusivgebiet abgebaut. Dort tritt der so genannte Saldenburger Granit, ein porphyrischer Granit mit tafeligen Kalifeldspäten auf. In diesem Steinbruch ist die ansonsten grobkörnige Grundmasse abweichend vom Haupttyp allerdings etwas kleinkörniger. Aus dem Granit wurden Straßenbaustoffe wie Pflaster- und Randsteine, sowie Grenz- und Werksteine gefertigt. Im Randbereich sind Verwitterungsprofile aufgeschlossen. | 25000 250 × 100          | Typ: Gesteinsart, Bodenprofil Art: Granit, Granodiorit, Granitgrus                                                                          | Steinbruch                     | bedeutend          | Naturpark                                                | |
| Straßenaufschlüsse N von Garham (Ausbaustrecke B12)            |                | 272A012   | Röhrnbach Position                          | Passauer Wald             | Die beiden Straßeneinschnitte (Neubaustrecke B12) schneiden Mylonite südlich der Pfahllinie an. Im nördlichen Aufschluss sind Palite mit unterschiedlichen Deformationsgrad aufgeschlossen, die von einem Granitgang (zu Flammengranit deformiert) durchschlagen werden. Im südlichen Anschnitt durch den Staubbuckel sind die Gesteine weniger deformiert. Dort sind metatektische Gneise mit Amphibolitschollen, die von zahlreichen Gängen durchschlagen werden, aufgeschlossen. | 2500 500 × 5             | Typ: Gesteinsart, Metamorphes Gefüge, Störung Art: Mylonit, Gneis, Aplit                                                                    | Böschung                       | wertvoll           | Landschaftsschutzgebiet, Naturpark                       | |
| Sandgrube beim Brennfilz SW von Haidmühle                      |                | 272A013   | Frauenberger und Duschlberger Wald Position | Hinterer Bayerischer Wald | Die kleine Sandgrube erschließt Haidmühler Granit, der bis auf wenige rundliche Körper durch die Verwitterung zersetzt ist und sich als Sand abbauen lässt. Das Gestein ist aber noch im Verband, so dass die Gefügemerkmale nicht verloren gegangen sind. Nur nach oben hin biegen vertikale Strukturen (z. B. Klüfte, Gänge) in Richtung der Hangneigung um. Dieses Hakenschlagen ist auf Bodenfließen im Permafrostboden während der Kaltzeiten zurückzuführen. | 100 10 × 10              | Typ: Gesteinsart, Solifluktionserscheinung, Bodenprofil Art: Granitgrus, Granit                                                             | Kiesgrube/Sandgrube            | bedeutend          | Landschaftsschutzgebiet, FFH-Gebiet, Naturpark           | |
| Straßenaufschlüsse an der St2132, NE von Grüb                  |                | 272A014   | Grafenau Position                           | Hinterer Bayerischer Wald | An der Staatsstraße westlich von Grafenau ist der nördliche Randbereich der Scherzone des Bayerischen Pfahls aufgeschlossen. Die Cordierit-Sillimanit-Kalifeldspat-Gneis-Varietäten sind unterschiedlich tektonisiert: teils proto- bis ultramylonitisch, teils kaum deformiert, teils kataklastisch. Neben metatektisch-schlierigem Gefüge mit Leukosomen kommen auch massig-körnige Gefüge vor. Die massig-körnig wirkenden Cordierit-Sillimanit-Kalifeldspat-Gneise sind meist quarzreicher oder silifiziert, oft auch kataklastisch überprägt, ihre Verwitterungsflächen zeigen eine charakteristische perlige Erscheinung, die im frischen Bruch nicht erkennbar ist. Immer wieder treten cm- bis dm- mächtige Ultramylonite auf. Stellenweise sind dm-mächtige, hellgraue Quarz-Gneis-Bänke als geschonte Bereiche in mylonitisierten Gneisen sowie dm- bis m-große Kalksilikatgesteins-Lagen und -Boudins erhalten. Selten kommen geringmächtige Lagen leukokrater Gneise mit Biotit-Granat-Aggregaten vor. | 4000 400 × 10            | Typ: Gesteinsart, Störung, Metamorphes Gefüge Art: Mylonit, Ultramylonit, Gneis                                                             | Böschung                       | bedeutend          | Landschaftsschutzgebiet, Naturpark                       | |
| Felsen bei Hirschthalmühle an der Großen Ohe                   |                | 272A017   | Spiegelau Position                          | Hinterer Bayerischer Wald | Westlich der Brücke an der Großen Ohe ist Orthogneis mehrfach an dem nach Oberkreuzberg hinaufziehenden Weg aufgeschlossen. Die fein- bis mittelkörnigen Gesteine zeigen hier einen straffen Lagenbau aus Quarz-Feldspat- und Biotit-reichen Lagen. Zirkon-Datierungen benachbarter Vorkommen deuten auf ein unterordovizisches Alter der magmatischen Ausgangsgesteine hin. Die Felsfreistellungen liegen südwestlich des Weges, wo der Orthogneis eine deutliche Rippe bildet. Die Foliation fällt in nördliche Richtung ein. Das intensiv gefaltete Gestein erscheint nur wenig in Nord-Süd-Richtung geklüftet. Östlich der Brücke zieht auf einer Länge von etwa 80 m ein nach Süden scharf abbrechender Orthogneisrücken den Hang hinauf, der trotz seiner Wände von bis zu 6 m Höhe nur schwer vom Weg aus zu erkennen ist. Hier sind stellenweise scharf ausgebildete Kontakte aufgeschlossen. Der meist homogene Orthogneis wird in diesem Bereich von Quarz-Feldspat-Schlieren (vermutlich Leukosome) von bis 1,5 m Mächtigkeit sowie von Gneisschollen durchsetzt. | 3000 100 × 30            | Typ: Metamorphes Gefüge, Gesteinsart, Felswand/-hang, Falte/Mulde/Sattel Art: Gneis                                                         | Hanganriss/Felswand            | wertvoll           | Landschaftsschutzgebiet, Naturpark                       | |
| Mylonit-Profil im Straßeneinschnitt W von Grafenau             |                | 272A018   | Grafenau Position                           | Hinterer Bayerischer Wald | An der Staatsstraße St2132 ist eines der besten Profile durch die Scherzone des Bayer. Pfahls mit verschiedenen Tektoniten sowie dem Übergang von Ultramyloniten zu dunklen Diatexiten aufgeschlossen. Das Profil umfasst von S nach N Gesteine des Palit-Komplexes, Granite und Gneise, die unterschiedl. Deformationstypen zeigen: von kaum deformiert über protomylonitisch bis ultramylonitisch, sowie z. T. kataklastisch. Der Straßeneinschnitt besteht aus zwei großen Aufschlüssen, von bis zu 30 m Höhe, getrennt durch eine W-E-gerichtete Senke. Im N-Teil stehen bräunliche bis rötliche, wechselnd stark diaphthoritische Mylonite an, deren helle Farbe und porphyroklastisches Gefüge auf ein granitoides Ausgangsgestein hinweisen. Die mylonitische Foliation fällt steil bis saiger nach NNW bzw. SSW ein. Nach S ist das Gestein infolge sekundärer Silifizierung, mit wenige cm mächtigen, spindelförmig gestreckten bis bänderartigen Quarzlinsen, begleitet von einer hydrothermal bedingten Rötung, kompakter und massiger. Immer wieder kommen wenige dm-mächtige ultramylonitische Zonen vor.                                                                     | 0 keine Angabe           | Typ: Metamorphes Gefüge, Störung Art: Mylonit, Ultramylonit, Migmatit                                                                       | Böschung                       | wertvoll           | Landschaftsschutzgebiet, Naturpark                       | |
| Aufschluss an der Wolfsteiner Ohe unterhalb Schloss Fürsteneck |                | 272A019   | Fürsteneck Position                         | Passauer Wald             | Direkt am Fahrweg unterhalb Schloss Fürsteneck (Wanderweg Triftsteig) befinden sich mehrere Aufschlüsse von migmatitischen Gneisen (Heller Diatexit), die charakteristische Schollen von dunklen metamorphen Gesteinen enthalten. | 100 50 × 2               | Typ: Metamorphes Gefüge, Gesteinsart Art: Migmatit                                                                                          | Böschung                       | wertvoll           | Landschaftsschutzgebiet, FFH-Gebiet, Naturpark           | |
| Grübenfeld Grüben am Rachel                                    |                | 272G001   | Sankt Oswald-Riedlhütte Position            | Hinterer Bayerischer Wald | Die kleinräumigen Oberflächenformen dieses Grübenfeldes mit Gruben, Gräben und gestreckten wie kegelförmigen Hügeln gehen auf anthropogene Tätigkeit zurück. Historische Quellen deuten auf die Ausbeutung einer Seifengoldlagerstätte hin. Möglicherweise wurden später aber auch Quarzgerölle für die nahe gelegenen Glashütten gewonnen. | 120000 400 × 300         | Typ: Seifenwäscherei, Pinge/nfeld Art: Schotter                                                                                             | kein Aufschluss                | bedeutend          | Nationalpark, Bodendenkmal, Landschaftsschutzgebiet      | |
| Quarzabbaugruben am Katzberg                                   |                | 272G002   | Neuschönau Position                         | Hinterer Bayerischer Wald | In den Gruben wurde von 1803 bis 1874 Quarz als Rohstoff für die umliegenden Glashütten gewonnen (REINER et al. 1995). Die Gruben liegen 80 m östlich eines ausgeschilderten Wanderweges am Katzberg, sind aber nur durch die Böschungen der Halden, sowie einige Felsfreistellungen im Cordierit-Sillimanit-Kalifeldspat-Gneis zu erkennen. Es handelt sich um insgesamt 5 aufgelassene Gruben von bis zu 35 × 15 × 9 m Größe. Die imposanten Schürfgräben sind teilweise bis zu 5 m tief und 25 m lang. In den hier abgebauten Gangquarzen existiert kein Aufschluss, aber in den umliegenden Halden findet sich der Quarz als Lesesteine. Das Nebengestein (Cordierit-Silimanit-Gneis) ist in kleinen Klippen und Blöcken aufgeschlossen. Die zahlreichen Quarz-Bruchstücke, die in und um die Gruben zu finden sind, zeigen eine weiße bis grauweiße Farbe, kaum Feldspat und wenig Nebengesteinsfragmente. Die Gruben bestehen aus einem heute trichterförmigen Abbaubereich und den vorgelagerten ausgedehnten Halden. Sie sind bedeutende historische Zeugnisse der regionalen Rohstoffgewinnung.                                                                                   | 20000 200 × 100          | Typ: Pinge/nfeld Art: Gangquarz, Cordierit-Sillimanit-Gneis                                                                                 | Pinge                          | bedeutend          | Nationalpark, Landschaftsschutzgebiet, FFH-Gebiet        | |
| Goldwaschplatz bei Riedlhütte (Grübenfeld)                     |                | 272G003   | Sankt Oswald-Riedlhütte Position            | Hinterer Bayerischer Wald | Grübenfelder, wie sie z. B. hier am Südrand des Großen Filzes auftreten, sind Überreste einer ehemaligen Goldgewinnung. Das Gold wurde aus Anreicherungszonen, den sogenannten Seifen, im Bereich von Flussablagerungen gewonnen. Dazu mussten die goldhaltigen Schotter ausgewaschen werden. Zurück bleiben charakteristische Geländeformen wie trichterförmige Gruben und Schürfgräben, meist in Verbindung mit Kanalsystemen. An diesem Grübenfeld wurde von der Gemeinde ein Goldwaschplatz eingerichtet. | 50000 500 × 100          | Typ: Seifenwäscherei Art: Kies | Pinge                          | bedeutend          | Nationalpark, Bodendenkmal, Landschaftsschutzgebiet      | |
| Mittelalterlicher Schmelzofen im Hochbuchet SE von Saldenburg  |                | 272G004   | Saldenburg Position                         | Passauer Wald             | Im Wald findet sich ein mehr als 50 m langer und 5 m tiefer Schürfgraben, aber keine Halden. Die Aufschlüsse zeigen einen ca. 3 m mächtigen, sehr feinkörnigen Rhyolithgang (Alkaliaplit) in grobkörnigem Saldenburger Granit. Überwiegend soll das Material in jüngerer Zeit zur Schotterproduktion beim Ausbau der B85 verwendet worden sein. Neben dem Abbau wurde ein alter Brennofen ausgegraben, dessen Innenverkleidung aus dem Rhyolith besteht. Die Brenntemperaturen waren so hoch, dass das Gestein angeschmolzen wurde. Durch eine C14-Analyse konnte die Betriebszeit des Ofens in die Zeit zwischen 1280 und 1460 datiert werden. Um einen Glasofen wird es sich nicht gehandelt haben, da keine Glasreste im Umfeld gefunden wurden. Allerdings geht eine Vermutung dahin, dass es sich um einen Frittofen handelte, in dem im Vorfeld der Glasproduktion das grobe Gemenge aus Flussmittel, Kalk und Quarz gesintert wurde. Auch der Ofen eines Alchemisten wird vermutet. | 250 50 × 5               | Typ: Hüttenwerk/Schmelzofen, Gesteinsart, Schurf Art: Rhyolith, Granit                                                                      | Schurf                         | wertvoll           | Naturpark                                                | |
| Grübenfeld an der Kalten Moldau                                |                | 272G005   | Frauenberger und Duschlberger Wald Position | Hinterer Bayerischer Wald | Das gut erhaltene Grübenfeld erstreckt sich von der Kiesau über die Marderau bis zur Lokalität Gruben auf 2,5 km entlang der Kalten Moldau. Als Grübenfelder werden die historischen Goldgewinnungsspuren bezeichnet, die in der Landschaft ein unruhiges Relief aus Trichtergruben, Schürfgräben, Hügeln, Rinnen und Wassergräben hinterlassen. Sie zeugen vom Auswaschen von Goldflittern aus den Flusssedimenten (Schotter, Sand). Später wurden aus diesen Arealen Quarzschotter gewonnen. | 1000000 2500 × 400       | Typ: Seifenwäscherei, Pinge/nfeld Art: Kies, Sand                                                                                           | kein Aufschluss                | wertvoll           | Bodendenkmal, Naturpark                                  | |
| Aufgelassenes Bergwerk am Redelberg                            |                | 272G006   | Schönberg Position                          | Hinterer Bayerischer Wald | Das Bergwerk bei Rendelmoos wird bereits von Flurl (1792) als aufgelassen und verfallen erwähnt. Ab etwa 1580 wurde hier erfolglos nach Silber, Kupfer und Blei im Pfahlquarz gesucht. Das verschüttete Mundloch mit einer Halde davor konnte 2001 ENE Hartmannsreit am Redelberg lokalisiert werden. | 0 keine Angabe           | Typ: Stollen Art: Gangmineralisation | Tunnel/Stollen/Schacht         | bedeutend          | Landschaftsschutzgebiet, Naturpark                       | |
| Schrazlgang unter dem Gasthaus Klessinger in Hundsruck         |                | 272G007   | Saldenburg Position                         | Passauer Wald             | Der Schrazlgang im Keller des Gasthauses ist öffentlich zugänglich. Seine Erforschung ist mit Fotos, Plänen und einem Video erläutert. Erstmals 1449 urkundlich erwähnt soll der Erdstall rund 1000 Jahre alt sein. Der Gang im angewitterten Saldenburger Granit zeigt Verfärbungen durch Eisenabsätze an Kluftrissen oder entlang von Verwitterungsfronten. Der Schrazlgang ist als Bodendenkmal (mittelalterlich – frühneuzeitlicher Erdstall) erfasst (Denkmal-Nr. D-2-7246- 0158). | 0 keine Angabe           | Typ: Felsenkeller Art: Granit | Felsenkeller                   | wertvoll           | Bodendenkmal, Naturpark                                  | |
| Trichtergruben und Grübenfeld des Goldabbaus bei Eisenbernreut |                | 272G008   | Perlesreut Position                         | Passauer Wald             | Abbaugruben und Seifenhügel in einem Waldstück entlang des Eisenbernreuter Baches sind Spuren einer vermutlich mittelalterlichen Goldgewinnung. Angebaut und ausgewaschen wurde eine residuale Goldseife – eine durch tiefgründige Verwitterung angereicherte ursprünglich primäre Goldvererzung in einem moldanubischen Diatexit. Die eckigen Goldkörner, die hier erwaschen wurden, sind praktisch nicht transportiert worden. Das Objekt steht als Bodendenkmal unter besonderem Schutz (Denkmal-Nr. D-2-7246-0160). | 250000 500 × 500         | Typ: Seifenwäscherei, Pinge/nfeld Art: Gneisgrus                                                                                            | Pinge                          | wertvoll           | Bodendenkmal, Landschaftsschutzgebiet, Naturpark         | |
| Blockstrom Gsteinet E von Waldkirchen                          |                | 272R001   | Waldkirchen Position                        | Passauer Wald             | Die Freilegung der Blöcke erfolgte meist postglazial durch im Gebiet entspringende Quellbäche und Niederschlagswasser. Das Blockmeer ist eine für höhere Lagen der Mittelgebirge typische geomorphologische Bildung. | 17600 220 × 80           | Typ: Blockstrom Art: Granit | Block                          | bedeutend          | Naturdenkmal, Naturpark                                  | |
| Saußbachleite S von Waldkirchen                                | weitere Bilder | 272R002   | Waldkirchen Position                        | Passauer Wald             | Im steilwandige Kerbtal (stellenweise Kerbsohlental) wurden die Solifluktionsdecken bis auf das Grobmaterial ausgeschwemmt, das in Form einer großen Anzahl von Blöcken im Bachbett zurückbleibt. | 180000 900 × 200         | Typ: Kerbtal, Blockstrom Art: Granit | Block                          | bedeutend          | Naturschutzgebiet, Landschaftsschutzgebiet, FFH-Gebiet   | |
| Buchberger Leite NE von Buchberg                               | weitere Bilder | 272R003   | Hohenau Position                            | Passauer Wald             | Auf einer Länge von ca. 2 km ist, inmitten eines canyonartigen, über 100 m tiefen Tales, einer der schönsten Aufschlüsse durch den Bayerischen Pfahl zu finden: verschiedene Stadien der Mylonitisierung, von weitgehend undeformiert bis Ultramylonit sind aufgeschlossen. In der Buchberger Leite ist gut nachzuvollziehen, dass der Bayerische Pfahl nicht immer verquarzt sein muss und dass er sich morphologisch in sehr unterschiedlicher Weise auswirken kann. Auffallend ist die Vielzahl der Wasserfälle. | 1000000 5000 × 200       | Typ: Schlucht, Störung, Schichtfolge Art: Kataklasit, Granit, Gangquarz                                                                     | Prallhang/Flussbett/Bachprofil | wertvoll           | Landschaftsschutzgebiet, FFH-Gebiet                      | Bayerns schönste Geotope Nr. 26                                                                       |
| Steinernes Meer am Plöckenstein NE von Riedelsbach             | weitere Bilder | 272R004   | Pleckensteiner Wald Position                | Hinterer Bayerischer Wald | Das Blockmeer besteht aus mehreren Teilen. Blockmeere sind typische Bildungen des Periglazialraumes, bevorzugt werden höhere Lagen und Bereiche stärkerer Einstrahlung. | 1250000 1000 × 1250      | Typ: Blockmeer Art: Granit | Block                          | bedeutend          | Naturschutzgebiet, Landschaftsschutzgebiet, FFH-Gebiet   | |
| Wackelstein SE von Loh                                         | weitere Bilder | 272R005   | Saldenburg Position                         | Passauer Wald             | Die Gipfelklippe der kleinen Bergkuppe weist einige Blöcke Saldenburger Granits mit starker Wollsackverwitterung auf. Dabei sind die Gesteinsfugen so stark erweitert, dass von dem Felsturm nur einzelne, vollständig getrennte Blöcke mit einer geringen Auflagefläche blieben. Der so genannte Wackelstein hat eine so schmale Auflagefläche, dass er durch menschliche Kraft zum Wackeln gebracht werden kann. | 12 4 × 3                 | Typ: Wollsackbildung, Felskuppe Art: Granit                                                                                                 | Felshang/Felskuppe             | wertvoll           | Naturdenkmal, Landschaftsschutzgebiet, Naturpark         | |
| Felskuppe am Steinmannbiegel in Draxlschlag                    |                | 272R006   | Sankt Oswald-Riedlhütte Position            | Hinterer Bayerischer Wald | Das Gestein der Gipfelklippe aus metatektischen Cordierit-Sillimanit-Kalifeldspat-Gneisen ist stark verfaltet. In Lagen ist aufgeschmolzenes Material von Quarz und Feldspat zu erkennen. Die langgestreckte Felskuppe ist in einzelne Blöcke zerfallen. Die Gneise zeigen verschiedene, teils schlierig-metatektische, teils massig-diatektische Gefüge, stellenweise führen sie kleine Granate. | 200 20 × 10              | Typ: Felskuppe, Metamorphes Gefüge, Gesteinsart Art: Cordierit-Sillimanit-Gneis                                                             | Felshang/Felskuppe             | bedeutend          | Naturdenkmal, Landschaftsschutzgebiet, Naturpark         | |
| Felskuppe am Bauhof Draxlschlag                                |                | 272R007   | Sankt Oswald-Riedlhütte Position            | Hinterer Bayerischer Wald | Die Felsklippen auf dem von Quellhorizonten gesäumten Hochflächensporn bestehen aus metatektischen Cordiertit-Sillimanit-Kalifeldspat-Gneisen. Sie zeigen verschiedene, teils schlierig-metatektische, teils massig-diatektische Gefüge, stellenweise führen sie kleine Granate. Im Umfeld war früher der Sportplatz. Heute ist dort der Bauhof der Gemeinde (Materiallagerplatz). | 200 20 × 10              | Typ: Felskuppe, Metamorphes Gefüge, Gesteinsart Art: Cordierit-Sillimanit-Gneis                                                             | Felshang/Felskuppe             | bedeutend          | Naturdenkmal, Naturpark                                  | |
| Hoher Stein in Draxlschlag                                     |                | 272R008   | Sankt Oswald-Riedlhütte Position            | Hinterer Bayerischer Wald | Der Hohe Stein in Draxlschlag ist die Fortsetzung von Objekt 272R006 nach NW. Aufgeschlossen ist auch hier anatektischer Cordieritgneis. Da sich die eigentliche Felskuppe im Privatgelände befindet, sind die Aufschlüsse nicht unmittelbar zugänglich. Die Gneise zeigen verschiedene, teils schlierig-metatektische, teils massig-diatektische Gefüge, stellenweise führen sie kleine Granate. | 250 25 × 10              | Typ: Felskuppe, Gesteinsart, Metamorphes Gefüge Art: Cordierit-Sillimanit-Gneis                                                             | Felshang/Felskuppe             | bedeutend          | Naturpark                                                | |
| Wollsackbildung W von Frauenberg                               |                | 272R009   | Haidmühle Position                          | Hinterer Bayerischer Wald | Die eindrucksvolle Gipfelklippe besteht aus grobkörnigem Kristallgranit (Haidmühler Granit). Die ausgeprägte Wollsack- und Matratzenverwitterung zeugt von der pleistozänen Erosion, bei der eine tertiäre Verwitterungsrinde bis zum festen Fels abgetragen wurde. | 160 20 × 8               | Typ: Wollsackbildung, Felskuppe Art: Granit                                                                                                 | Felshang/Felskuppe             | wertvoll           | Naturdenkmal, Landschaftsschutzgebiet, Naturpark         | |
| Felshang Gsteinet E von Hobelsberg                             |                | 272R010   | Grainet Position                            | Hinterer Bayerischer Wald | Die starke Blockbesprengung der Hänge resultiert aus der pleistozänen Frostverwitterung und Abdrift auf Solifluktionsdecken. Die Felsklippe und Felsblöcke bestehen aus anatektischen Cordieritgneis. | 450 30 × 15              | Typ: Felskuppe, Blockstrom Art: Cordierit-Sillimanit-Gneis                                                                                  | Felshang/Felskuppe             | bedeutend          | Landschaftsschutzgebiet, Naturpark                       | |
| Felskuppe SE von Haidmühle                                     |                | 272R012   | Haidmühle Position                          | Hinterer Bayerischer Wald | Die enge, oberflächenparallele Klüftung des grobkörnigen Kristallgranits bedingt die fladenförmige Verwitterungform. Die Klippen sind mit einer Kapelle und einem Glockenspiel überbaut. | 300 30 × 10              | Typ: Wollsackbildung, Felskuppe Art: Granit                                                                                                 | Felshang/Felskuppe             | bedeutend          | Naturdenkmal, Landschaftsschutzgebiet                    | |
| Kanzel im Nationalpark Bayerischer Wald NNE von Glashütte      | weitere Bilder | 272R013   | Hohenau Position                            | Hinterer Bayerischer Wald | Die Gipfelklippe ist an einem Wanderweg gelegen und dient als Aussichtspunkt. Das Ergebnis pleistozäner Erosionsvorgänge ist die Matratzenverwitterung, die der grobkörnige, flaserige Orthogneis zeigt. Hierbei entsprechen die flachen Blöcke und Platten der Klüftung und flaserigen Gesteinsstruktur. An der NE-Seite sind auch einige zellig- wabenförmige Verwitterungsstrukturen ausgebildet. | 320 40 × 8               | Typ: Felskuppe Art: Gneis | Felshang/Felskuppe             | bedeutend          | Nationalpark, Naturdenkmal, Landschaftsschutzgebiet      | |
| Kleinalmeyerschloss NW von Mauth                               |                | 272R014   | Schönbrunner Wald Position                  | Hinterer Bayerischer Wald | Die Bildung dieser steilen Granitklippen ist das Ergebnis verstärkter pleistozäner Erosion im Periglazialraum. Schwach texturiertes Gefüge und plattige Absonderung des Kristallgranits führen zu matratzenartigen Verwitterungskörpern. Die Felsklippen sind nur über aufgelassene Pfade zu erreichen (Kerngebiet des Nationalparks!). | 1000 50 × 20             | Typ: Felsburg, Wollsackbildung Art: Granit                                                                                                  | Hanganriss/Felswand            | wertvoll           | Nationalpark, Naturdenkmal, Landschaftsschutzgebiet      | |
| Großalmeyerschloss NW von Mauth                                | weitere Bilder | 272R015   | Schönbrunner Wald Position                  | Hinterer Bayerischer Wald | Die Felsklippen des Großalmeyerschlosses bestehen aus älterem Finsterauer Kristallgranit. Die Bildung dieser Felsfreistellung ist das Ergebnis verstärkter pleistozäner Erosion im Periglazialraum. Die Felsklippe ist geologisches Schauobjakt im Nationalpark Bayerischer Wald (Erläuterungstafel zur periglazialen Verwitterung im Aufstieg). | 2500 50 × 50             | Typ: Felskuppe, Wollsackbildung Art: Granit                                                                                                 | Felshang/Felskuppe             | wertvoll           | Nationalpark, Naturdenkmal, Landschaftsschutzgebiet      | |
| Blockmeer am Lusen                                             | weitere Bilder | 272R016   | Neuschönau Position                         | Hinterer Bayerischer Wald | Der gesamte Gipfelbereich des Lusen ist ein großes freiliegendes Blockmeer. Dieses größte Blockmeer im Nationalpark Bayerischer Wald ist durch pleistozäne Erosion der Verwitterungsrinde und der Zerlegung von anstehendem Gestein (fein- bis mittelkörniger Granit) vor allem durch Frostverwitterung entstanden. Dabei sind im oberen Bereich die Blöcke an Ort und Stelle zerfallen, ohne größeren Transport hangabwärts. So können Gänge im Streichen über das Blockmeer verfolgt werden. | 200000 400 × 500         | Typ: Blockmeer Art: Granit, Gneis | Block                          | besonders wertvoll | Nationalpark, Landschaftsschutzgebiet, FFH-Gebiet        | Bayerns schönste Geotope Nr. 32                                                                       |
| Gletscherschliff im Reschwassertal NW von Schustersäge         |                | 272R017   | Schönbrunner Wald Position                  | Hinterer Bayerischer Wald | Der Block aus älterem Finsterauer Kristallgranit weist eine drumlinoide Zurundung auf sowie Schliffe und Kritzer an den Seiten. Der Findling ist geologisches Schauobjekt des Nationalpark Bayerischer Wald (Erläuterungstafel). | 4 3 × 2                  | Typ: Gletscherschliff, Findling Art: Granit                                                                                                 | Block                          | wertvoll           | Nationalpark, Landschaftsschutzgebiet, FFH-Gebiet        | |
| Teufelsloch NE von Waldhäuser                                  |                | 272R018   | Waldhäuser Wald Position                    | Hinterer Bayerischer Wald | Im schluchtartig engen Kerbtal des Oberlaufes werden die Hänge und der Talgrund von einem Blockmeer eingenommen. Hier fließt der Bach unsichtbar unter den Blöcken. Talabwärts kommt es zur Aufweitung des Kerbtales, die Blockbestreuung wird lückiger, die Blöcke sind z. T. nur vom Anstehenden verkippt und wenig transportiert. In den steilsten Lagen scheint die Blockbildung rezent anzudauern. | 32000 400 × 80           | Typ: Kerbtal, Blockmeer Art: Granit | Block                          | wertvoll           | Nationalpark, Landschaftsschutzgebiet, FFH-Gebiet        | |
| Rachelsee Kar E vom Großen Rachel                              | weitere Bilder | 272R019   | Sankt Oswald-Riedlhütte Position            | Hinterer Bayerischer Wald | Das Rachelsee-Kar mit seinen steilaufragenden, ca. 300 m hohen Karwänden ist das größte und am besten zu erreichende Kar im Nationalpark. Das Kar war in zwei Nischen geteilt (Rachelsee + Alter See), deren Firneis sich zu einem Gletscher vereinigte. | 960000 800 × 1200        | Typ: Kar Art: Moräne, Gneis | Hanganriss/Felswand            | besonders wertvoll | Nationalpark, Landschaftsschutzgebiet, FFH-Gebiet        | |
| Bärenriegelkar NW von Finsterau                                |                | 272R020   | Mauther Forst Position                      | Hinterer Bayerischer Wald | Das Kar des Schwarzbach-Gletschers besitzt eine ausgeprägte Form. Die Karwände sind über 200 Meter hoch, der ehemalige Kar-Moränensee ist verlandet. Heute wird der Karboden von einem Übergangsmoor eingenommen, welches von einigen Neben- und Quellarmen des Großen Schwarzbaches durchflossen wird. | 80000 400 × 200          | Typ: Kar Art: Moräne | kein Aufschluss                | wertvoll           | Nationalpark, Landschaftsschutzgebiet, FFH-Gebiet        | |
| Moränenwälle SE vom Großen Rachel                              |                | 272R021   | Sankt Oswald-Riedlhütte Position            | Hinterer Bayerischer Wald | Die Wallmoränen des südlichen Rachelgletschers, die Seitenmoränen des Gletschers des Alten-See-Kares, des Rachelsee-Kares und des Hochgfeichtet-Karoides vereinigen sich hier zu zwei großen Mittelmoränenzügen. Seiten-, Stirn- und Mittelmoränenbilden zahlreiche Wälle, deren genaue Festlegung und Parallelisierung der Rückzugsstadien z. T. noch nicht möglich ist. Eiszeitwanderweg mit Schautafeln des Nationalparks. | 12000 1200 × 10          | Typ: End-(Wall-)Moräne Art: Moräne | kein Aufschluss                | bedeutend          | Nationalpark, Landschaftsschutzgebiet, FFH-Gebiet        | |
| Pfahl an der Thomasleite S von Kapfham                         |                | 272R022   | Grafenau Position                           | Passauer Wald             | Der Aufschluss ist über den Feldweg von Kapfham aus zugänglich, an dessen Ende sich ein Wanderparkplatz befindet. Die Felsrippe verläuft etwa in Ost-West-Richtung. Im Osten bestehen die Felsen fast ausschließlich aus grauer bis beigegrauer Quarz-Gangbreccie des Bayerischen Pfahls, die trotz ihrer engständigen Klüftung durch sekundäre Silifizierung recht kompakt ist. Im W besteht die Felsrippe überwiegend aus Ultramylonit, der stark silifiziert bzw. mit scharf begrenzten Quarzschlieren durchsetzt ist. Der Aufschluss ist im N von Pfahlschiefern begleitet, am SE-Rand alter Abbau im Ultramylonit (Wetzschiefer?). Ein kleiner Abbau (Quarzbruch) liegt am ausgeschilderten geschichtlichen Wanderweg der Gemeinde Ringelai. | 8800 110 × 80            | Typ: Härtling, Felskuppe, Steinbruch/Grube Art: Gangquarz, Ultramylonit                                                                     | Felshang/Felskuppe             | bedeutend          | Landschaftsschutzgebiet, Naturpark                       | |
| Pfahl E von Augrub                                             |                | 272R023   | Schönberg Position                          | Hinterer Bayerischer Wald | Der undeutliche Härtlingszug aus Quarz-Gangbreccie des Bayerischen Pfahles zwischen Augrub und der Kehre Bei der Quetsch weist einige alte, zum Teil verfüllte Quarz-Abbaustellen auf. Die Quarz-Gangbreccie ist intensiv geklüftet und zerfällt oft kleinstückig. Hier liegt auch eine rekultivierte Halde mit Industrieglasabfällen der nahen, ehemaligen Glashütten. Anstehender Pfahlquarz ist am besten in den zwei größeren, bereichsweise nicht öffentlich zugänglichen Gruben zu finden. | 112000 1400 × 80         | Typ: Härtling, Steinbruch/Grube Art: Gangquarz, Ultramylonit                                                                                | Hanganriss/Felswand            | geringwertig       | Landschaftsschutzgebiet, Naturpark                       | |
| Gipfelklippen am Dreisesselberg                                | weitere Bilder | 272R024   | Neureichenau Position                       | Hinterer Bayerischer Wald | Der Gipfelbereich des Dreisesselberges wird von einer Gruppe imposanten Felsburgen eingenommen. Die bekanntesten sind der Dreisesselfels und der Hochstein, die beide durch Stufen erschlossen sind. Die Felsfreistellungen zeigen einen gut gebankten Granit mit mittel- bis grobkörniger Grundmasse. An den Trennflächen konnte die Verwitterung angreifen und hat das typische Erscheinungsbild der Wollsackverwitterung geschaffen. Im Umfeld der Felsburgen finden sich lose Blockfelder. | 50000 500 × 100          | Typ: Felsburg, Wollsackbildung, Gesteinsart Art: Granit                                                                                     | Felshang/Felskuppe             | wertvoll           | Naturschutzgebiet, Landschaftsschutzgebiet, FFH-Gebiet   | Bayerns schönste Geotope Nr. 58                                                                       |
| Steinklamm S von Spiegelau                                     | weitere Bilder | 272R025   | Spiegelau Position                          | Hinterer Bayerischer Wald | Südlich Spiegelau verlässt die Große Ohe die tertiäre Basisrumpffläche. Sie hat sich dort durch fluvioglaziale und fluviatile Erosion in Form eines V-Tales tief in die Landschaft eingeschnitten. Im Lauf der so genannten Steinklamm überwindet der Fluss eine Vielzahl kleiner Wasserfallstufen. Im unteren Bereich, in einem klammartigen Abschnitt, kann in dem Felsbett aus Gneis ein vielfältiger Formenschatz fluviatiler Erosion beobachtet werden: z. B. Fließrinnen, Kolke, Strudellöcher, Glättungen. | 20000 1000 × 20          | Typ: Kerbtal Art: Cordierit-Sillimanit-Gneis, Kalksilikatfels                                                                               | Prallhang/Flussbett/Bachprofil | wertvoll           | Landschaftsschutzgebiet                                  | |
| Hessenstein SW von Klingenbrunn                                |                | 272R026   | Eppenschlag Position                        | Hinterer Bayerischer Wald | Der Gipfelbereich des Hessensteins besteht aus auffällig grobkörnigem Gneis, der eine imposante Gipfelklippe mit sehr weit fortgeschrittener Wollsackverwitterung stellt. Durch die Verwitterung, die vornehmlich an den Kanten angreift und entlang von Trennflächen fortschreitet, erhalten die Felsen die typischen rundliche Formen der Wollsäcke. Der grobkörnige Gneis ist granatführend. | 4500 150 × 30            | Typ: Felskuppe, Wollsackbildung Art: Gneis                                                                                                  | Felshang/Felskuppe             | bedeutend          | Landschaftsschutzgebiet, Naturpark                       | |
| Ginghartinger Bach E von Ginghartinger Mühle                   |                | 272R027   | Thurmansbang Position                       | Passauer Wald             | Auf der Sohle des Tälchens, durch das der Ginghartinger Bach fließt, lagern einzelne, große Blöcke aus Kristallgranit (Saldenburger Granit, teils > 5 m³). Die Blöcke dieses losen Blockstroms, der vom Ginghartinger Bach durchströmt wird, zeugen von ausgedehntem Bodenfließen im Periglazialbereich während der Kaltzeit. Die Blöcke haben ihre heutige Position als Wanderblöcke erreicht. | 25000 500 × 50           | Typ: Solifluktionserscheinung, Bach-/Flusslauf Art: Lehm, Granit                                                                            | kein Aufschluss                | wertvoll           | Landschaftsschutzgebiet, Naturpark                       | |
| Steinernes Kirchlein NNE von Entschenreuth                     | weitere Bilder | 272R028   | Thurmansbang Position                       | Passauer Wald             | Im gesamten Umfeld finden sich zahlreiche Felsfreistellungen mit starker Wollsackverwitterung. Während des Tertiärs wurde das Gestein tiefgründig verwittert. Nur im Bereich kompakterer Granitkuppen konnte die Verwitterung nicht so rasch fortschreiten. Während des Quartärs wurden die Verwitterungsdecken abgetragen. Zurück blieben nur die intakten Felsbereiche. Das Felsensemble aus rundlichen Granitblöcken beim Steinernen Kirchlein bildet kleine Höhlungen, Nischen und Felsgassen. | 1000 40 × 25             | Typ: Wollsackbildung, Felskuppe Art: Granit                                                                                                 | Felshang/Felskuppe             | wertvoll           | Landschaftsschutzgebiet, Naturpark                       | |
| Geistlicher Stein NW von Ringelai                              | weitere Bilder | 272R029   | Grafenau Position                           | Passauer Wald             | Am Geistlichen Stein erlauben mehrere imposante Felsklippen, die bis zu 40 m aus dem Hang herausragen einen schönen Ausblick nach SW in den Talkessel auf Ringelai. Die Felsen aus granitisch-granodioritischen Dunklen Diatexiten (Palite: tektonisch deformierte Gesteine der Mylonitzone im Umfeld der Störungszone des Pfahls) zeigen markante Wollsackverwitterung. Das Gestein hier besitzt einen granitischen Habitus. In einer grobkörnigen Matrix schwimmen zahlreiche große Feldspatkristalle. | 600 40 × 15              | Typ: Felsturm/-nadel, Wollsackbildung Art: Migmatit                                                                                         | Felshang/Felskuppe             | wertvoll           | Landschaftsschutzgebiet, Naturpark                       | |
| Hochmoor Abrahamsfilz bei Theresienreuth                       |                | 272R030   | Leopoldsreuter Wald Position                | Hinterer Bayerischer Wald | Der Abrahamfilz ist ein bis zu 6 m mächtiges Hochmoor mit großflächigem aufgelassenen Torfstich im Zentrum. Im Osten findet sich eine offene Hochmoorfläche, im Westen ist ein Teil bewaldet (Aufforstung und Moorwaldbestand). An den Rändern der Torfgrube können bis zu 2 m hohe Torfprofile eingesehen werden. | 200000 500 × 400         | Typ: Hochmoor, Schichtfolge Art: Torf | Tagebau                        | bedeutend          | Landschaftsschutzgebiet, FFH-Gebiet, Naturpark           | |
| Felswandergebiet im Nationalpark Bayerischer Wald W von Mauth  | weitere Bilder | 272R031   | Schönbrunner Wald Position                  | Hinterer Bayerischer Wald | Im Bereich des Felswandergebiets im Nationalpark Bayerischer Wald ist das gesamte Umfeld um die Kleine Kanzel mit Gneisklippen und Blöcken übersät. Südlich der Kleinen Kanzel am Wanderweg ist ein schöner Aufschluss in stark gefälteltem metatektischen bis anatektischen Cordierit-Gneis mit Einschlüssen von Kalksilikatfels. Das heutige morphologische Erscheinungsbild ist Ergebnis des pleistozänen Abtrags der Verwitterungsdecken und der damit verbundenen Felsfreistellung. | 1000 50 × 20             | Typ: Felsgruppe, Gesteinsart, Metamorphes Gefüge Art: Cordierit-Sillimanit-Gneis, Kalksilikatfels                                           | Felshang/Felskuppe             | bedeutend          | Nationalpark, Landschaftsschutzgebiet, FFH-Gebiet        | |
| Dioritklippen an der Garsleite SE von Kollberg                 |                | 272R032   | Röhrnbach Position                          | Passauer Wald             | Die zahlreichen Dioritklippen im Wald weisen fast durchwegs ein orientiertes, schräg in den Hang einfallendes Trennflächengefüge auf. Die dunklen Diorite zeigen in einer feinkörnigen bis dichten Grundmasse helle Feldspatkristalle und Biotitnester. In das Gestein sind sowohl konkordant als auch diskordant zahlreiche helle Aplite als Gänge oder unregelmäßig geformte Körper eingedrungen. | 12500 250 × 50           | Typ: Felsgruppe, Gesteinsart, Lagerungsverhältnisse Art: Diorit, Aplit                                                                      | Hanganriss/Felswand            | wertvoll           | Landschaftsschutzgebiet, Naturpark                       | |
| Stelzerbach NE der Stelzermühle                                |                | 272R033   | Waldkirchen Position                        | Passauer Wald             | Unterhalb der Straße zur Stelzermühle ist eine klassische Mäanderschlinge des Stelzerbaches zu sehen. Am Prallhang am Zutritt eines Nebenbaches ist ein Bodenprofil durch die tertiäre/quartäre Verwitterungsdecke über dem Kristallin aufgeschlossen. Über völlig zersetztem Kristallin folgen eine Schuttlage sowie Sand und Ton, in denen Kristallinbrocken schwimmen. Die Bildungen sind intensiv gelb gefärbt. Nach Norden zeigt der Bach viele Mäanderschleifen. | 200000 2000 × 100        | Typ: Mäander, Prallhang, Bodenprofil Art: Kristallingrus, Sand, Ton                                                                         | Prallhang/Flussbett/Bachprofil | bedeutend          | Landschaftsschutzgebiet, FFH-Gebiet, Naturpark           | |
| Gipfelklippe Hoher Sachsen W von Grafenau                      |                | 272R034   | Grafenau Position                           | Passauer Wald             | Der Gipfel des Hohen Sachsen wird durch eine Gipfelklippe aus granitisch-granodioritischen dunklen Diatexiten mit Kalifeldspat-Großkristallen mit fast senkrechten Wänden gebildet. Nach unten schließt ein Blockfeld an. Die heutige Morphologie ist das Ergebnis der pleistozänen Erosion während der die tertiäre Verwitterungsdecke abgetragen und kompaktere Felspartien freigestellt wurden. Die Gesteinsklippen und -blöcke sind durchwegs stark bewachsen. | 240 30 × 8               | Typ: Felskuppe, Blockmeer Art: Migmatit | Felshang/Felskuppe             | wertvoll           | Landschaftsschutzgebiet, Naturpark                       | |
| Einmündung der Wolfsteiner Ohe in die Ilz bei Fürsteneck       |                | 272R035   | Fürsteneck Position                         | Passauer Wald             | Enge Schlucht mit Felsfreistellungen, gut durch Wanderwege erschlossen. Aufgeschlossen ist ein heller Diatexit, der Metabasit-Schollen enthält und von einem Dacit-Gang durchschlagen wird. An mehreren Stellen entlang des Weges ist außerdem ein jüngerer Rhyolith-Gang aufgeschlossen. | 10000 200 × 50           | Typ: Schlucht, Felswand/-hang, Kontakt Art: Anatexit, Dacit, Rhyolith                                                                       | Prallhang/Flussbett/Bachprofil | wertvoll           | Naturschutzgebiet, Landschaftsschutzgebiet, FFH-Gebiet   | |
| Felsen am Steinbühl-Gipfel S von Neudorf                       |                | 272R036   | Grafenau Position                           | Passauer Wald             | Im Gipfelbereich des Steinbühl steht eine Rippe aus Palit an, die zu einem kleinen Blockmeer zerfallen ist. Den Gipfel selbst bildet ein durch Wollsackverwitterung entstandener Wackelstein. Der Palit ist extrem mylonitisiert, was an den Blöcken teilweise gut erkennbar ist. | 1000 50 × 20             | Typ: Härtling, Blockmeer, Wollsackbildung, Metamorphes Gefüge Art: Gneis                                                                    | Felshang/Felskuppe             | wertvoll           | Naturpark                                                | |
| Erdställe (Schrazelgänge) in Waldkirchen                       |                | 272G009   | Waldkirchen Position                        | Passauer Wald             | Unmittelbar neben dem Parkplatz P3 (Jandelsbrunner Straße) in Waldkirchen befindet sich ein Erdstall, der bei der Anlage des Parkplatzes entdeckt und dabei teilweise zerstört wurde. Die beiden erhaltenen Teile sind die hintersten Teile der Gesamtanlage, die ursprünglich aus drei Seitenarmen bestand (Bild 4, aus: Der Erdstall 13). Sie wurden im stark vergrusten Hauzenberg-Hutthumer Granit ohne schweres Gerät handgeschrämt, was an der Ortsbrust des linken Seitenarms besonders gut zu erkennen ist (Bild 3). Die erhaltene Gesamtlänge beträgt etwa 16 Meter. Weitere Erdställe, sie werden auch als Schrazelgänge bezeichnet, befinden sich im Stadtgebiet von Waldkirchen. Diese sind jedoch nur über die Keller von Privathäusern zugänglich. Das Objekt am Parkplatz P3 ist dagegen im Rahmen von Stadtführungen für jedermann zugänglich. Informationen über das Bauamt im Rathaus (Rathausplatz 1) oder das Stadtarchiv im Bürgerhaus (Ringmauerstraße 14). Sowohl die genaue Entstehungszeit als auch der tatsächliche Zweck der Anlagen ist bis heute nicht sicher geklärt. Das Geotop steht als Bodendenkmal unter besonderem Schutz (Denkmal-Nr. D-2-7247-0188). | 16 16 × 1                | Typ: Felsenkeller Art: Granit, Granitgrus                                                                                                   | Felsenkeller                   | wertvoll           | Bodendenkmal, Naturpark                                  | |
| Ochsenfels W der Saußmühle                                     |                | 272R037   | Waldkirchen Position                        | Passauer Wald             | Die Felsfreistellung Ochsenfels am Saßberg bei Saußmühle besteht aus massivem, mittelkörnigem Hauzenberg-Hutthumer Granit. Die Felswand wird offiziell als Kletterfelsen genutzt. Da das Plateau des Ochsenfels einen spätmittelalterlichen Burgstall trägt, dessen Halsgraben noch sehr gut erhalten ist, steht das Areal als Bodendenkmal unter besonderem Schutz (Denkmal-Nr. D-2-7247-0021). | 450 15 × 30              | Typ: Felsturm/-nadel Art: Granit | Felshang/Felskuppe             | wertvoll           | Bodendenkmal, Landschaftsschutzgebiet, Naturpark         | |
| Flügelsberg bei Meihern                                        | weitere Bilder | 273A001   | Riedenburg Position                         | Südliche Frankenalb       | Der Felssporn zeigt Riffdolomite des Mittleren Malm, die im Top gekappt und von dünnbankigen dolomitischen Kalken des Malm Epsilon überlagert werden. Die Schichtkalke zeigen eine Verbindung der (zwischen Riffen gelegenen) Schichtfazieswannen von Dietfurt und Painten über den Speckelsberger Kanal an. Eine dünne Konglomeratbank an der Basis der Schichtkalke deutet submarine Erosion im Kanal an. | 1600 80 × 20             | Typ: Diskordanz, Gesteinsart, Schichtfolge, Felsturm/-nadel Art: Dolomitstein, Kalkstein                                                    | Hanganriss/Felswand            | wertvoll           | Naturdenkmal, Landschaftsschutzgebiet, FFH-Gebiet        | |
| Ehemaliger Steinbruch N von Jachenhausen                       |                | 273A002   | Riedenburg Position                         | Südliche Frankenalb       | In dem ehemaligen Steinbruch am Westrand der Paintner Plattenkalkwanne wurde seit dem 19. Jhd. Plattenkalke des unteren Malm Zeta zur Nutzung als Dachplatten abgebaut. Nach der Stilllegung in den 1980er Jahren wurde der Bruch weitgehend verfüllt. Verblieben sind nur ein paar kleine Aufschlüsse. Charakteristisch für die Schichtfolge in Jachenhausen waren die Krummen Lagen – Gleitfalten, die in untermeerischen Rutschungen entstanden waren. Im Steinbruch wurden einige bedeutende Fossilfunde gemacht. Während Fossilien immer noch zu finden sind, sind die Krummen Lagen, bis auf spärliche Anklänge und Reste nicht mehr erschlossen. | 20000 200 × 100          | Typ: Tierische Fossilien, Sedimentstrukturen Art: Kalkstein                                                                                 | Steinbruch                     | wertvoll           | Landschaftsschutzgebiet, Naturpark                       | |
| Ehemaliger Steinbruch Kalkofen W von Bad Abbach                |                | 273A005   | Bad Abbach Position                         | Südliche Frankenalb       | Der Bruch erschließt dolomitisierten Riffkalk, der mit welliger Transgressionsfläche von Regensburger Grünsandstein überlagert wird. Die Gesteine sind eng von vertikaler Klüftung durchzogen. In Karstspalten finden sich graue Sande der unterkretazischen Schutzfelsschichten. | 900 90 × 10              | Typ: Diskordanz, Schichtfolge Art: Dolomitstein                                                                                             | Steinbruch                     | wertvoll           | kein Schutzgebiet                                        | |
| Ehemaliger Steinbruch ENE von Netzstall                        |                | 273A007   | Painten Position                            | Südliche Frankenalb       | Die Bankkalke (unten) und Kieselkalke und Plattensilex (oben) in dem bereits von ROLL (1940) beschriebenen kleinen Steinbruchs gehören in die Torleite-Formation (Malm Epsilon 1+2). Die Bankkalke stellen die normale Ausprägung der Torleite-Formation dar und werden heute – benannt nach diesem Aufschluss – als Netzstall-Subformation (früher subemela-Zone) bezeichnet, während Kieselkalke und Plattensilex der Arnstorf-Subformation (früher setatus-Zone) angehören. Der Steinbruch ist heute sehr stark zugewachsen. Und die bereits seit mehr als 80 Jahren offene Wand ist teilweise schon verfallen. Dort wo sie noch offen zugänglich ist, hat sie gefährliche Überhänge. so dass die Gefahr eines herabstürzens besteht. Deshalb sollte dieser Aufschluss nur von der Straße aus angesehen werden! | 30 15 × 2                | Typ: Typlokalität, Schichtfolge, Tierische Fossilien Art: Kalkstein                                                                         | Steinbruch                     | wertvoll           | Landschaftsschutzgebiet                                  | |
| Verkieselte Reinhausener Schichten NE von Kelheim              |                | 273A008   | Frauenforst Position                        | Südliche Frankenalb       | Im Bereich des Gipfels der Höhe 495 treten alttertiäre Verkieselungen in Reinhausener Schichten (Unterturon) auf. Das graue, harte Gestein zeigt wenig primäre Gesteinsmerkmale. An einer knapp 1 m hohen Klippe lassen sich aber reliktisch Schichtfugen erkennen (Aufschluss stark zugewachsen). In der Umgebung gibt es einige Einzelblöcke verkieselter Gesteine, so genannte Kallmünzer. Sowohl der Zeitpunkt als auch der Prozess der Einkieselung ist bis heute nicht zufriedenstellend geklärt. | 250 25 × 10              | Typ: Gesteinsart, Reliktgesteine Art: Kalksandstein                                                                                         | Felshang/Felskuppe             | bedeutend          | kein Schutzgebiet                                        | |
| Ehemalige Steinbrüche E von Kelheimwinzer                      |                | 273A009   | Kelheim Position                            | Südliche Frankenalb       | Im Hang befinden sich einige stark verfallene alte Steinbrüche. Anstehend sind Jura-Kalke, die von einer ca. 3–5 Meter mächtigen Schotternagelfluh überlagert werden. Die Schotter führen v. a. alpine Gerölle, daneben in Lagen scherbige bis kantengerundete Juraplattenkalke. Es handelt sich um ein Zeugnis des altpleistozänen Donaulaufes. Da der Böschungsfuß stark bewachsen und schlecht begehbar ist, sind die Aufschlüsse kaum zugänglich. | 360 120 × 3              | Typ: Diskordanz, Terrasse Art: Konglomerat, Kalkstein                                                                                       | Steinbruch                     | wertvoll           | FFH-Gebiet                                               | |
| Ehemaliger Steinbruch am Teufelsfelsen SW von Alkofen          |                | 273A010   | Bad Abbach Position                         | Südliche Frankenalb       | Im Steinbruch sind Jurakalke der Kelheimer Fazies sowie überlagernd Regensburger Untere Grünsandsteine aufgeschlossen. Im Kalk sind tiefe Spalten und Höhlen zu erkennen, die bei der Transgression mit präcenomanen und cenomanen Sedimenten verfüllt wurden. | 200 20 × 10              | Typ: Schichtfolge, Diskordanz, Karstschlot, Karstspalte Art: Kalkstein, Sandstein                                                           | Steinbruch                     | bedeutend          | Naturdenkmal                                             | |
| Ehemalige Steinbrüche am Mühlberg SE von Dantschermühle        |                | 273A011   | Bad Abbach Position                         | Südliche Frankenalb       | Die alten Steinbrüche an der Dantschermühle zeigen das umfassendste Kreideprofil im Landkreis Kelheim: Regensburg Formation, Eibrunn Formation (mit der mikropaläontologisch nachgewiesener Cenoman-Turon-Grenze) und Reinhausen Subformation der Winzerberg Formation. Gut zugänglich ist aber nur der Grünsandstein, während die erosionsempfindlichen überlagernden Schichten weitgehend verrutscht und überrollt sind. Ziel des Abbaus war der massige Untere Grünsandstein der Regensburg Formation, der deutliche Bearbeitungsspuren aufweist. | 2400 80 × 30             | Typ: Typlokalität, Tierische Fossilien, Schichtfolge Art: Kalksandstein, Mergelstein                                                        | Steinbruch                     | besonders wertvoll | Naturdenkmal                                             | |
| Plattenkalke E von Haderfleck                                  |                | 273A013   | Kelheim Position                            | Südliche Frankenalb       | Im unteren Bereich des Donausteilhanges treten Schichten des Malm Zeta 1–2 (Solnhofener Schichten) in Form von Plattenkalken und wenigen dünnen Kalkschiefern auf. Der Großteil des Schichtverbandes ist durch auffällige Gleitfaltung deformiert. Hangaufwärts erfolgt der abrupte Übergang zu den Papierschiefern des Malm Zeta 3a. Dieser Aufschlussteil ist schlecht zugänglich und weitgehend verfallen. Die Plattenkalke bei Haderfleck gehören zu den Schichtfazies der Hienheimer Wanne. | 2400 80 × 30             | Typ: Sedimentstrukturen, Schichtfolge Art: Kalkstein                                                                                        | Prallhang/Flussbett/Bachprofil | bedeutend          | Landschaftsschutzgebiet, FFH-Gebiet, Naturpark           | |
| Ehemaliger Papierschieferbruch S von Hohenpfahl                |                | 273A014   | Kelheim Position                            | Südliche Frankenalb       | In zwei Brüchen sind Plattenkalke und Schiefer (dünnschichtige Kalkgesteine unter 1 cm Stärke) der Kelheimer Wanne aufgeschlossen (Malm zeta 2 und 3). Im unteren Teil tritt neben Plattenkalk vor allem sog. Kartonschiefer auf. Zum Hangenden verringern sich die Schichtstärken auf wenige mm zu Papierschiefer. Der hohe Tongehalt macht die Papierschieferfolge sehr verwitterungsanfällig. Die Brüche verfallen daher schnell. Heute ist nur noch ein Teil der Schichtfolge aufgeschlossen. | 50 10 × 5                | Typ: Gesteinsart, Sedimentstrukturen Art: Kalkstein                                                                                         | Steinbruch                     | bedeutend          | kein Schutzgebiet                                        | |
| Ehemaliger Steinbruch am Linsberg NE von Abensberg             |                | 273A015   | Abensberg Position                          | Südliche Frankenalb       | Der kleine Steinbruch erschloss eine Schichtfolge am NW-Rand der Pullacher Wanne. Über der unruhig-welligen nach SW einfallenden Obergrenze des Kelheimer Kalk und mit diesem verzahnt folgten Bankkalke mit Fein- und Grobschuttlagen und Hornsteinen (in der Literatur teilweise als Abensberger Kalk bezeichnet). Das heute noch aufgeschlossene Profil am oberen Teil der Westwand zeigt Plattenkalke mit gebänderten Hornsteinplatten sowie Feinschutt führenden Dünnbänken. Der Rest des Profils ist verhüllt. | 1000 50 × 20             | Typ: Schichtfolge Art: Kalkstein, Hornstein                                                                                                 | Steinbruch                     | wertvoll           | Naturdenkmal                                             | |
| Westlicher Seeholzbruch NW von Offenstetten                    |                | 273A016   | Abensberg Position                          | Donau-Isar-Hügelland      | In dem ehemaligen Steinbruch war die folgende Schichtfolge aufgeschlossen: über massigen fossilreichen Kelheimer Kalken folgten kreidige Mörtelkalke, hornsteinreiche Kalke, Abensberger Bankkalke und normale Plattenkalke des unteren Malm Zeta. Das Gelände ist inzwischen ziemlich verwachsen und verstürzt. Gut zu sehen ist nur noch der obere Abschnitt des Profils mit Bank- und Plattenkalken. | 5000 100 × 50            | Typ: Schichtfolge Art: Kalkstein | Steinbruch                     | bedeutend          | Naturdenkmal                                             | |
| Aufschluss am Eichelberg E von Marching                        |                | 273A018   | Neustadt an der Donau Position              | Donaumoos                 | Die ehemalige Abbaustelle am Donauhang zeigt verwitterten Riffdolomit, der hier von einer mächtigen Lößschicht überlagert wird. Der Aufschluss ist stark verwachsen und verfallen und dadurch fast unzugänglich. | 30 15 × 2                | Typ: Gesteinsart Art: Dolomitstein, Lehm | Hanganriss/Felswand            | bedeutend          | Landschaftsschutzgebiet                                  | |
| Papierschiefer-Aufschluss S von Weltenburg                     |                | 273A019   | Kelheim Position                            | Südliche Frankenalb       | In dem kleinen Aufschluss waren früher gleitgefaltete Plattenkalke des Malm Zeta 2 und darüber Papierschiefer des Malm Zeta 3 (lassen sich in bergfeuchtem Zustand biegen!) zu sehen. Heute ist dieser Aufschluss fast vollständig verstürzt und zugewachsen. Lediglich ein kurzer Ausschnitt der Papierschieferfolge ist noch zu erkennen. | 80 10 × 8                | Typ: Schichtfolge Art: Kalkstein | Steinbruch                     | bedeutend          | FFH-Gebiet                                               | |
| Ehemaliger Dolomitbruch NE von Marching                        |                | 273A021   | Neustadt an der Donau Position              | Südliche Frankenalb       | Großer ehemaliger Steinbruch in den massigen Riffdolomiten des Altmannstein-Marchinger Riffzuges. Die ehemaligen Massenkalke (Schwamm-Algen-Riffkalke) sind später dolomitisiert worden. | 25000 250 × 100          | Typ: Gesteinsart Art: Dolomitstein | Steinbruch                     | geringwertig       | Landschaftsbestandteil                                   | |
| Steinbrüche am Hanselberg W von Oberndorf                      |                | 273A024   | Bad Abbach Position                         | Südliche Frankenalb       | Am Donauhang westlich Oberndorf sind durch mehrere inzwischen aufgelassene Steinbrüche mit mehr als 40 m hohen Wänden massige Riffdolomite des Malm epsilon bis zeta (Oberkimmeridge/Untertithon) aufgeschlossen. Infolge der spätdiagenetischen Dolomitisierung sind Fossilien und ursprünglichen Strukturen des Gesteins weitgehend verschwunden. Durch den Abbau sind zahlreiche, teilweise lehmig verfüllte Karsthohlräume angeschnitten worden. In den Sturzblöcken findet sich alter Sinter (Tropfsteine). | 12000 300 × 40           | Typ: Gesteinsart, Karstschlot, Karstspalte Art: Dolomitstein                                                                                | Steinbruch                     | bedeutend          | FFH-Gebiet, Vogelschutzgebiet                            | |
| Kreuzfelsen bei Riedenburg                                     |                | 273A027   | Riedenburg Position                         | Südliche Frankenalb       | Die Felsen an der Ostseite des Schambachtales zeigen zwei Dolomit-Riffkuppeln aus dem Malm Delta. Die einzelnen Kuppeln haben Durchmesser von 80 – 100 m und wölben sich etwa 20 m hoch auf (zwiebelschalenartige dicke Schwammdolomit-Bänke). | 16000 200 × 80           | Typ: Sedimentstrukturen, Felswand/-hang Art: Dolomitstein                                                                                   | Hanganriss/Felswand            | wertvoll           | Naturdenkmal, Vogelschutzgebiet, Naturpark               | |
| Ehem. Steinbruch Buchenhöhe NNE von Painten                    |                | 273A028   | Painten Position                            | Südliche Frankenalb       | Der aufgelassene Steinbruch an der Buchenhöhe, direkt gegenüber dem großen Steinbruch Rygol, erschließt gebankte Jurakalke aus dem Bereich der Paintner Plattenkalkwanne. Die Schichtfolge umfasst einen Teil des Profils (Malm epsilon/zeta). | 2500 50 × 50             | Typ: Gesteinsart, Schichtfolge, Sedimentstrukturen Art: Kalkstein                                                                           | Steinbruch                     | bedeutend          | kein Schutzgebiet                                        | |
| Grünsandsteinbrüche bei Ihrlerstein                            | weitere Bilder | 273A029   | Ihrlerstein Position                        | Südliche Frankenalb       | Die Steinbrüche von Ihrlerstein mit Jurakalk und überlagernden Kreidesandsteinen sind Herkunftsort der Bausteine zahlreicher Bauten König Ludwigs I. (u. a. Befreiungshalle). Während der Jurabruch schon lange aufgelassen ist, wurden z. B. für den Bau der Neuen Pinakothek bis in die 80er Jahre Regensburger Grünsandstein gewonnen. Das aufgeschlossene Profil zeigt 2 Dickbänke (je 3–4 m) aus grünlichem Sandstein mit vielen dickschaligen Muscheln und überlagernd 5–6 m dünnbankigen Kalksandstein. | 1600 80 × 20             | Typ: Schichtfolge, Gesteinsart, Sedimentstrukturen Art: Kalksandstein                                                                       | Steinbruch                     | bedeutend          | Naturpark                                                | |
| Riffschuttaufschluss in Riedenburg                             |                | 273A031   | Riedenburg Position                         | Südliche Frankenalb       | In einem kleinen Aufschluss direkt an der Austraße in Riedenburg sind meterdicke Dolomit-Bänke aufgeschlossen, die ca. 40° nach Nordosten geneigt sind. Sie dokumentieren das sehr steile Einfallen einer Riffkuppel des mittleren Malm (Oberer Jura). Teilweise werden die Bänke von Dolomitbreccien gebildet, deren Komponenten cm bis mehrere dm groß sind. Diese Breccien werden als Riffschutt interpretiert, der während des Riffwachstums durch die Erosion nahe der Wasseroberfläche entstand. Der Aufschluss in Riedenburg ist eine der sehr wenigen Stellen, an denen derartige Breccien im Frankendolomit so bequem erreichbar sind. | 150 30 × 5               | Typ: Sedimentstrukturen, Schichtfolge, Gesteinsart Art: Breccie, Dolomitstein                                                               | sonstiger Aufschluss           | wertvoll           | Naturpark                                                | |
| Bentonit-Abbau NW von Straß                                    |                | 273G001   | Mainburg Position                           | Donau-Isar-Hügelland      | Der ehemalige Tagebau auf Bentonit liegt ca. 250 m NW von Straß im Wald. Zuletzt wurde hier in den 1940er bis 1950er Jahren abgebaut. Pingen weisen auf einen Untertagebau hin. Bei dem Vorkommen handelt sich um eine der wenigen Stellen in der Bayerischen Molasse, wo die zu Bentonit umgewandelten vulkanischen Tuffe direkt anstehen. Derzeit gibt es keine Aufschlüsse, aber es finden sich Lesesteine eines grünlichen, harten und plattigen Gesteins (als Harte Platte bezeichnet), das als Abraum verworfen wurde. Inzwischen (2014) ist ein neuer Tagebau an die alten Abbauspuren herangerückt. | 100 10 × 10              | Typ: Steinbruch/Grube, Gesteinsart Art: Bentonit                                                                                            | Lehmgrube/Tongrube/Mergelgrube | wertvoll           | kein Schutzgebiet                                        | |
| Felsen am Löwendenkmal SW von Bad Abbach                       | weitere Bilder | 273G002   | Bad Abbach Position                         | Südliche Frankenalb       | Bei Hochwasser war die Straßenverbindung für die Postkutsche zwischen Saal und Abbach unterbrochen. Daher wurden in den Jahren 1794 bis 1792 am Donauprallhang umfangreiche Arbeiten zur Verbesserung der Situation vorgenommen. Dazu wurden größere Sprengungen an den Felswänden durchgeführt. Das abgesprengte Material wurde dazu benutzt, die Straße über das Donauufer zu erhöhen. Gedenktafel und Löwendenkmal sollen an diese, für die damalige Zeit hohe ingenieurtechnische Leistung erinnern. | 25000 250 × 100          | Typ: Bearbeiteter Fels Art: Kalkstein | Böschung                       | bedeutend          | Naturdenkmal                                             | |
| Alte Ziegelei E von Marching                                   |                | 273G003   | Neustadt an der Donau Position              | Südliche Frankenalb       | Das Grubengelände der ehemaligen Ziegelei Marching ist stark verfallen und überwachsen. Es finden sich noch beeindruckende Reste der Ziegeleianlagen. Hinter den Ruinen der Brennöfen sind an der Grubenwand würmglaziale Lößlehme und Löß angeschnitten. Der tieferliegende, braune Lößlehm des Riß-Würm-Interglazialbodens ist nicht mehr aufgeschlossen. Die maximal 2,5 m hohe Lößwand weist zahlreich Brutröhren von Vögeln und Insekten auf. | 60 30 × 2                | Typ: Brennofen/Ziegelei, Gesteinsart, Fossiler Boden Art: Löß, Lößlehm                                                                      | Lehmgrube/Tongrube/Mergelgrube | wertvoll           | kein Schutzgebiet                                        | |
| Neolithische Hornsteinabbaue bei Arnhofen                      |                | 273G004   | Abensberg Position                          | Donau-Isar-Hügelland      | Im Kiesgrubengelaende wurden 1984–86 Ausgrabungen in ehem. Abbauschaechten durchgefuehrt. Geraete aus Hornstein der Pullacher Wanne sind von mittelneolithischen Siedlungen in weiter Verbreitung, da die plattige Ausbildung des Rohmaterials den zu di eser Zeit bevorzugten Stil an Waffen und Geraeten (schmale Klingen und Spitzen) bei der Herstellung entgegenkam. Arnhofen kann nach vorliegende Untersuchungen als ein Produktionszentrum von Hornsteingeraeten im Mittelneolithikum. |                          | Typ: Schacht Art: Hornstein | Steinbruch                     | wertvoll           | kein Schutzgebiet                                        | Möglicherweise vom LfU gestrichen (Okt. 2018)                                                         |
| Schürfgrubenfeld am Hirschberg W von Kelheim                   |                | 273G005   | Kelheim Position                            | Südliche Frankenalb       | Am Sporn zwischen Altmühl und Donau gibt es als Zeugen historischer Eisenerzgewinnung mehrere Schürfgrubenfelder. Im Rückstandslehm der Albüberdeckung sind sogenannte Bohnerze (Eisenhydroxidkonkretionen) angereichert, die bereits durch die Kelten zur Eisenherstellung abgebaut wurden. Die eisenzeitlichen Abbaue sind als weite, unregelmäßige Gruben zu erkennen, tiefe Trichtergruben stammen von Abbauschächten des frühen Mittelalters. Das Feld am Keltenwall ist ein Beispiel eines Abbaufeldes. | 100000 500 × 200         | Typ: Pinge/nfeld Art: Eisen-/Manganerz, Ton, Sand                                                                                           | kein Aufschluss                | bedeutend          | Naturschutzgebiet, Bodendenkmal, Landschaftsschutzgebiet | |
| Tropfsteinhöhle Schulerloch (Schauhöhle)                       | weitere Bilder | 273H001   | Essing Position                             | Südliche Frankenalb       | Das Große Schulerloch, das als Schauhöhle gefahrlos besichtigt werden kann, gehört mit 420 m vermessener Ganglänge zu den längsten Höhlen im Bereich des Unteren Altmühltales. Der größte Raum der Höhle umfasst fast 800 m² und ist 8 m hoch. Die Höhle weist stellenweise interessanten Tropfsteinschmuck auf. Wissenschaftliche Grabungen im Höhlensediment lieferten nicht nur Knochenfunde eiszeitlicher Tiere, sondern auch archäologische Funde aus der Alt- und Mittelsteinzeit sowie der Bronzezeit. | 1260 420 × 3             | Typ: Karst-Horizontalhöhle Art: Kalkstein                                                                                                   | Höhle                          | wertvoll           | Naturschutzgebiet, Naturdenkmal, Landschaftsschutzgebiet | |
| Grundlose Grube NE von Ihrlerstein                             |                | 273H002   | Frauenforst Position                        | Südliche Frankenalb       | Die Grundlose Grube ist weniger als Doline, sondern als Schachthöhle zu betrachten. Es handelt sich um einen etwa 35 m tiefen Schacht mit 3–4 m weiter Öffnung. Die trichterförmige Öffnung liegt im Grünsandstein, nach 6 m ist die Grenze zum Jura-Massenkalk erreicht. Hier erweitert sich der Schacht auf 7–9 m. Ab dieser Teufe tritt eine zunehmende Verengung ein. Die Sohle ist mit Lockermassen verfüllt. Die Grundlose Grube gehört zu den Karsterscheinungen jüngeren (quartären) Alters. Die Grundlose Grube ist ein europaweit bedeutendes Fledermausquartier. Zum Erhalt der Höhle als Ganzjahreslebensraum besteht deshalb ein GANZJÄHRIGES BETRETUNGSVERBOT! Eine höhlenkundliche Erforschung ist im Einzelfall möglich, erfordert jedoch eine Ausnahmegenehmigung. Ansprechpartner ist die Untere Naturschutzbehörde am Landratsamt Kelheim. | 315 35 × 9               | Typ: Karst-Schachthöhle Art: Kalkstein | kein Aufschluss                | wertvoll           | FFH-Gebiet                                               | |
| Klausenhöhlen W von Neuessing                                  | weitere Bilder | 273H003   | Essing Position                             | Südliche Frankenalb       | Im Felshang gegenüber Essing folgen etagenartig übereinander mehrere Höhlen und Halbhöhlen (Abri). Die Höhlen dokumentieren verschiedenen Eintiefungsstadien des Karstwasserspiegels, gekoppelt an die Eintiefung der Altmühl-Donau. Die hallenartigen Klausenhöhlen gehören zu den bedeutendsten eiszeitlichen Fundstellen Bayerns. An der obersten Westlichen Klause schließt sich an den Vorraum ein 70 m langer gewundener Gang an. | 3500 70 × 50             | Typ: Karst-Horizontalhöhle, Tierische Fossilien Art: Kalkstein                                                                              | Höhle                          | wertvoll           | Landschaftsschutzgebiet, FFH-Gebiet, Vogelschutzgebiet   | |
| Schwefelquellen im Sippenauer Moor SE von Mitterfecking        | weitere Bilder | 273Q001   | Saal an der Donau Position                  | Südliche Frankenalb       | Am Südrand des Feckinger Tales entspringen ca. 20 kleinere Quellen mit Schüttungen bis 5 l/s. Das Quellwasser, das als Besonderheit teilweise einen deutlichen Geruch nach Schwefelwasserstoff (H2S) aufweist, stammt aus dem verkarsteten Malm unter dem Molassebecken. Die Quellen zeichnen eine Störungszone nach, an der die Malmkalktafel zerbrochen ist und die dem Karstwasser gute Transportwege bietet. Charakteristische weiße Bakterienrasen kleiden die Wasserläufe der Schwefelwässer aus. | 4 2 × 2                  | Typ: Verengungsquelle Art: Kalkstein | kein Aufschluss                | besonders wertvoll | Naturschutzgebiet, FFH-Gebiet                            | |
| Karstquelle in Gundlfing                                       | weitere Bilder | 273Q002   | Riedenburg Position                         | Südliche Frankenalb       | Die nahe dem Quellbereich zum Antreiben einer Mühle gefasste Karstquelle ist Austrittspunkt eines weitreichenden Karstwassersystems im Malmkalk. Markierungsversuche zeigen den Zusammenhang der Quelle mit Dolinen im Raum Perletzhofen. Die Schüttung beträgt durchschnittlich 35 l/s, kann aber bei Durchbrüchen von zeitweise verstopften Dolinen auf viele 100 l/s ansteigen. | 40 8 × 5                 | Typ: Verengungsquelle Art: Kalkstein | kein Aufschluss                | wertvoll           | Naturdenkmal, Landschaftsschutzgebiet, Naturpark         | |
| Blautopf Weihermühle NW von Essing                             | weitere Bilder | 273Q003   | Essing Position                             | Südliche Frankenalb       | Auf Talniveau am Fuß des felsdurchsetzten Hanges tritt in einem mehrere Meter tiefen Quelltopf Karstwasser zu Tage, das in einem kleinen Bachlauf direkt der Altmühl zufließt. Die mittlere Schüttung beträgt ca. 300 l/s. Die Karstquelle Weihermühle zeigt von den Quellen des unteren Altmühltales den größten Unterschied zwischen Niedrig- und Hochwasserschüttung. Bei Markierversuchen mit Eingaben von Tracern bei Painten, Grafenstadl, Keilsdorf wurden in der Quelle die Stoffe nachgewiesen. | 96 12 × 8                | Typ: Verengungsquelle Art: Kalkstein | kein Aufschluss                | wertvoll           | Vogelschutzgebiet, Naturpark                             | |
| Petersbrunnen in Deising                                       | weitere Bilder | 273Q004   | Riedenburg Position                         | Südliche Frankenalb       | In Deising tritt unterhalb der Kirche knapp über der Talsohle des Altmühltals eine Karstquelle zu Tage. Die mittlere Schüttung liegt bei 350 l/s. Ein Teil des Quellaustritts ist verbaut, das restliche Wasser entströmt zwei Quelltrichtern im anschließenden Bachbett (Forellenzucht). Markierungsversuche haben gezeigt, dass die westlich anschließende Hochfläche zum Petersbrunnen in Deising entwässert. | 75 25 × 3                | Typ: Verengungsquelle Art: Kalkstein | kein Aufschluss                | bedeutend          | Naturpark                                                | |
| Dolomitfelsen mit Ruine Tachenstein W von Riedenburg           | weitere Bilder | 273R001   | Riedenburg Position                         | Südliche Frankenalb       | Das Felsmassiv stellt den herausgewitterten Rest einer weitgespannten Riffkuppel aus Dolomit dar (Malm Delta). Die Ruine steht bereits auf den dickbankigen Dolomiten des Malm Epsilon. Unterhalb der Ruine sind Reste von Höhlen und Karsterscheinungen zu erkennen. Die Höhlenruinen sind Reste eines fossilen, hochliegenden Karstsystems. | 30000 300 × 100          | Typ: Felsburg, Karst-Halbh./Naturbrücke, Felsturm/-nadel Art: Dolomitstein                                                                  | Hanganriss/Felswand            | wertvoll           | Naturdenkmal, Landschaftsschutzgebiet, FFH-Gebiet        | |
| Frauenstein S von Riedenburg                                   |                | 273R002   | Riedenburg Position                         | Südliche Frankenalb       | Der Frauenstein ist ein rundlich verwitternder Dolomitklotz mit einer aufsitzenden Felsnadel. In einer Felsnische ist eine Marienstatue aufgestellt. | 15 5 × 3                 | Typ: Felsturm/-nadel Art: Dolomitstein | Hanganriss/Felswand            | geringwertig       | Naturdenkmal, Landschaftsschutzgebiet, FFH-Gebiet        | |
| Aussichtsfelsen N von Obereggersberg                           |                | 273R003   | Riedenburg Position                         | Südliche Frankenalb       | Der Schlossfelsen Untereggersberg ist ein markanter Dolomitfelsen am Altmühl-Prallhang. Im Oberjura bedeckte ein Flachmeer mit Riffbereichen und Becken den Bereich der heutigen Frankenalb. Während des Malm Delta erreichten die massigen Riffe die größte Ausdehnung. Die im Zuge der Diagenese in Dolomit umgewandelten Felsen sind heute als Felstürme herauspräpariert und verleihen der Landschaft des unteren Altmühltals ihr einmaliges Gepräge. | 800 40 × 20              | Typ: Felsburg Art: Dolomitstein | Hanganriss/Felswand            | bedeutend          | Landschaftsschutzgebiet, Vogelschutzgebiet, Naturpark    | |
| Sesselfelsen-Wand bei Neuessing                                | weitere Bilder | 273R004   | Essing Position                             | Südliche Frankenalb       | Imposante Massenkalk-Felswand mit Riffkuppelstruktur. Die vertikale Klüftung des Gesteins bewirkt turmförmige Verwitterungsformen. Hohlkehlen und Felsdächer am Fuß der Felswand (unmittelbar hinter den Häusern) sind auf die Erosion der Altmühldonau zurückzuführen. In den Halbhöhlen wurden altsteinzeitliche Funde gemacht. Die Wand selbst ist eine Störungsfläche. | 37000 370 × 100          | Typ: Felswand/-hang, Karst-Halbh./Naturbrücke Art: Kalkstein                                                                                | Hanganriss/Felswand            | wertvoll           | Landschaftsschutzgebiet, FFH-Gebiet, Naturpark           | |
| Weltenburger Enge                                              | weitere Bilder | 273R005   | Kelheim Position                            | Südliche Frankenalb       | Die Weltenburger Enge wird als epigenetisches Durchbruchstal eines pleistozänen Altmühl-Donau-Nebenflusses (Ingolstädter Albsaumfluß) gedeutet. Die Donau selbst nutzt dieses Tal erst seit ca. 70.000 Jahren. Das Engtal ist von hohen massigen Felswänden begrenzt, in denen kleinere Höhlen entwickelt sind. Bereits 1840 wurde von König Ludwig I. die Erhaltung der Weltenburger Enge verfügt. Damit ist das NSG Weltenburger Enge sowohl das erst Naturschutzgebiet Bayerns als auch das dienstälteste Geotop. 1978 wurde das NSG zudem mit dem Europadiplom ausgezeichnet. | 2200000 5500 × 400       | Typ: Durchbruchstal, Felswand/-hang, Karst-Horizontalhöhle Art: Kalkstein                                                                   | Prallhang/Flussbett/Bachprofil | besonders wertvoll | Naturschutzgebiet, Landschaftsschutzgebiet, FFH-Gebiet   | Bayerns schönste Geotope Nr. 13                                                                       |
| Schlossfelsen Prunn N von Nußhausen                            | weitere Bilder | 273R006   | Riedenburg Position                         | Südliche Frankenalb       | Schloss Prunn thront auf einem markanten Riffkalk-Felsen der sich dort hoch über das Altmühltal heraushebt. Gebildet wurden die Felsen im Oberjura im Malm delta und epsilon. Die höheren Partien reichen vermutlich bis in den Malm zeta. Die Felsen aus Plumpen Felsenkalk bei Prunn gehören zu den wichtigen landschaftsgestaltenden Elemente des unteren Altmühltales. Vom Burgfelsen hat man einen weiten Blick über das Altmühltal. | 80000 800 × 100          | Typ: Felsburg Art: Kalkstein | Hanganriss/Felswand            | bedeutend          | Naturschutzgebiet, Landschaftsschutzgebiet, FFH-Gebiet   | |
| Sippenauer Moor ESE von Mitterfecking                          | weitere Bilder | 273R007   | Saal an der Donau Position                  | Südliche Frankenalb       | Das Sippenauer Moor (oder Moos) in Feckinger Tal ist ein Niedermoor mit Streuwiesen, Schilfarealen und lichten Gehölzen. Gespeist wird es durch eine Vielzahl von Quellen vor allem an seinem Südwestrand. Hohe Schwefelwasserstoffgehalte der Quellen begünstigten die Ablagerung Sapropelen (Faulschlamm) innerhalb der Torfbildungen. | 120000 600 × 200         | Typ: Niedermoor, Verengungsquelle Art: Torf                                                                                                 | kein Aufschluss                | bedeutend          | Naturschutzgebiet, FFH-Gebiet                            | |
| Falkenhorstfelsen W von Jachenhausen                           |                | 273R008   | Riedenburg Position                         | Südliche Frankenalb       | Der Falkenhorstfelsen, ein Felssporn aus Riffdolomit am Altmühl-Prallhang, ist einer der vielen Felstürme, die dem Altmühltal sein unverwechselbares Aussehen verleihen und den Reiz der Landschaft ausmachen. | 3000 150 × 20            | Typ: Felsturm/-nadel Art: Dolomitstein | Hanganriss/Felswand            | bedeutend          | Naturpark, Landschaftsschutzgebiet, FFH-Gebiet           | |
| Schlossberg Rosenburg bei Riedenburg                           | weitere Bilder | 273R009   | Riedenburg Position                         | Südliche Frankenalb       | Die seit dem unteren Malm fortschreitende Riffbildung führte im Gebiet um Riedenburg zu ausgedehnten Riffzügen. Riffbildner waren vor allem Schwamm- und Algenkolonien. Die Riffdolomitfelsen am Schlossberg zeichnen mit undeutlichen Schichtfugen die Form des ehemaligen Schwammriffs nach. | 30000 300 × 100          | Typ: Felsburg Art: Dolomitstein | Hanganriss/Felswand            | bedeutend          | Landschaftsschutzgebiet, FFH-Gebiet, Naturpark           | |
| Teufelsfelsen SW von Alkofen                                   |                | 273R010   | Bad Abbach Position                         | Südliche Frankenalb       | Ca. 200 m lange und 60 m hohe Felswand in massigem Riffkalk am ehemaligen Donau-Prallhang. Das Gestein besteht aus massigen Schwamm-Algen-Riffkalk mit Übergängen zu Kelheimer Kalk (Fossilschuttkalk). Im südlichen Teil des von Höhlen durchzogenen Felsens kam es zu einem Felssturz. | 400 200 × 2              | Typ: Felswand/-hang, Felssturz Art: Kalkstein                                                                                               | Hanganriss/Felswand            | bedeutend          | Naturdenkmal                                             | |
| Dünen im Seeholz NW von Offenstetten                           | weitere Bilder | 273R011   | Abensberg Position                          | Donau-Isar-Hügelland      | Im Seeholz zwischen Abensberg und Offenstetten finden sich auf Hochterrassenschotter (Altabens-Terrasse) Reste einer ausgedehnten Dünenlandschaft aus dem Spät- bis Postglazial. Der geomorphologische Formenschatz hat sich unter der Waldbedeckung (im Gegensatz zu landwirtschaftlich genutzten Flächen) erhalten. Die Dünen sind vor allem als W-E gerichtete Strichdünen ausgebildet, es treten aber auch Quer- und Sicheldünen auf. Nach W verflachen die Reliefformen zu flachwelligen Flugsanddecken. | 140000 700 × 200         | Typ: Dünenfeld Art: Sand | kein Aufschluss                | bedeutend          | Naturschutzgebiet, FFH-Gebiet                            | Bayerns schönste Geotope Nr. 78                                                                       |
| Dünen W von Siegenburg                                         |                | 273R012   | Siegenburg Position                         | Donau-Isar-Hügelland      | Am Rand des Abenstal trifft man im Osten des Dürnbucher Forstes auf ein großes Sanddünenfeld. Am Ende des Pleistozäns und im frühen Holozän begünstigte ein trockenes, kaltes Klima mit starken Westwinden die Bildung von Flugsanddünen. Ein Großteil der Dünen hier ist als Strichdünen ausgebildet, die parallel zur herrschenden Windrichtung in West-Ost-Richtung ausgebildet sind, aber auch Quer- und Sicheldünen treten auf. | 150000 750 × 200         | Typ: Dünenfeld Art: Sand | kein Aufschluss                | bedeutend          | Naturschutzgebiet, Landschaftsschutzgebiet, FFH-Gebiet   | |
| Hopfenbacheinfall WSW von Großmuß                              |                | 273R015   | Saal an der Donau Position                  | Donau-Isar-Hügelland      | Der in obermiozänen Kiesen und Sanden südöstlich Bachl entspringende Hopfenbach versickert dort, wo das Wasser den verkarstungsfähigen Malmkalk erreicht, an einer Bachschwinde im Untergrund. Das Hopfenabchtal setzt sich als Trockental weiter fort. Je nach Wasserführung verschwindet der Bach nahezu rückstaufrei in einer Doline bzw. staut sich zu einer größeren Seefläche auf. Nur bei sehr starken Wasseranfall erfolgt die Entwässerung oberirdisch durch das Hopfenbachtal. | 25 5 × 5                 | Typ: Bachschwinde Art: Ton, Mergel, Kalkstein                                                                                               | kein Aufschluss                | wertvoll           | kein Schutzgebiet                                        | |
| Kallmünzer im Jachenhausener Grund                             |                | 273R016   | Riedenburg Position                         | Südliche Frankenalb       | Am Nordhang der Höhe 532,9, NE von Jachenhausen liegen sechs etwa kubikmetergroße Blöcke aus verkieseltem kretazischen Sandstein (Kallmünzer). | 2000 50 × 40             | Typ: Reliktgesteine Art: Quarzsandstein | Block                          | bedeutend          | Landschaftsschutzgebiet                                  | |
| Klamm mit Höhlen SE von Riedenburg                             |                | 273R017   | Riedenburg Position                         | Südliche Frankenalb       | Zwischen Prunn und Einthal bildet die Altmühl eine Klamm mit mehreren bis zu 40 m hohen Felsfreistellungen und einigen Kleinhöhlen. Die Höhlen im Frankendolomit wurden offensichtlich schon im Altpaläolithikum bewohnt. Ein überörtlicher Wanderweg (Altmühltal-Panoramaweg) erschließt die Klamm und die Klammhöhle. | 36000 400 × 90           | Typ: Klamm Art: Dolomitstein | Hanganriss/Felswand            | wertvoll           | Naturschutzgebiet, Landschaftsschutzgebiet, FFH-Gebiet   | |
| Ehemalige Kiesgrube an der Steinleite W von Landshut           |                | 274A001   | Altdorf Position                            | Donau-Isar-Hügelland      | Der 35 m hohe Aufschluss zeigt ein Profil der Nördlichen Vollschotter mit Sanden, Schluffen, Mergeln und Kiesen, die teilweise zu Nagelfluhen verbacken sind und einzelne Eisenhydroxidbänder enthalten. Im Vorfeld der Aufschlusswand stehen Neubauten. Es ist nur der unterste Teil der teilweise überwachsenen und verstürzten Aufschlusswand zugänglich. | 1500 50 × 30             | Typ: Gesteinsart Art: Schotter, Konglomerat                                                                                                 | Kiesgrube/Sandgrube            | bedeutend          | kein Schutzgebiet                                        | |
| Kiesgrube am Kaltellerberg SW von Mettenbach                   |                | 274A003   | Essenbach Position                          | Donau-Isar-Hügelland      | In dem Aufschluss steht ein im Raum Landshut verbreiteter Mergelhorizont innerhalb der Nördlichen Vollschotter an (bis zu 2 m mächtig). Dieser greift diskordant über ein Erosionsrelief der horizontal, teilweise auch schräggeschichteten Schotter. Von der Oberfläche greifen tiefe, lehmgefüllte Verwitterungstaschen in die Schotter ein, die den Mergelhorizont überlagern. Der Aufschluss beginnt zuzuwachsen (2003). | 600 30 × 20              | Typ: Diskordanz, Bodenprofil Art: Schotter, Mergel                                                                                          | Kiesgrube/Sandgrube            | wertvoll           | kein Schutzgebiet                                        | |
| Ehemalige Kiesgrube Tiefenbach                                 |                | 274A004   | Tiefenbach Position                         | Isar-Inn-Hügelland        | Der Großteil der ehemaligen Kiesgrube ist inzwischen verstürzt und zugewachsen, die verbliebenen Aufschlüsse sind schlecht zugänglich. Abgebaut wurden Kiese der Nördlichen Vollschotter, die Aufschlüsse zeigten ein typisches Sedimentationsbild mit Kreuz- und Schrägschichtung, Konglomerat- und Sandsteinlagen. Aus dem Bruch wurden auch Reutersche Blöcke beschrieben, ortsfremde Malmkalkbrocken, die mit dem Riesereignis oder vulkanischer Aktivität in Verbindung gebracht werden. | 800 40 × 20              | Typ: Schichtfolge Art: Schotter, Sand, Konglomerat                                                                                          | Kiesgrube/Sandgrube            | bedeutend          | kein Schutzgebiet                                        | |
| Ehemalige Kiesgrube Großmaulberg SE von Vilsbiburg             |                | 274A008   | Vilsbiburg Position                         | Isar-Inn-Hügelland        | Die in der ehemaligen Kiesgrube aufgeschlossenen Sedimente werden in die Moldanubische Serie der oberen Oberen Süßwassermolasse gestellt. Die Grube ist bis auf zwei kleinere Aufschlüsse komplett zugewachsen. Früher waren an der ehemaligen Abbauwand in schräggeschichteten Sanden (Feldspat und Biotit führend, mit Eisenhydroxid-Imprägnationen) zylindrische Hohlräume im Sediment zu sehen, die auf eingelagertes Treibholz hinwiesen. In Tonlinsen wurde eine Blattflora gefunden. | 2400 120 × 20            | Typ: Sedimentstrukturen, Pflanzliche Fossilien Art: Sand                                                                                    | Kiesgrube/Sandgrube            | bedeutend          | kein Schutzgebiet                                        | |
| Ehemalige Kiesgrube am Klausenberg W von Achdorf               |                | 274A009   | Tiefenbach Position                         | Paar-Isar-Region          | Der Aufschluss im höheren Teil der Nördlichen Vollschotter mit einem Geröllspektrum aus Quarzen, Kalken, kristallinen Gesteinen und klastischen sowie kieseligen Sedimenten zeigt das typische Sedimentationsbild eines miozänen Flusssystems mit alpinem Einzugsgebiet. Im Hangschutt wurde ein Zahnfragment eines Elefantenartigen (Gomphotherium) gefunden. Die ehemalige Grubenwand ist inzwischen weitgehend verstürzt und zugewachsen. Aufschlüsse finden sich nur im obersten Bereich. | 1600 80 × 20             | Typ: Gesteinsart, Tierische Fossilien Art: Schotter                                                                                         | Kiesgrube/Sandgrube            | bedeutend          | kein Schutzgebiet                                        | |
| Doberlöcher W von Eck                                          |                | 274G001   | Kröning Position                            | Isar-Inn-Hügelland        | In dem Areal finden sich flache Gruben als Zeugen eines ehemaligen Tonabbaus. Abgebaut wurden Tone aus der Hangendserie der Oberen Süßwassermolasse zur Nutzung als keramischen Rohstoff. Die Tone waren Grundlage eines über Jahrhunderte blühenden Töpfergewerbes im Gebiet des Krönings (Kröninger Hafnerware) und von bäuerlichen Ziegelei-Kleinbetrieben. Die Tone wurden in Stillwasserbereichen (Altwässer, kleine Seen und Tümpel am Rand von Fließgewässern) abgelagert und sind als kleinräumige Linsen ausgebildet. | 3000 100 × 30            | Typ: Pinge/nfeld Art: Ton | kein Aufschluss                | bedeutend          | kein Schutzgebiet                                        | |
| Hangrutsch am Enzelsberg (Schlösselberg NE von Hüttenkofen)    |                | 274R001   | Niederaichbach Position                     | Paar-Isar-Region          | Der 50 m breite Hangrutsch am Isar-Steilhang entwickelte sich an einem Mergelhorizont, der durch die daran gebundenen Quellen zusätzlich durchfeuchtet wurde. An der Abrissnische sind die Sedimente (Kies, Sand, Mergel) der Nördlichen Vollschotter dereit noch aufgeschlossen. Allerdings ist der Aufschluss am zuwachsen und schlecht erreichbar. Die Rutschungsmassen zeigen sich als Erdwülste. Das unruhige Relief des Hanges weist darauf hin, dass hier schon häufiger Rutschungen stattgefunden haben. | 4000 80 × 50             | Typ: Rutschung, Schichtquelle Art: Tonmergel, Schotter                                                                                      | Hanganriss/Felswand            | bedeutend          | kein Schutzgebiet                                        | |
| Hohe Bürg NE von Wolfsbach                                     |                | 274R002   | Niederaichbach Position                     | Paar-Isar-Region          | An der steilen Talflanke (ehemaliger Prallhang) des Isartales stehen Nördliche Vollschotter an. Die Schotterabfolge besteht aus einer Wechselfolge von Kiesen und Sanden, in die auch Mergel eingeschaltet sind. Die Mergel im Niveau des Betonithorizonts weisen erhöhte Gehalte quellfähiger Tonminerale auf, was Hangrutsche begünstigt. Unterhalb des Burgstalls sind an einer mehreren Meter hohen Abrisskante einer Rutschung die Sedimente freigelegt. | 20000 200 × 100          | Typ: Prallhang, Rutschung Art: Schotter, Sand, Mergel                                                                                       | Hanganriss/Felswand            | bedeutend          | Naturdenkmal, FFH-Gebiet                                 | |
| Terrassen im Aichbachtal bei Reichersdorf                      |                | 274R003   | Niederaichbach Position                     | Isar-Inn-Hügelland        | Über dem heutigen Bachlauf lassen sich im Aichbachtal zwischen Wimm und Niederaichbach drei Terrassenstufen unterscheiden. Die drei Terrassenstufen (spätwürmzeitlich bis subrezent) sind parallelisierbar mit Terrassen im Isartal, der Altstadt-(spätwürmzeitlich), der Lerchenfeld- (römerzeitlich bis frühmittelalterlich) und der Auenwaldstufe (subrezent, 19./20. Jahrhundert). | 12000 800 × 15           | Typ: Terrasse Art: Schotter | kein Aufschluss                | bedeutend          | kein Schutzgebiet                                        | |
| Terrasse S von Ried                                            |                | 274R004   | Bruckberg Position                          | Donau-Isar-Hügelland      | Das Isartal zwischen Moosburg und östlich Landshut wird linksseitig von als deutlich gegen das Tertiärhügelland abgesetzten Verebnungsflächen begleitet, der rissglazialen Hochterrasse. Zwischen Bruckberg und Gündlkofen ist diese Hochterrasse besonders markant ausgebildet. Sie bildet dort gegenüber den spätwürmglazialen und holozänen Isartalböden eine auffallend hohe Geländestufe. Bei Ried zeichnet die Terrassenkante als Prallhang die Mäanderschlinge eines früheren Isarlaufes nach. | 6000 300 × 20            | Typ: Terrasse, Prallhang Art: Schotter | kein Aufschluss                | bedeutend          | kein Schutzgebiet                                        | |
| Schwalbengraben E von Niederaichbach                           |                | 274R005   | Niederaichbach Position                     | Isar-Inn-Hügelland        | Der Schwalbengraben ist ein steilwandiges Bachtal, eingeschnitten in das rechte Isarsteilufer, das im Oberlauf als Kerbtal, im Unterlauf als Kerbsohlental ausgebildet ist. Der Bach wird von mehreren ständigen und periodischen Quellen gespeist. Im Oberlauf sind an einigen Stellen durch Erosion an Prallhängen die Schotter der anstehenden Oberen Süßwassermolasse aufgeschlossen. Im Unterlauf hat sich durch Aufschotterung ein Schwemmkegel bis auf die Isarauen gebildet. Der Bach versickert hier im eigenen Schotterbett. | 60000 3000 × 20          | Typ: Kerbtal, Prallhang, Terrasse Art: Schotter                                                                                             | Prallhang/Flussbett/Bachprofil | wertvoll           | FFH-Gebiet                                               | |
| Südlicher Isartalhang NE von Landshut                          |                | 274R006   | Niederaichbach Position                     | Paar-Isar-Region          | Der Erosionssteilhang am Isartal wurde während des Pleistozäns (evtl. ab Mindel-Kaltzeit) angelegt. Es gibt keine kaltzeitlichen Terrassensedimente. Diese wurden wahrscheinlich während der Würm-Kaltzeit vollständig ausgeräumt. Der Steilhang liegt weitgehend in Nördlichen Vollschottern. An Mergel- und Schluffhorizonten treten Schichtquellen aus, teilweise mit Kalktuffausscheidungen (z. B. Fluss-km 57,2 und 57,8 [=274R007]). An den steilen Talhängen ereignen sich immer wieder Hangrutsche. | 50000 1000 × 50          | Typ: Prallhang, Sinterbildung, Schichtquelle, Rutschung Art: Mergel, Schotter, Kalktuff                                                     | kein Aufschluss                | wertvoll           | FFH-Gebiet                                               | |
| Kalktuffbildungen am Kellerberg NE von Niederaichbach          |                | 274R007   | Niederaichbach Position                     | Paar-Isar-Region          | An einer Schichtquelle (breite Austrittszone, mit alter Quellfassung) entspringen mehrere kleine Bächlein, an denen Kalktuff ausgeschieden wird. Es treten sowohl wallartige als auch flächige Kalktuffbildungen auf. Teilweise bilden sie Rinnen, in denen das Wasser abfließt. Die Kalktuffpolster erreichen bis zu 1 m Mächtigkeit. Für die Kalkfällung aus dem Grundwasser spielen sowohl organische als auch anorganische Prozesse eine Rolle. Am Aufbaue der Tuffe sind u. a. Moose und Algen beteiligt. | 20 5 × 4                 | Typ: Sinterbildung, Schichtquelle Art: Kalktuff                                                                                             | kein Aufschluss                | bedeutend          | FFH-Gebiet                                               | |
| Kiesbank der Goldgewinnung an der Isar bei Niederaichbach      |                | 274R008   | Niederaichbach Position                     | Paar-Isar-Region          | Unterhalb des Kellerbergs östlich von Niederaichbach ist in der begradigten und eingedeichten Isar eine Landzunge erhalten. Der Vergleich mit der Uraufnahme aus dem 19. Jahrhundert zeigt, dass es sich hier um das Relikt einer Kiesbank handelt, die mitten in der damals noch ungezähmten Isar lag. Berichte über den Ablauf der Goldwäscherei an der Isar und über in Goldern – 2 km südlich – ansässige Goldwäscher machen es wahrscheinlich, dass auch an dieser Kiesbank nach den jährlichen Frühjahrs-Hochwässern auf das Edelmetall gewaschen wurde. Spuren davon sind freilich nicht mehr erhalten. Mit der Begradigung des Flusslaufs zur Landgewinnung und zum Hochwasserschutz ab Ende des 19. Jahrhunderts endeten die Neuanlandungen von Kies und Seifengold und damit endete auch die Goldwäscherei. In der landwirtschaftlich genutzten oder überbauten Talaue nördlich der Isar zeichnen sich noch heute im Digitalen Geländemodell aus Laserscandaten die alten Flussmäander ab. | 12000 300 × 40           | Typ: Schwemmfächer, Mäander, Seifenwäscherei Art: Kies, Sand                                                                                | Prallhang/Flussbett/Bachprofil | wertvoll           | FFH-Gebiet                                               | |
| Isar-Stromschnelle Sieben Rippen bei Bruckbergerau             |                | 274R009   | Bruckberg Position                          | Paar-Isar-Region          | Westlich der Autobahnbrücke fließt die Isar durch auffällige Stromschnellen, die durch Konglomeratrippen im Flussbett verursacht werden. Die tertiären Molasseschotter sind hier zu Konglomerat verfestigt. Möglicherweise steht dies im Zusammenhang mit der Störungszone des Landshut-Neuöttinger-Abbruchs im Untergrund. Dies ist die einzige Stelle an der Mittleren und Unteren Isar, wo das Flussbett aus Festgestein besteht. Bei Flusskilometer 87,4 befindet sich neben dem Radweg am nördlichen Ufer eine Infotafel. Hier gelangt man auch über einen Pfad hinunter ans Ufer. | 9000 150 × 60            | Typ: Wasserfall, Bach-/Flusslauf, Härtling, Sedimentstrukturen Art: Konglomerat                                                             | Prallhang/Flussbett/Bachprofil | wertvoll           | Naturschutzgebiet, FFH-Gebiet, Vogelschutzgebiet         | |
| Steinbruch Merckenschlager S von Fürstenstein                  |                | 275A001   | Fürstenstein Position                       | Passauer Wald             | Der ehemalige Steinbruch zeigt in ungewöhnlich kontrastreicher Weise mannigfaltige Formen der Intrusion jüngerer Granite (Tittlinger und Saldenburger Granit) in den älteren Quarzglimmerdiorit. Das Eindringen der Granite in breiter Front und in Gängen hat zu unterschiedlichen Kontakterscheinungen mit Zerlegung in Schollen, partieller, randlicher und vollständiger Assimilation des Diorits durch die Granite geführt. Die diversen Kontakterscheinungen sind in dem Bruch eindrucksvoll zu sehen. | 8400 120 × 70            | Typ: Kontakt, Gesteinsart Art: Quarz-Diorit, Granit                                                                                         | Steinbruch                     | wertvoll           | kein Schutzgebiet                                        | |
| Ehemaliger Steinbruch Hilgersberg SE von Philippswart          |                | 275A002   | Hofkirchen Position                         | Passauer Wald             | In dem ehemaligen Steinbruch ist migmatischer Gneis aufgeschlossen. Dabei können dort verschiedenen Stadien der Migmatisierung, also der partiellen bis vollständigen Wiederaufschmelzung der Gneise, studiert werden. Die Gneise zeigen z. T. Verlust der Textur, eine Trennung der dunkleren und helleren Mineralkomponenten und schlieriges Gefüge. Als Endprodukt treten massige, granitartige Gesteine auf. | 1950 65 × 30             | Typ: Gesteinsart Art: Gneis | Steinbruch                     | bedeutend          | Landschaftsschutzgebiet, FFH-Gebiet                      | |
| Ehemaliger Steinbruch am Wimhof                                |                | 275A003   | Vilshofen Position                          | Passauer Wald             | In dem stark verwachsenen Steinbruch sind migmatische Gneise, Dolomitmarmore, Granitoide (aplitisch bis pegmatitisch) und Kalksilikathornfelse aufgeschlossen. Der Bruch ist bekannt für seine ehemals reichen, an Kontaktparagenesen gebundenen Mineralfunde. Heute sind die Mineralparagenesen nur noch im Handstück im mikroskopischen Bereich zu erkennen. | 300 30 × 10              | Typ: Mineralien, Kontakt, Metamorphes Gefüge Art: Gneis, Marmor                                                                             | Steinbruch                     | wertvoll           | Landschaftsschutzgebiet, FFH-Gebiet                      | |
| Marmorbruch S von Rathsmannsdorf                               |                | 275A004   | Windorf Position                            | Passauer Wald             | Im Ostteil des Steinbruchs ist ein grobspätiger, grau-weißer, gebänderter Marmor aufgeschlossen. Im Kontakt zum Marmor als Linsen und Bänder finden sich granitähnliche Gesteine. Die Gesteine sind verfaltet und deformiert. Zugänglich ist fast nur die obere Steinbruchsohle. Der Zugang zu den unteren Wänden ist durch einen Teich erschwert. Der Westteil des Bruches ist heute ein Materiallager. | 800 40 × 20              | Typ: Gesteinsart, Kontakt, Falte/Mulde/Sattel Art: Marmor, Anatexit                                                                         | Steinbruch                     | wertvoll           | kein Schutzgebiet                                        | |
| Ehemaliger Marmorbruch Hausbach ESE von Zeitlarn               |                | 275A005   | Vilshofen Position                          | Passauer Wald             | In dem teilweise verstürzten und stark verwachsenen Steinbruch steht ein graphitreicher gebänderter Marmor an. Randlich sind Kalksilikatfelslinsen eingelagert. Die Bänderung des Marmors (Einfallen 50 Grad N) wird an den alten Bruchwänden durch die Verwitterung deutlich. Ausgangsmaterial für das metamorphe Gestein war ein mergeliges, organikhaltiges Sediment. | 150 30 × 5               | Typ: Gesteinsart, Kontakt Art: Marmor, Granit                                                                                               | Steinbruch                     | wertvoll           | kein Schutzgebiet                                        | |
| Steinbruch Buchet E von Fürstenstein                           |                | 275A006   | Fürstenstein Position                       | Passauer Wald             | In dem ehemaligen Steinbruch sind verschiedenen Granite und Diorite des Fürstensteiner Granitmassivs im Kontakt miteinander aufgeschlossen. Unter anderem ist ein sehr feinkörniger Diorit mit Titanfleckenbildung (=Titanfleckendiorit) und fein- bis mittelkörniger Tittlinger Granit zu sehen. Die Gesteine werden von verschiedenen Generationen aplitischer und pegmatitischer Gänge durchzogen. Der Bruch dient als Ausstellungsgelände eines Bildhauers (Stein- und Metallskulpturen). | 1600 80 × 20             | Typ: Gesteinsart Art: Diorit, Granit | Steinbruch                     | wertvoll           | kein Schutzgebiet                                        | |
| Ehemaliger Steinbruch W von Kalkberg                           |                | 275A007   | Fürstenzell Position                        | Isar-Inn-Hügelland        | Im Kalkberger Steinbruch ist das einzige Jura-Profil an der Südgrenze des anstehenden Moldanubikums aufgeschlossen. Die angrenzende Kalkberger Störung bewirkt ein Steilstellen bis Überkippen der Schichten. Die nördlich der Störung gelegenen Kristallingesteine sind im Bruch nicht aufgeschlossen. An Gesteinen des Jura sind zu sehen: Crinoidenkalk (Dogger beta), Mergel und Kalkmergel (Malm alpha) und Kieselknollenkalke (Malm beta). | 4000 100 × 40            | Typ: Standard-/Referenzprofil, Störung Art: Kalkstein                                                                                       | Steinbruch                     | besonders wertvoll | kein Schutzgebiet                                        | |
| Ehemaliger Steinbruch N von Grögöd                             |                | 275A010   | Untergriesbach Position                     | Passauer Wald             | Im ehemaligen Steinbruch stehen Gneise der so genannten Kropfmühlserie (bunte Gruppe) und Ganggranite an. Die Gneise sind stark verfaltet, anatektisch überprägt und führen reichlich Einlagerungen von Kalksilikaten, Amphiboliten, Metakarbonaten und Ultrabasiten. Die Gneise werden von feinkörnigem Granit überlagert bzw. durchschlagen. Der Granit führt teilweise rötliche Andalusitnadeln. An den Bruchwänden und an Blöcken sind Gefüge, Mineralisation und Kontakterscheinungen gut zu beobachten. | 3400 85 × 40             | Typ: Gesteinsart, Metamorphes Gefüge, Kontakt Art: Amphibolit, Granit                                                                       | Steinbruch                     | wertvoll           | kein Schutzgebiet                                        | |
| Molasseaufschluss S von Kößlarn                                |                | 275A011   | Kößlarn Position                            | Isar-Inn-Hügelland        | Der Aufschluss zeigt Untere Oncophora-Schichten (Brackwassermolasse) mit Mehlsanden, dem Schillhorizont und Glimmersanden. Der aufgeschlossene Schichtverband zeigt den Übergang vom tieferen, küstennahen zum flachen litoralgeprägten Sedimentationsraum. Der Aufschluss ist für das Verständnis des Verlandungsprozesses der Brackwassermolasse von großer Bedeutung. | 200 20 × 10              | Typ: Schichtfolge, Tierische Fossilien, Sedimentstrukturen Art: Sand                                                                        | Kiesgrube/Sandgrube            | wertvoll           | kein Schutzgebiet                                        | |
| Gneisblöcke NW von Hacklmühle                                  |                | 275A013   | Ortenburg Position                          | Isar-Inn-Hügelland        | Die Gneisblöcke markieren das südwestlichste Vorkommen von moldanubischem Grundgebirge in diesem Gebiet. Sie wurden an der Wolfach-Störung gegenüber dem Ortenburger Senkungsfeld angehoben. Die auf der Wiese nahe dem Schwimmbad liegenden Gneisblöcke stammen vom Straßenbau. Weitere Gneisblöcke liegen in der Straßenböschung. | 2 2 × 1                  | Typ: Störung, Gesteinsart, Reliktgesteine Art: Cordierit-Sillimanit-Gneis                                                                   | Block                          | wertvoll           | kein Schutzgebiet                                        | |
| Steinbruch Kerber SW von Stützersdorf                          |                | 275A017   | Tittling Position                           | Passauer Wald             | In dem Steinbruch sind Tittlinger und Saldenburger Granit in kaltem Kontakt aufgeschlossen. Der Nordteil des Bruches (Fa. Kerber) ist inzwischen aufgelassen. Auf der untersten Sohle ist ein See (als Tauchgewässer genutzt). An großen Blöcken ist der Kontakt zwischen dem älteren fein- bis mittelkörnigen Tittlinger mit dem jüngeren grobkörnigen Saldenburger Granit zu sehen. Der Südteil des Bruches (Kusserwerk Höhenberg) ist noch aktiv. Dort ist derzeit (2003) der Kontakt aufgeschlossen. | 12500 250 × 50           | Typ: Gesteinsart, Mineralien Art: Alkalifeldspat-Granit                                                                                     | Steinbruch                     | wertvoll           | kein Schutzgebiet                                        | |
| Ehemaliger Kohlbruch SE von Obernzell                          |                | 275A018   | Untergriesbach Position                     | Passauer Wald             | Im ehemaligen Marmorbruch wurde von Gümbel erstmals das Pseudofossil Eozoon Bavaricum beschrieben. Tatsächlich handelt es sich hierbei um eine geregelte Verwachsung von Forsterit und Kalzit, als Ophicalcit bezeichnet. Eine Aushöhlung in der Steinbruchwand stammt von einem ehemaligen Pegmatit, aus dem Feldspat und Skapolith gewonnen wurde. | 800 40 × 20              | Typ: Mineralien, Gesteinsart Art: Marmor, Gneis, Pegmatit                                                                                   | Steinbruch                     | wertvoll           | Naturschutzgebiet, FFH-Gebiet                            | |
| Ehemaliger Steinbruch in Spiesbrunn                            |                | 275A020   | Breitenberg Position                        | Passauer Wald             | In dem Steinbruch wurde ein ca. 5 m mächtiger Lagergang aus feinkörnigem Granit, der zwischen migmatitische Gneise mit metabasischen Einschlüssen eingedrungen ist, abgebaut. Der Abbau folgte der Auflagerungsfläche Granit-Gneis. Diese Kontaktfläche – ein kalter, scharfer Kontakt – ist auf mehreren hundert Quadratmetern aufgeschlossen. Diese Sohlfläche zeigt Gneise mit flaserigem Gefüge, dessen Lagen von hellen und dunklen Bestandteilen sich in Schlieren bis hin zu regellosem Gefüge auflösen. | 4800 120 × 40            | Typ: Kontakt, Metamorphes Gefüge Art: Granit, Gneis                                                                                         | Steinbruch                     | wertvoll           | kein Schutzgebiet                                        | |
| Straßenprofil N von Spechting                                  |                | 275A021   | Untergriesbach Position                     | Passauer Wald             | Der Straßeneinschnitt oberhalb Spechting schließt ein Profil durch die so genannte bunte Gruppe des Moldanubikums auf. Bei der bunten Gruppe treten zu den Paragneisen diverse andere metamorphe Gesteine wie Amphibolit, Marmor, Kalksilikatfels und Graphitschiefer. Bei Spechting sind Lagengneise (teilweise isoklinal gefaltet), mit Einschaltungen von Graphitschiefern und Kalksilikatgesteinen erschlossen. Ein Porphyritlagergang durchschlägt die Gesteine (horizontales Band in wenigen Metern Höhe). | 1000 200 × 5             | Typ: Gesteinsart, Schichtfolge, Metamorphes Gefüge Art: Biotit-Plagioklas-Gneis, Metamorphes Kalksilikatgestein                             | Böschung                       | wertvoll           | kein Schutzgebiet                                        | |
| Amphibolit am Gipfel des Ruhmannsberges NE von Röhrendobel     |                | 275A022   | Hauzenberg Position                         | Passauer Wald             | Der Gipfel des Ruhmannsberges wird durch eine kleine Felsklippe aus Amphibolit gebildet. Aufgeschlossen sind zwei verschiedene Varietäten: ein feinkörniger und ein grobkörniger Amphibolit, die miteinander verwirkt sind. Teilweise zeigen die Gesteine auch ein lagiges Aussehen mit hellen und dunklen Bändern. Als Ausgangsgesteine für die Amphibolite kommen basische Vulkanite in Frage. Nur wenig nördlich des Gipfels ist eine Rippe aus feinkörnigem Granit aufgeschlossen. | 100 10 × 10              | Typ: Gesteinsart Art: Amphibolit | Felshang/Felskuppe             | bedeutend          | kein Schutzgebiet                                        | |
| Sandgrube NE von Hirschenberg                                  |                | 275A023   | Wegscheid Position                          | Passauer Wald             | In der Sandgrube sind unter einer ca. 2 m mächtigen Wanderschuttdecke aus Granit und Diorit tiefgründig verwitterte Diatexite (teilweise aufgesschmolzene Gneise) aufgeschlossen. Über die gesamte Aufschlusshöhe sind die Gesteine völlig zersetzt, so dass sie wie Sand abgebaut werden können. Die Gefügemerkmale des Gesteins, wie z. B. das Kluftnetz, sind aber vollständig erhalten. Der Gneiszersatz zeugt von einer intensiven chemischen Verwitterung während des Tertiärs. | 30 15 × 2                | Typ: Gesteinsart Art: Gneisgrus, Granit, Diorit                                                                                             | Kiesgrube/Sandgrube            | bedeutend          | kein Schutzgebiet                                        | |
| Straßenaufschluss in Breitenberg                               |                | 275A024   | Breitenberg Position                        | Passauer Wald             | Der Straßenaufschluss in Breitenberg gibt einen Einblick in die verschiedenen Strukturen eines Migmatits mit zahlreichen Gneisrelikten (= nebulitischer Gneis). Aufgeschlossen ist z. B. ein Migmatit mit regellosen Gefüge, der als Mobilisat zwischen kleinen Gneisschollen eingedrungen ist. In unterschiedlichem Ausmaß kam es im Verlauf der geologischen Geschichte dieser Gesteine auch zur Feldspatsprossung. Am Nordende der Böschung ist ein schmaler Granitgang zu erkennen. | 40 40 × 1                | Typ: Gesteinsart, Metamorphes Gefüge Art: Migmatit                                                                                          | Böschung                       | bedeutend          | kein Schutzgebiet                                        | |
| Ehemalige Mergelgrube NE von Neuhofen                          |                | 275A025   | Tettenweis Position                         | Isar-Inn-Hügelland        | Der heutige Aufschluss bei Neuhofen, ein Anschnitt an der Talflanke, liegt unmittelbar im Bereich der ehemaligen Mergelgrube, die für die Mergelfolge der Neuhofener Schichten namensgebend war (Typlokalität). Die Neuhofener Schichten, Sedimente der Oberen Meeresmolasse, bestehen aus hellen grau-weißen Mergeln, Schluffen und Sandmergeln. Makrofossilien, vor allem Muschelschalen, sowie Mikrofauna zeugen von dem marinen Ablagerungsmilieu. Die Grube ist für einige Mikrofossilien Typlokalität. | 18 6 × 3                 | Typ: Typlokalität, Tierische Fossilien Art: Mergel                                                                                          | Lehmgrube/Tongrube/Mergelgrube | wertvoll           | kein Schutzgebiet                                        | |
| Ehemaliger Granitbruch in Büchlberg                            |                | 275A032   | Büchlberg Position                          | Passauer Wald             | In dem ehemaligen Steinbruch am Büchlberg wurde einstmals fein bis mittelkörniger Zweiglimmergranit (entspricht Hauzenberger Granit I) abgebaut. Das im frischen Zustand grauweiße Gestein wittert etwas gelblich an. An den Aufschlusswänden sieht man, dass die Verwitterung unterschiedlich tief eingedrungen ist. Der allseitig von den verbliebenen Wänden umrahmte Granitbruch, auf dessen tiefster Sohle sich heute ein See befindet, ist Naturdenkmal und liegt in einem Landschaftsschutzgebiet. | 10000 100 × 100          | Typ: Gesteinsart Art: Granit | Steinbruch                     | bedeutend          | Naturdenkmal, Landschaftsschutzgebiet                    | |
| Kalksilikatfelsen SW von Schörgendorf                          |                | 275A033   | Thyrnau Position                            | Passauer Wald             | Am unteren Ende des Grabens, der bei Flusskilometer 2218 die Donau erreicht, erschließt ein kleines Felswändchen gebänderte Kalksilikatfelsen mit zahlreichen metamorphen Gefügestrukturen. Das Gestein zeigt eine straffe, enge Bänderung. Gelegentlich sind Isoklinalfalten zu erkennen. Quarz und Amphibolit treten als Knauern bzw. langgestreckte Linsen auf. Kleine Aplitgänge durchschlagen den Lagenbau. Der Aufschluss ist etwas zugewachsen und daher in der Vegetationsphase nicht gut zugänglich. | 40 20 × 2                | Typ: Gesteinsart, Metamorphes Gefüge Art: Kalksilikatfels, Gneis, Aplit                                                                     | Hanganriss/Felswand            | wertvoll           | Naturschutzgebiet, FFH-Gebiet                            | |
| Ehemaliger Steinbruch N von Schauberg                          |                | 275A034   | Sonnen Position                             | Passauer Wald             | Im ehemaligen Steinbruch wurde fein- bis mittelkörnigen Biotitgranit abgebaut. Die nördliche Steinbruchwand erschließt einen ca. 1 m mächtigen dunklen Porphyritgang. Der Porphyrit wittert teilweise sehr hell an. Der Gang wurde nur zum Teil abgebaut. Daher ist an der Wand das auffällig unterschiedliche Bruchverhalten von Granit (weitständiges Kluftnetz, große Blöcke) und Porphyrit (engmaschiges Kluftnetz, kleinblockiger scharfkantiger Schutt) gut zu erkennen. | 900 30 × 30              | Typ: Gesteinsart, Kontakt Art: Granit, Andesit                                                                                              | Steinbruch                     | wertvoll           | kein Schutzgebiet                                        | |
| Steinbruch am Ochsenberg S von Fürstenstein                    |                | 275A037   | Fürstenstein Position                       | Passauer Wald             | Im Steinbruch am Ochsenberg lässt sich das mehrphasige Eindringen von Magmen verschiedener Zusammensetzung besonders gut anhand unterschiedlicher Erscheinungsbilder und Farben erkennen. Der Tittlinger Granit (mittelgrau) zerlegt den Titanitflecken-Granodiorit (dunkelgrau) in abgerundete Schollen. Als beide Gesteinstypen erstarrt waren, drang Biotit-Muskovit-Granit (hellgrau) ein und zerlegte die älteren Gesteine in eckige Schollen. Jüngere, helle Aplite und Pegmatite durchschneiden alle älteren Gesteine. Der Bruch ist in Privatbesitz und kann wochentags nach Anmeldung im Betriebsbüro (Firma Thiele) besichtigt werden. | 15000 150 × 100          | Typ: Magmatisches Gefüge, Typlokalität, Gesteinsart Art: Granodiorit, Aplit, Pegmatit                                                       | Steinbruch                     | wertvoll           | kein Schutzgebiet                                        | |
| Straßenböschung SE Weiding                                     |                | 275A038   | Neukirchen vorm Wald Position               | Passauer Wald             | Charakteristisch für dieses Gebiet sind relativ helle Diatexite, die hier grüne Hornblende sowie Amphibolit-Schollen führen. | 9801 99 × 99             | Typ: Gesteinsart, Metamorphes Gefüge Art: Migmatit, Amphibolit                                                                              | Böschung                       | bedeutend          | kein Schutzgebiet                                        | |
| Steinbruch Schachet – Granitzentrum Hauzenberg                 | weitere Bilder | 275A039   | Hauzenberg Position                         | Passauer Wald             | Im Steinbruch Schachet wurde von 1885 bis 1984 blaugrauer Hauzenberger Granodiorit abgebaut und weltweit vermarktet. Heute befindet sich in diesem Steinbruch das Granitzentrum Bayerischer Wald. Die radiometrische Datierung des Gesteins aus diesem Bruch ergab ein Alter von ca. 320 Millionen Jahren. | 5000 100 × 50            | Typ: Gesteinsart, Steinbruch/Grube Art: Granodiorit                                                                                         | Steinbruch                     | wertvoll           | kein Schutzgebiet                                        | Bayerns schönste Geotope Nr. 89                                                                       |
| Serpentinit-Aufschluss bei Oberilzmühle                        |                | 275A040   | Salzweg Position                            | Passauer Wald             | Östlich der Ilz befindet sich beim Stauwerk des Elektrizitätswerk sowie an der Zufahrtsstraße auf rund 40 Meter Länge in Felsfreistellungen und der Straßenböschung einer der seltenen Aufschlüsse von Serpentinit. In der Böschung steht das blassgrüne bis weißlich beige, stark geklüftete Gestein teils stark verwittert an. Darüber hinaus ist auch faseriger Chrysotil aufgeschlossen. Im Bereich der Staumauer sind hellbeige bis hellgraue Mylonite aufgeschlossen. Diese Mylonite entstanden durch Bewegungen an der Donaustörung, bei denen die hochmetamorphen Diatexite bei abnehmenden Temperaturen stark verformt wurden. | 200 40 × 5               | Typ: Metamorphes Gefüge, Gesteinsart Art: Serpentinit, Mylonit                                                                              | Hanganriss/Felswand            | wertvoll           | Naturschutzgebiet, FFH-Gebiet                            | |
| Graphitbergbau Kropfmühl                                       |                | 275G001   | Hauzenberg Position                         | Passauer Wald             | Bei Kropfmühl liegt die einzige Graphitlagerstätte Deutschlands. Das Feld hat eine Ausdehnung von ca. 4 × 1 km. Der Graphit wird untertägig in Flözen, die bis zu 6 m mächtig werden (Graphitgehalt bis zu 30 Prozent), bergmännisch abgebaut. Der Graphit tritt in den Flözen, wie auch im nicht abbauwürdigen Nebengestein (Gneis, Marmore), als bis zu 2 mm große Flocken auf. Die Gewinnung von Graphit findet bereits seit keltischer Zeit statt. | 0 keine Angabe           | Typ: Stollen, Schacht, Hüttenwerk/Schmelzofen, Mineralien, Gesteinsart Art: Gneis, Marmor                                                   | Tunnel/Stollen/Schacht         | wertvoll           | kein Schutzgebiet                                        | |
| Bergbauspuren bei Haagwies und Pfaffenreuth                    |                | 275G002   | Hauzenberg Position                         | Passauer Wald             | Ein großes Bruchfeld bei Haagwies mit verfallenen Schächten, Pingen und Halden zeugt von reger Abbautätigkeit. Zahlreiche Einzelabbaustellen wurden später zu einem Feld zusammengefügt. Das ehemalige Stollennetz steht mit dem heute aktivem Abbau bei Kropfmühl in Verbindung. Der Ewigkeitsstollen dient der Wasserhaltung. Das hölzerne Gebäude des Scherlesreuther Schachts wurde erneuert. Infotafeln erläutern die Geschichte des Bergbaus. Bergbauspuren finden sich auch zwischen Pfaffenreuth und Steinbichl (Abbaufeld Stierweide mit großen Halden) sowie bei Pfaffenreuth (Trichtergrubenfeld, vor dem 19. Jahrhundert). | 37500 250 × 150          | Typ: Pinge/nfeld Art: Biotit-Plagioklas-Gneis, Gneis, Kalksilikatfels                                                                       | kein Aufschluss                | bedeutend          | kein Schutzgebiet                                        | |
| Trichtergrubenfeld im Steinkartforst N von Bad Griesbach       |                | 275G003   | Bad Griesbach im Rottal Position            | Isar-Inn-Hügelland        | An mehreren Stellen im Steinkartforst finden sich als Zeugen alter Eisenerzgewinnung sogenannte Trichtergrubenfelder. Trichtergruben sind runde bis ovale, geschlossene Hohlformen. Zwischen ihnen finden sich kleine Wälle und Hügel, die aus dem Aushubmaterial bestehen. Aus den Gruben wurden Eisenerzkonkretionen gewonnen, die an stauenden Lagen im Quarzrestschotter oder am Top des Vollschotters angereichert sind. Der Abbau fand von etwa 250 v. Chr. bis 1200 n. Chr. statt. Das Trichtergrubenfeld ist Bodendenkmal. | 10000 100 × 100          | Typ: Pinge/nfeld Art: Eisen-/Manganerz, Kies                                                                                                | kein Aufschluss                | bedeutend          | Bodendenkmal                                             | |
| Bergbauspuren im Kirchenholz N von Frauenmühle an der Gaißa    |                | 275G004   | Tiefenbach Position                         | Passauer Wald             | Ein Abbau auf Graphit hat im Kirchenholz N von Frauenmühle eindrucksvolle Spuren hinterlassen. Zwischen etwa 350 und 390 m Höhe zeigt der Hang (im Wald, unmittelbar an der Waldgrenze) eine auffällig unruhige Morphologie. Zwischen verstreuten trichterförmigen Gruben, den Überresten verstürzter Schächte, türmen sich als unregelmäßige Rücken Abraumhalden. Der ehemalige Graphitabbau im Kirchenholz liegt wesentlich weiter westlich als alle sonstigen bekannten Abbauspuren im Passauer Wald. | 8000 100 × 80            | Typ: Pinge/nfeld, Halde Art: Gneis | kein Aufschluss                | bedeutend          | kein Schutzgebiet                                        | |
| Grübenfeld der Goldgewinnung bei Eppendorf                     |                | 275G005   | Witzmannsberg Position                      | Passauer Wald             | Bis zu 5 m hohe Seifenhügel eines Grübenfelds bei Eppendorf sind Spuren einer vermutlich mittelalterlichen Goldwäscherei. Das Gold wurde aus einer Paläoseife gewaschen. Eine tertiärzeitliche Ur-Ilz hat Gold aus dem Rachelgebiet herangeführt und abgelagert. Hier wurde in jüngerer Zeit das bisher größte Goldnugget Bayerns mit einem Durchmesser von über einem Zentimeter gefunden. Das Objekt steht als Bodendenkmal unter besonderem Schutz (Denkmal-Nr. D-2-7246-0161). | 308000 770 × 400         | Typ: Seifenwäscherei Art: Kies | Pinge                          | wertvoll           | Bodendenkmal                                             | |
| Schwefelquelle in Bad Höhenstadt                               |                | 275Q001   | Fürstenzell Position                        | Isar-Inn-Hügelland        | Aufgrund der zwei Schwefelquellen, östlich und westlich des Kurhauses gelegen, wurde 1713 das Heilbad in Höhenstadt errichtet. Votivtafeln belegen aber, dass die Wirksamkeit der beiden Quellen bereits lange vorher bekannt war. Die Quellen sind gefasst. Ihren Hauptzufluss erhalten sie aus 15 m Tiefe. Die Genese dieser Mineralwässer ist bislang noch nicht geklärt. Das Quellwasser riecht merklich nach Schwefelwasserstoff. | 0 keine Angabe           | Typ: Mineralquelle Art: Sand, Mergel | kein Aufschluss                | bedeutend          | kein Schutzgebiet                                        | |
| Hoher Stein W vom Schloss Fürstenstein                         |                | 275R001   | Fürstenstein Position                       | Passauer Wald             | Die Gipfelklippen aus Saldenburger Granit zeigen eine ausgeprägte Wollsack- und Matratzenverwitterung. Am Fuß der Felsburg liegen mehrere Blockströme. Klippen und Blockströme sind Ergebnisse des Abtrages, insbesondere durch Bodenfließen und der Verwitterung im Periglazialraum (Permafrostregion) der vergangenen Kaltzeiten. Sie sind typisch für höhere Lagen der Mittelgebirge zwischen den Vereisungsgebieten. | 4000 80 × 50             | Typ: Felsburg, Wollsackbildung, Blockstrom Art: Granit                                                                                      | Hanganriss/Felswand            | wertvoll           | kein Schutzgebiet                                        | |
| Felsblock Hoher Stein SE von Höch                              |                | 275R003   | Neuburg am Inn Position                     | Passauer Wald             | Am Rand mehrerer Fischweiher liegt der große rundliche Felsblock aus Perlgneis. Das Gestein ist mittel- bis grobkörnig, in Lagen flaserig mit rundlichen Einsprenglingen und mafischen Schlieren (sichtbar an der Südseite des Blocks). Die Lage in einem Bachtal mit flachen Hängen weist den Block als Erosionsrest einer pleistozänen Solifluktiosdecke aus. | 40 8 × 5                 | Typ: Felsblock Art: Gneis, Granit | Block                          | bedeutend          | kein Schutzgebiet                                        | |
| Steinschwammerl im Forst Steinkart E von Freiling              |                | 275R004   | Haarbach Position                           | Isar-Inn-Hügelland        | In der ehemaligen Kiesgrube in Quarzrestschotter (Süßwassermolasse) wurde die darüber liegende harte Quarzkonglomeratbank von drei Seiten unterhöhlt. Es entstand die pilzartige Felsbildung, der Steinschwammerl. Durch Erosion setzt sich der Prozess der Unterhöhlung fort, so dass derzeit die Konglomerate (Hut des Pilzes) 3 bis 4 m über den Sockel (Stiel des Pilzes) aus lockeren Quarzrestschottern auskragen. Das Bindemittel dieser Restschotter ist nahezu vollständig zersetzt (kaolinisiert). | 35 7 × 5                 | Typ: Felswand/-hang, Ausbruchs/Auswitterungshöhle Art: Konglomerat                                                                          | Kiesgrube/Sandgrube            | bedeutend          | kein Schutzgebiet                                        | |
| Teufelsstein NE von Tittling                                   |                | 275R005   | Tittling Position                           | Passauer Wald             | Der Felsblock aus migmatischen Gneisen wurde der Sage nach vom Teufel als Wurfgeschoss auf einen Kirchenneubau benutzt (Handabdruck aus herausgewitterten Einschlüssen). | 3 3 × 1                  | Typ: Felsblock Art: Gneis | Block                          | bedeutend          | kein Schutzgebiet                                        | |
| Vornbacher Enge NE von Vornbach                                | weitere Bilder | 275R006   | Neuburg am Inn Position                     | Passauer Wald             | Die Vornbacher Enge wird als pleistozänes Durchbruchtal gedeutet. An der Grenze zwischen jungen Lockergesteinen zu kristallinem Grundgebirge verengt sich das Tal des Inns merklich. Der Fluss schnitt sich im Pleistozän epigenetisch in das sich langsam hebende Kristallin ein. | 54000 1800 × 30          | Typ: Durchbruchstal Art: Gneis | kein Aufschluss                | bedeutend          | Landschaftsschutzgebiet, FFH-Gebiet                      | |
| Gipfel des Eidenberger Lüssen NE von Eidenberg                 |                | 275R007   | Wegscheid Position                          | Passauer Wald             | Der Gipfel des Eidenberger Lüssen wird von nach W steil abfallenden Felsklippen aus diatektischen Gneisen aufgebaut. Unterhalb des Gipfels liegen ausgedehnte Blockfelder. Die Gipfelklippen und Blockfelder sind Resultat der tiefgreifenden Verwitterung im Tertiär und der verstärkten Erosion im Pleistozän. In exponierten Lagen wurde aufgelockertes Material bis zum Festgestein abgetragen und die Klippen so freigestellt. Lose Blöcke wurden durch Bodenfließen hangabwärts transportiert. | 8000 200 × 40            | Typ: Felswand/-hang, Felskuppe Art: Gneis                                                                                                   | Hanganriss/Felswand            | bedeutend          | Landschaftsschutzgebiet                                  | |
| Hohler Fels N von Churfürst                                    |                | 275R008   | Haarbach Position                           | Isar-Inn-Hügelland        | Eine große Quarzkonglomeratscholle ist so über weitere Konglomeratblöcke geschoben, dass darunter ein großer Hohlraum entstanden ist, der als trockener Unterstand von Holzarbeiteren genutzt wurde. Durch Solifluktion (Bodenfließen) während der Kaltzeiten gelangten die Felsschollen aus ihrer ursprünglichen Lage etwas höher am Hang an ihre heutige Position. Das Geotop liegt an einem markierten Wanderweg. In der Umgebung finden sich weitere markante Blöcke: Drache, Zwergenburg, Drei Riesen. | 80 10 × 8                | Typ: Felsblock, Gesteinsart, Solifluktionserscheinung Art: Konglomerat                                                                      | Block                          | bedeutend          | Naturdenkmal                                             | |
| Teufelstein SW von Halmstein                                   |                | 275R009   | Malching Position                           | Isar-Inn-Hügelland        | Die Quarzkonglomeratrippe ragt sehr auffällig und isoliert aus dem morphologischen Geländerücken heraus. Ehemalige Quarzrestschotter wurden im Verlauf der Diagenese weitgehend verkieselt, so dass das Gestein heute fast ausschließlich aus SiO2 besteht. Die Schichtoberfläche des steilstehenden Blockes besteht aus Quarzit (ursprünglich Sandstein) und weist kolkartige Erosionsformen auf. | 40 8 × 5                 | Typ: Felsblock, Gesteinsart Art: Konglomerat                                                                                                | Block                          | bedeutend          | Naturdenkmal                                             | |
| Felsenensemble NE von Jochenstein an der Donauleite            |                | 275R010   | Untergriesbach Position                     | Passauer Wald             | An der Donauleite ragen mehrere Felsrippen aus Augen- und Perlgneis aus dem Hang heraus, die jeweils in steilabfallenden Klippen (10 bis 15 m) enden. Ein annähernd rechtwinklig aufeinander stehendes Kluftsystem ist für die Quaderform der Türme verantwortlich. Auch der Blockstrom zwischen den Rücken besteht aus auffällig geometrischen Gneisquadern. Die Klippen erlauben einen fantastischen Blick auf das Kerbtal der Donau und auf Jochenstein (Klippen unterhalb Wanderweg, Achtung Absturzgefahr!!!). | 400 20 × 20              | Typ: Felsgruppe, Felsturm/-nadel, Blockstrom Art: Gneis                                                                                     | Felshang/Felskuppe             | wertvoll           | Naturschutzgebiet, FFH-Gebiet                            | |
| Felswand an der Donauleite SE von Obernzell                    |                | 275R011   | Untergriesbach Position                     | Passauer Wald             | Östlich von Passau hat sich die Donau tief in den kristallinen Untergrund eingeschnitten. Das bayerische Nordufer wird von den 200 bis 300 m hohen Steilhängen der Donauleite begleitet. Im Außenbereich von Flusskrümmungen, an den Prallhängen, sind diese besonders markant ausgebildet. Die große Felswand am Prallhang SE von Obernzell (unterer Bereich für die Straße freigesprengt) erschließt ein Profil durch Gesteine der bunten Gruppe mit verschieden ausgebildeten Gneisen im Wechsel mit Kalksilikatgestein. | 5000 100 × 50            | Typ: Prallhang, Kerbtal, Gesteinsart Art: Gneis, Kalksilikatfels                                                                            | Hanganriss/Felswand            | wertvoll           | Naturschutzgebiet, FFH-Gebiet                            | |
| Felsen am Aubach                                               |                | 275R012   | Hauzenberg Position                         | Passauer Wald             | In Felsfreistellungen oberhalb des Aubaches stehen helle, feinkörnige, Granat-führende Gesteine aus Quarz und Kalifeldspat an, vereinzelt ist Kyanit nachweisbar. Diese felsischen Granulite belegen eine Hochdruck-Metamorphose um 340 Ma. | 9801 99 × 99             | Typ: Felswand/-hang Art: Granulit | Felshang/Felskuppe             | wertvoll           | kein Schutzgebiet                                        | |
| Hochmoor im Ranna-Tal                                          |                | 275R013   | Hauzenberg Position                         | Passauer Wald             | An der Ranna ist ein Hochmoor auf dem Talgrund aufgewachsen. Derartige oligotrophe Moore kommen üblicher Weise eher abseits der Täler, vorwiegend niederschlagsgespeist vor. Die Entstehung des Moores ist hier mit einem Quellhorizont am Talrand zu verbinden. | 50000 500 × 100          | Typ: Hochmoor Art: Torf | kein Aufschluss                | bedeutend          | FFH-Gebiet                                               | |
| Kiesgrube NE Kapfham                                           |                | 275A036   | Eging am See Position                       | Passauer Wald             | In dieser Grube ist die Basis der Tertiärsedimente über Grundgebirge aufgeschlossen. Die Gneise sind stark verwittert. Die kiesig dominierte Sedimentabfolge beginnt mit einem Horizont blockiger Gneiskomponenten (bis ca. 20 cm, jetzt mürbe zerfallend). | 62700 330 × 190          | Typ: Gesteinsart, Schichtfolge Art: Kies, Gneisgrus, Gneis                                                                                  | Kiesgrube/Sandgrube            | wertvoll           | kein Schutzgebiet                                        | |
| Aufschluss am Burgberg in Kollnburg                            | weitere Bilder | 276A001   | Kollnburg Position                          | Vorderer Bayerischer Wald | Am Burgberg in Kollnburg stehen drei südlich des Pfahls häufige Gesteine im Kontakt zueinander an. Aufgeschlossen ist relativ grobkörniger anatektischer Paragranodiorit und grobkörniger Kristallgranit (benannt nach den großen Kalifeldspatgroßkristallen), zwischen die ein mittelkörniger Zweiglimmergranit eingedrungen ist. Aufschlüsse finden sich rund um den Burgberg. | 32 8 × 4                 | Typ: Gesteinsart, Kontakt, Wollsackbildung Art: Granodiorit, Granit                                                                         | Hanganriss/Felswand            | wertvoll           | Naturpark                                                | |
| Ehemaliger Steinbruch E von Riedmühle                          | weitere Bilder | 276A002   | Viechtach Position                          | Hinterer Bayerischer Wald | Am Rand des Pfahlquarzes stehen hier 20 m mächtige Ultramylonite an, deren Mineralbestand eine diaphtoritische Umwandlung zeigt. | 1200 60 × 20             | Typ: Gesteinsart Art: Ultramylonit | Steinbruch                     | wertvoll           | Landschaftsschutzgebiet, Naturpark                       | |
| Aufschluss am Pfahl SE von Metten                              |                | 276A005   | Regen Position                              | Hinterer Bayerischer Wald | Durch den Straßenbau wurde Pfahlquarz angeschnitten. Auch der Verlauf des Härtlingszuges ist hier deutlich zu erkennen. | 1500 150 × 10            | Typ: Gesteinsart, Störung Art: Gangquarz | Böschung                       | geringwertig       | Naturdenkmal, Landschaftsschutzgebiet, Naturpark         | |
| Ehemaliger Pegmatitbruch Poschingerhütte ENE von Arnbruck      |                | 276A006   | Arnbruck Position                           | Hinterer Bayerischer Wald | Anstehend ist (bzw. war) ein stockförmiger Pegmatit in scharfem Kontakt zu Biotit-Plagioklas-Gneisen. Obwohl der Aufschluss ziemlich zugewachsen ist, erschließt er den Pegmatit sehr schön. Das Zentrum des Pegmatits besteht aus derbem Quarz. Nach außen hin folgen Quarz und Feldspat mit teilweise großen Feldspäten, sowie Partien mit orientierter Verwachsung zwischen Quarz und Feldspat (sog. Schriftgranit). Der Pegmatit wurde zur Quarzgewinnung für die Glasindustrie in Poschingerhütte abgebaut. | 60 15 × 4                | Typ: Gesteinsart, Mineralien Art: Pegmatit                                                                                                  | Steinbruch                     | wertvoll           | Landschaftsschutzgebiet, Naturpark                       | |
| Pegmatitblock Birkenhöhe in Zwiesel                            |                | 276A007   | Zwiesel Position                            | Hinterer Bayerischer Wald | In der Grünanlage am Aufgang zum Pfarrzentrum liegt ein einzelner Pegmatitblock mit großen Quarz-, Feldspat- und Biotitkristallen. Stellenweise enthält er auch schwarzen Turmalin. Ein weiterer kleiner Block liegt direkt neben dem Zugangsweg. Die Blöcke stellen den letzten Rest eines Pegmatitabbaues dar, aus dem das Mineral Zwieselit erstmals beschrieben wurde. Die Blöcke sind inzwischen ziemlich in Sträuchern eingewachsen. | 1 1 × 1                  | Typ: Mineralien Art: Pegmatit | Block                          | bedeutend          | Naturpark                                                | |
| Ehemaliger Steinbruch NW von Spiegelhütte                      |                | 276A008   | Lindberg Position                           | Hinterer Bayerischer Wald | Der ehemalige Steinbruch zeigt stark verfaltete, sehr variable Gneise mit Kalksilikatfels- und Marmoranteilen. Der Bruch ist inzwischen völlig zugewachsen. Gestein und metamorphe Strukturen sind nur noch an wenigen Wandbereichen zu erkennen. | 80 40 × 2                | Typ: Gesteinsart, Metamorphes Gefüge Art: Cordierit-Sillimanit-Gneis, Biotit-Plagioklas-Gneis, Kalksilikatfels                              | Steinbruch                     | bedeutend          | Nationalpark, Landschaftsschutzgebiet, FFH-Gebiet        | |
| Ehemalige Steinbrüche am Geißruck N von Hausermühle            |                | 276A010   | Zachenberg Position                         | Vorderer Bayerischer Wald | Im Steinbruch ist mittelkörniger Granit im Kontakt zu Anatexiten aufgeschlossen. Der Granit zeigt im Kontaktbereich Reaktionen wie Aplitsaum- und Kalifeldspatgroßkristallbildung. Die Anatexite haben im Allgemeinen eine deutliche Textur. Eingelagert finden sich z. T. zerbrochene und deformierte Feldspateinsprenglinge. Aufgrund der Pfahlnähe zeigt das Gestein deutliche Merkmale tektonischer Überprägung. Wegen Verfüllung und Rekultivierung ist nur noch ein Teil des Steinbruches erhalten. | 1200 60 × 20             | Typ: Gesteinsart, Kontakt, Metamorphes Gefüge Art: Granit, Anatexit                                                                         | Steinbruch                     | bedeutend          | Landschaftsschutzgebiet, Naturpark                       | |
| Ehemaliger Steinbruch am Hieselberg NW von Hochbruck           |                | 276A011   | Bischofsmais Position                       | Vorderer Bayerischer Wald | Im ehemaligen Steinbruch am Hieselberg sind dunkle, feinkörnige Quarzglimmerdiorite aufgeschlossen. Die Diorite sind teilweise von Quarz- und Aplitgängen durchzogen. Randlich am Kontakt zum Nebengestein (anatektischer Gneis) wird der Diorit von hellen Granitgängen begleitet. Die Gesteine zeigen in ihrem Gefüge deutlich eine tektonische Überprägung. Die Diorite sind auffallend texturiert. Der Steinbruch ist stark verwachsen, die Aufschlusswände nur noch schlecht zugänglich. | 1250 50 × 25             | Typ: Gesteinsart Art: Diorit, Granit | Steinbruch                     | bedeutend          | Naturpark                                                | |
| Ehemaliger Steinbruch am Teufelstisch NW von Bischofsmais      |                | 276A012   | Bischofsmais Position                       | Vorderer Bayerischer Wald | Im ehemaligen Steinbruch steht mittelkörniger Granit an, der in der Regel richtungsloses, in Lagen aber auch schwach texturiertes Gefüge (parallel zur Pfahlstörung) zeigt. Der Granit zeigt eine deutliche Klüftung. Auf Klüften wurden ehemals Mineralfunde (Quarz, Feldspat, Flussspat, Rutil u. a.) gemacht. | 3600 120 × 30            | Typ: Gesteinsart, Mineralien Art: Granit | Steinbruch                     | bedeutend          | Landschaftsschutzgebiet, Naturpark                       | |
| Ehemaliger Quarzbruch SE von Eging                             |                | 276A013   | Kollnburg Position                          | Hinterer Bayerischer Wald | Der aufgelassene Steinbruch erschließt auf zwei Abbausohlen Pfahlquarz. | 8800 220 × 40            | Typ: Gesteinsart, Störung Art: Gangquarz | Steinbruch                     | geringwertig       | Landschaftsschutzgebiet, Naturpark                       | |
| Unterirdische Gänge in Zwiesel unter dem Stadtplatz            |                | 276A015   | Zwiesel Position                            | Hinterer Bayerischer Wald | Genaues Alter und Funktion der unterirdischen Gänge (Fluchtburg?) im Kristallinzersatz mit vermutlich ursprünglich mehreren 100 m Ganglängen und bis zu 20 m Tiefe ist unbekannt. Der Gang unter der Bäckerei erschließt in Gneis eingedrungenen Granit mit Pegmatitgängen. Das Kristallin ist völlig zersetzt, zeigt aber das ursprüngliche Gefüge im Detail. Die Gänge können bei Führungen besichtigt werden. | 50 25 × 2                | Typ: Gesteinsart, Kontakt, Metamorphes Gefüge, Mineralien, Lagerungsverhältnisse, Stollen Art: Cordierit-Sillimanit-Gneis, Pegmatit, Granit | Tunnel/Stollen/Schacht         | bedeutend          | Naturpark                                                | |
| Ehemalige Pegmatitgrube NE von Böbrach (Hubertus Pegmatit)     |                | 276A016   | Böbrach Position                            | Hinterer Bayerischer Wald | Der Hubertus Pegmatit ist ein bis etwa 6 m mächtiger zonar gebauter Pegmatitgang. Die Anfänge des Quarzabbaus gehen evtl. auf das Ende des 18. Jahrhunderts zurück. Erhalten sind eine grabenartige Pinge, die in einen Untertageabbau übergeht, und Halden. In dem kleinen Untertagebau sind Reste des weitgehend abgebauten Quarzkernes des Pegmatits aufgeschlossen. Im Quarz sieht man im Anschnitt Feldspatkristalle bis zu 20 cm Kantenlänge. | 60 12 × 5                | Typ: Mineralien, Gesteinsart, Stollen Art: Pegmatit                                                                                         | Tunnel/Stollen/Schacht         | wertvoll           | Landschaftsschutzgebiet, Naturpark                       | |
| Straßenaufschluss S von Kohlplatz bei Bodenmais                |                | 276A017   | Bodenmais Position                          | Hinterer Bayerischer Wald | An der Staatsstraße St2132 südlich von Bodenmais sind metatektische bis anatektische Cordierit-Sillimanit-Gneise aufgeschlossen. Teilweise führen diese hellen Gneise auffallend Granat. In dem Aufschluss ist eine Vielzahl metamorpher Gefügemerkmale (wie Bänderung, Fältelung, Einschluss von Schollen etc.) zu erkennen. Auf engem Raum wechseln fast richtungslose Gefüge mit klar orientierten Strukturen ab. | 3750 250 × 15            | Typ: Gesteinsart, Metamorphes Gefüge Art: Cordierit-Sillimanit-Gneis                                                                        | Böschung                       | bedeutend          | Landschaftsschutzgebiet, Naturpark                       | |
| Straßenaufschluss W von Fahrnbach                              |                | 276A021   | Bischofsmais Position                       | Vorderer Bayerischer Wald | In der Böschung stehen mittel- bis feinkörnige Quarzdiorite (variable Zusammensetzung: Granodiorit, Tonalit bis Diorit) an, die von granitischen und pegmatitischen Gängen durchsetzt werden. Die Quarzdiorite sind unterschiedlich stark deformiert. | 50 50 × 1                | Typ: Gesteinsart, Metamorphes Gefüge Art: Diorit, Granodiorit, Tonalit                                                                      | Böschung                       | wertvoll           | Naturpark                                                | |
| Pegmatitgrube am Hennenkobel NW von Rabenstein                 | weitere Bilder | 276G001   | Zwiesel Position                            | Hinterer Bayerischer Wald | Pegmatite sind groß- bis riesenkörnige Ganggesteine, die teilweise seltene und schön ausgebildete Kristalle enthalten. Der Quarzkern des Pegmatits am Hennenkobel wurde im Tage- und Untertagebau für die Glasherstellung abgebaut. Die Abbauwand wurde 2002 wieder freigelegt. Dort ist Granit und Pegmatit aufgeschlossen. Der Abbaustollen ist verschlossen. Die Pegmatitgrube am Hennenkobel wurde bekannt durch verschiedene Mineralienfunde (z. B. Erstbestimmung von Triphylin, einem Phosphatmineral). | 16000 200 × 80           | Typ: Stollen, Typlokalität, Steinbruch/Grube, Mineralien Art: Pegmatit                                                                      | Tunnel/Stollen/Schacht         | wertvoll           | Naturschutzgebiet, Landschaftsschutzgebiet, FFH-Gebiet   | |
| Schaubergwerk Silberberg Bodenmais                             | weitere Bilder | 276G002   | Bodenmais Position                          | Hinterer Bayerischer Wald | In der poly-metamorphen Sulfidlagerstätte erfolgte der Abbau mindestens seit 1436 (bis 1952). Zunächst stand die Metallerzeugung im Vordergrund, später wurde auch Vitriol und Polierrot gewonnen. Vom Sulfiderzvorkommen des Silberbergs wurden über 80 Mineralien beschrieben. In dem Schaubergwerk werden eindrucksvolle Führungen durch Stollen und gewaltige Höhlungen des Altbergbaus angeboten. Das Geotop gehört zu Bayerns hundert schönsten Geotopen und wird vor Ort mit einer entsprechenden Infotafel erläutert. | 160000 400 × 400         | Typ: Stollen, Mineralien Art: Gneis | Tunnel/Stollen/Schacht         | besonders wertvoll | Naturpark, Landschaftsschutzgebiet                       | Bayerns schönste Geotope Nr. 17                                                                       |
| Ehemaliges Bergwerk Rotkot am Kellerberg N von Zwiesel         |                | 276G003   | Zwiesel Position                            | Hinterer Bayerischer Wald | Am Rotkot fand ein Abbau sulfidischer Erze statt. Haupterze sind Magnet- und Schwefelkies, daneben treten aber auch Kupferkies, Zinkblende und Bleiglanz auf. Das Nebengestein der Sulfidlagerstätte ist Granat führender Cordierit-Gneis. Erste urkundliche Erwähnung bereits 1580. Der Stollen wurde von 1893 bis 1952 betrieben. Der Stolleneingang ist verschlossen. Im Umfeld sind Halden, an denen sich noch Sulfidminerale, aber auch viel limonitisches Material (Eisenhydroxid) finden lässt. | 9 3 × 3                  | Typ: Stollen Art: Gneis | Tunnel/Stollen/Schacht         | bedeutend          | Landschaftsschutzgebiet, Naturpark                       | |
| Grübenfeld in der Rannenau                                     |                | 276G006   | Lindberg Position                           | Hinterer Bayerischer Wald | Die für den Seifengoldbergbau typischen morphologischen Geländeformen werden als Grüben bezeichnet. Dies sind z. B. Trichtergruben, Schürfgräben, Halden (= Seifenhügel) und Kanalsysteme. Das Grubenfeld in der Rannenau am oberen Höllbach zeigt z. T. sehr schön erhaltene Seifenhügel. In der Nähe des Höllbachs sind die Spuren durch zeitweise Überflutung verwaschen. Zum Goldwaschen wurde der Flussschotter bis zu 5 m unter die Geländeoberkante abgebaut. Weitere Grubenfelder befinden sich flussabwärts. | 80000 800 × 100          | Typ: Seifenwäscherei, Pinge/nfeld Art: Kies                                                                                                 | Pinge                          | bedeutend          | Nationalpark, Bodendenkmal, Landschaftsschutzgebiet      | |
| Pegmatitabbau Tafelhöhe                                        |                | 276G010   | Frauenau Position                           | Hinterer Bayerischer Wald | Die Quarzschürfe im Bereich der Tafelhöhe oberhalb der Spiegelstraße stammen vermutlich aus der Mitte des 19. Jahrhunderts. Von der Abbautätigkeit (Quarz für die Glashütten) zeugen heute zahlreiche Halden, mehrere Pingen und ein kurzer Stollen in Pegmatit, sowie ein verschlossener Unterbaustollen in Gneis. In dem kurzen Untertagebau ist der Kontakt zwischen Gneis und zonar aufgebautem Pegmatit aufgeschlossen. | 5000 100 × 50            | Typ: Pinge/nfeld, Stollen Art: Pegmatit, Cordierit-Sillimanit-Gneis                                                                         | Tunnel/Stollen/Schacht         | bedeutend          | Landschaftsschutzgebiet, Naturpark                       | |
| Grübenfeld am Mühlenbach bei Unterried                         |                | 276G011   | Drachselsried Position                      | Hinterer Bayerischer Wald | Ca. 1 km nordöstlich von Unterried zieht sich auf etwa 1300 m ein bis zu 100 m breites Grübenfeld den Mühlenbach (Schönbach/Hochfellbach) entlang. Entlang des Baches scheint das sehr grobe Bachsediment umgegraben und die Feinfraktion zwischen den groben Geröllen gewachsen worden zu sein. Die Abbauspuren im Anstieg zum Mühlenberg – mit dem Fehlen von Seifenhügeln – deuten darauf hin, dass in diesem Bereich im verwitterten Festgestein eine primäre Goldvererzung Abbauziel gewesen sein könnte. | 130000 1300 × 100        | Typ: Seifenwäscherei, Schurf Art: Cordierit-Sillimanit-Gneis                                                                                | sonstiger Aufschluss           | bedeutend          | Landschaftsschutzgebiet, Naturpark                       | |
| Grübenfeld am Rothbach E von Böbrach                           |                | 276G012   | Böbrach Position                            | Hinterer Bayerischer Wald | Auf einer Länge von knapp 1.000 m begleiten Seifenhügel den Lauf des Rothbachs. Die bis zu 5 m hohen Relikte von Goldwäscherei bestehen aus Geröllen von Gneis, Quarz und Granit. Als Blütezeit der Gewinnung von Seifengold dürfte wohl das Spätmittelalter (älteste urkundliche Erwähnung im Jahre 1312) und die frühe Neuzeit infrage kommen. Historisch gesicherte Details gibt es allerdings weder hinsichtlich des Beginns der Goldsuche, noch hinsichtlich der Ausbeute. Ein Rundwanderweg um Bodenmais und Böbrach (weiß auf blau 4) erschließt das Gelände. Das Objekt steht als Bodendenkmal unter besonderem Schutz (Denkmal-Nr. D-2-6944-0052). | 60000 600 × 100          | Typ: Seifenwäscherei Art: Kies | Pinge                          | wertvoll           | Bodendenkmal, Landschaftsschutzgebiet, Naturpark         | |
| Grübenfeld in der Gschwend                                     |                | 276G013   | Lindberg Position                           | Hinterer Bayerischer Wald | Die für den Seifengoldbergbau typischen morphologischen Geländeformen werden als Grüben bezeichnet. Dies sind z. B. Trichtergruben, Schürfgräben, Halden (= Seifenhügel) und Kanalsysteme. Das Grübenfeld in der Gschwend am Kolbersbach zeigt z. T. sehr schön erhaltene Seifenhügel. Zum Goldwaschen wurde der Flussschotter bis zu 5 m unter die Geländeoberkante abgebaut. Weitere Grübenfelder befinden sich flussaufwärts. Das Gebiet steht großräumig als mittelalterlich-frühneuzeitliches Goldseifenhügelgebiet unter der Nr. 920987 als Bodendenkmal unter Schutz. | 150000 600 × 250         | Typ: Seifenwäscherei Art: Kies | Pinge                          | bedeutend          | Nationalpark, Bodendenkmal, FFH-Gebiet                   | |
| Seifenhügel beim Schwellhäusl                                  | weitere Bilder | 276G014   | Bayerisch Eisenstein Position               | Hinterer Bayerischer Wald | An den Hängen des Falkensteinmassivs finden sich an verschiedenen Stellen Spuren ehemaliger Goldabbaue. Die Cordierit-Sillimanit-Gneise, das Hauptgestein des Falkensteinmassivs, sind bereichsweise tiefgründig verwittert, so dass es entlang der kleinen Bäche auch zu Umlagerungen der Verwitterungsmassen kam. Das in diesen Gesteinen feinverteilte Gold wurde auf diese Weise nur über sehr kurze Distanzen transportiert. Für einen solchen kurzen Transportweg spricht die sehr geringe Verformung der Goldkörner, mit kantigen und teils bizarr geformten Goldkörnern. Das Objekt steht als Bodendenkmal unter besonderem Schutz (Denkmal-Nr. D-2-6945-0057) | 5000 100 × 50            | Typ: Seifenwäscherei Art: Cordierit-Sillimanit-Gneis                                                                                        | sonstiger Aufschluss           | bedeutend          | Nationalpark, Bodendenkmal, FFH-Gebiet                   | |
| Grübenfeld Fürhaupten/Theresienthal                            |                | 276G015   | Zwiesel Position                            | Hinterer Bayerischer Wald | Nördlich von Theresiental beim Gewerbegebiet Fürhaupten Nord liegen die Reste eines ursprünglich mindestens 50.000 m² großen Grübenfeldes, von dem etwa 12.000 m² erhalten und bei der Ausweisung des Gewerbegebietes berücksichtigt wurden. Hier wurde einst Gold gewaschen. Vor allem die landwirtschaftliche Aktivität am Rande des Talbeckens von Zwiesel und regelmäßige Hochwässer dürften für die flussnahe Einebnung der Abbauspuren verantwortlich sein. Den besten Erhaltungszustand weisen die Abbauspuren im Wäldchen südlich der Straße Fürhaupten auf. Das Objekt steht als Bodendenkmal unter besonderem Schutz (Denkmal-Nr. D-2-6945-0003) | 15000 150 × 100          | Typ: Seifenwäscherei Art: Cordierit-Sillimanit-Gneis                                                                                        | sonstiger Aufschluss           | bedeutend          | Bodendenkmal, Naturpark                                  | |
| Moosbacher Pfahl NE von Moosbach                               | weitere Bilder | 276R001   | Prackenbach Position                        | Hinterer Bayerischer Wald | Langgestreckter, teilweise unterbrochener Pfahlquarzzug, der sich als markanter Höhenrücken über der umgebenden Landschaft erhebt. Im Kammbereich finden sich einzelne Felskämme und Blöcke. | 36000 1200 × 30          | Typ: Härtling, Felswand/-hang, Störung Art: Gangquarz                                                                                       | Hanganriss/Felswand            | bedeutend          | Naturschutzgebiet, Landschaftsschutzgebiet, FFH-Gebiet   | |
| Großer Pfahl bei Viechtach                                     | weitere Bilder | 276R002   | Viechtach Position                          | Hinterer Bayerischer Wald | Die hoch aufragende Felsmauer aus Pfahlquarz bei Viechtach ist wohl eine der markantesten Formen am gesamten Pfahl. Westlich liegt ein ehemaliger Steinbruch, in dem Pfahlquarz abgebaut wurde. Ein Lehrpfad erläutert die Besonderheiten der Region. Der Pfahl ist der durch die pleistozäne Erosion aus den tertiären Verwitterungsbildungen herauspräparierte verquarzte Kern der Pfahlzone, einer Störungszone die den gesamten Bayerischen Wald von NW nach SE durchzieht. | 105000 1500 × 70         | Typ: Härtling, Felswand/-hang, Felsturm/-nadel, Störung, Gesteinsart Art: Gangquarz                                                         | Hanganriss/Felswand            | wertvoll           | Naturschutzgebiet, Landschaftsschutzgebiet, FFH-Gebiet   | Bayerns schönste Geotope Nr. 1                                                                        |
| Hofpfahl NE von Fellerhof                                      | weitere Bilder | 276R003   | Kollnburg Position                          | Hinterer Bayerischer Wald | Der Hofpfahl ist ein gegen die Umgebung morphologisch deutlich abgesetzter Rücken. An mehreren Stellen des markanten Hügelrückens bildet der Pfahlquarz bis 6 m hohe Felsklippen mit steiler Felswand. Entstanden ist der Pfahlquarz durch Ausscheidungen aus hydrothermalen Lösungen, die an Scher- und Fiederspalten entlang der Tiefenstörung (= Pfahlstörung) eindrangen. Bewegungen während und nach der Quarzabscheidung führten zu dem brekziösen Gefüge der Pfahlquarze. | 240000 800 × 300         | Typ: Härtling, Störung Art: Gangquarz, Ultramylonit                                                                                         | Hanganriss/Felswand            | bedeutend          | Naturschutzgebiet, Landschaftsschutzgebiet, FFH-Gebiet   | |
| Antonius-Pfahl bei Viechtach                                   | weitere Bilder | 276R004   | Viechtach Position                          | Hinterer Bayerischer Wald | Morphologisch markanter Wall des Pfahls mit einzelnen Felsen, Kapelle und Kreuzweg (Antonius-Pfahl). Am Straßen-Durchstich ist der Pfahlquarz aufgeschlossen. | 42000 1400 × 30          | Typ: Härtling, Störung Art: Gangquarz | Hanganriss/Felswand            | bedeutend          | Naturschutzgebiet, Landschaftsschutzgebiet, FFH-Gebiet   | |
| Rieslochfall NE von Bodenmais                                  | weitere Bilder | 276R006   | Bodenmais Position                          | Hinterer Bayerischer Wald | Unterhalb der wasserreichen Kaskaden mit einer Fallhöhe der unteren Fallstufe von 15 m befindet sich eine hydrologische Messstation. Die Riesbachfälle sind über zwei ausgeschilderte Wege erreichbar. | 120 20 × 6               | Typ: Wasserfall Art: Gneis | Prallhang/Flussbett/Bachprofil | bedeutend          | Naturschutzgebiet, Landschaftsschutzgebiet, FFH-Gebiet   | |
| Arbersee mit Arbersee-Wänden                                   | weitere Bilder | 276R007   | Bayerisch Eisenstein Position               | Hinterer Bayerischer Wald | Das Kar entstand durch mehrfache Lokalvergletscherung im Quartär. Die Wände weisen Gletscherschliffe auf. Der Arbersee ist gleichzeitig als Karsee und als Zungenbeckensee anzusprechen. | 720000 900 × 800         | Typ: Kar, Gletscherschliff, Zungenbeckensee Art: Gneis, Moräne                                                                              | Hanganriss/Felswand            | besonders wertvoll | Naturschutzgebiet, Landschaftsschutzgebiet, FFH-Gebiet   | |
| Wallmoränen am Arbersee                                        |                | 276R008   | Bayerisch Eisenstein Position               | Hinterer Bayerischer Wald | Am Arber sind insgesamt vier Ketten von Wallmoränen zu erkennen, die mit würmeiszeitlichen Stadien in Verbindung gebracht werden. | 850000 850 × 1000        | Typ: End-(Wall-)Moräne Art: Moräne | kein Aufschluss                | bedeutend          | Landschaftsschutzgebiet, Naturpark                       | |
| Tal des Schwarzen Regen zwischen Metten und Teisnach           | weitere Bilder | 276R009   | Teisnach Position                           | Hinterer Bayerischer Wald | In der tektonisch angelegten NW-SE streichenden Regenmulde bildete sich ab dem Oligozän ein Entwässerungssystem aus. Das auf Verebnungsflächen mäandrierende Flusssystem wurde etwa ab dem Obermiozän durch Absenkung der Erosionsbasis gebunden. Im Laufe des Pleistozäns hat sich der Fluss immer tiefer eingesenkt und es entstand das heutige Kerbtal. An den Talflanken und im Flussbett finden sich viele Felsblöcke. An steilen Talflanken treten Felsklippen (Gneise) zu Tage. | 1600000 8000 × 200       | Typ: Mäander, Kerbtal, Prallhang Art: Gneis, Diorit                                                                                         | kein Aufschluss                | bedeutend          | Landschaftsschutzgebiet, FFH-Gebiet, Naturpark           | |
| Gipfelgrat des Teufelstischs NW von Bischofsmais               | weitere Bilder | 276R010   | Bischofsmais Position                       | Vorderer Bayerischer Wald | Entlang des Grates des Teufelstisches finden sich mehrere Gipfelklippen aus fein- bis mittelkörnigem Granit, die in der Regel eine matrazenförmige Wollsackverwitterung zeigen. Die Granite zeigen meist eine deutliche Einregelung der Kristalle, die auf tektonische Überprägung zurückzuführen ist. Vom Gipfel nach NE schließt sich ein Blockmeer an. Gipfelklippen und Blockmeere sind Folge der pleistozänen Erosion und Verwitterung. | 4000 400 × 10            | Typ: Felsburg, Blockmeer Art: Granit | Hanganriss/Felswand            | wertvoll           | Landschaftsschutzgebiet, Naturpark                       | |
| Pfahl NW von Weißenstein                                       | weitere Bilder | 276R011   | Regen Position                              | Hinterer Bayerischer Wald | Der Pfahl ist mit über 100 km Länge eine der bedeutendsten tektonischen Strukturen in Bayern. Die hydrothermale Quarzfüllung der Bruchstruktur bildet häufig Härtlinge. Die ca. 30 m hohen Zinnen des Weißensteins wurden durch pleistozäne Erosion freigestellt und bilden eine der markantesten Formen im Pfahlverlauf. | 128000 1600 × 80         | Typ: Felsburg, Härtling, Störung, Gesteinsart Art: Gangquarz                                                                                | Hanganriss/Felswand            | besonders wertvoll | Naturschutzgebiet, FFH-Gebiet, Naturpark                 | |
| Aitnachtal S von Viechtach                                     | weitere Bilder | 276R013   | Kollnburg Position                          | Vorderer Bayerischer Wald | Tal der Aitnach zwischen Kirchaitnach und Mündung in den Schwarzen Regen: Die Talanlage des N-S verlaufenden Tales, in dem heute die Aitnach vielfach mäandriert, erfolgte im Alttertiär. Zu erkennen ist eine schwache Talasymmetrie, die aus den Periglazialbedingungen im Pleistozän resultiert. Mit Erreichen des Pfahls fließt der Fluss zunächst Pfahlparallel bis zum steilwandigen, aber weitständigen Pfahldurchbruch. | 1950000 6500 × 300       | Typ: Asymmetrisches Tal, Mäander Art: Kies                                                                                                  | kein Aufschluss                | bedeutend          | Naturpark                                                | |
| Gipfel des Großen Arber mit Richard-Wagner-Kopf                | weitere Bilder | 276R014   | Bodenmais Position                          | Hinterer Bayerischer Wald | Im Gipfelbereich des Großen Arber kommen mehrere Felsburgen aus metatektischem Cordierit-Sillimanit-Gneis vor. Besonders markant ist der Bodenmaiser Riegel, der auch als Richard-Wagner-Kopf bekannt ist. Über das Gipfelplateau führt ein naturkundlicher Lehrpfad. | 100000 400 × 250         | Typ: Felsburg, Metamorphes Gefüge, Gesteinsart Art: Gneis                                                                                   | Hanganriss/Felswand            | wertvoll           | FFH-Gebiet, Vogelschutzgebiet, Naturpark                 | |
| Hochfall im Moosbachtal NW von Bodenmais                       | weitere Bilder | 276R016   | Bodenmais Position                          | Hinterer Bayerischer Wald | Der Hochfall, ein 6 – 8 m hoher, mehrstufiger Wasserfall in eine Bachgumpe, ist der eindrucksvollste der zahlreichen Wasserfälle im Moosbachtal. Im Bachbett mit schönen Kolken ist der anatektische Gneis aufgeschlossen. Der Wasserfall (Naturdenkmal) ist durch einen markierten Wanderweg erschlossen. | 240 40 × 6               | Typ: Wasserfall Art: Gneis | Prallhang/Flussbett/Bachprofil | bedeutend          | Naturdenkmal, Landschaftsschutzgebiet, Naturpark         | |
| Großer Pfahl bei Viechtach, Nordwestteil                       | weitere Bilder | 276R018   | Viechtach Position                          | Hinterer Bayerischer Wald | Die Pfahlzone, die den gesamten Bayerischen Wald von NW nach SE durchzieht, ist mit mehr als 100 km Länge eine der bedeutendsten tektonischen Strukturen in Bayern. Bereiche, an denen in der Bruchzone hydrothermaler Gangquarz ausgeschieden wurde, zeichnen sich heute in der Landschaft häufig als Härtlinge ab. Sie wurden durch die pleistozäne Erosion freigelegt, wie dieser markante Härtlingszug aus Pfahlquarz mit mehreren Felsklippen in landschaftlich schönem Umfeld. | 5000 250 × 20            | Typ: Härtling, Felsturm/-nadel, Störung, Gesteinsart Art: Gangquarz                                                                         | Hanganriss/Felswand            | wertvoll           | Naturschutzgebiet, Landschaftsschutzgebiet, FFH-Gebiet   | |
| Gipfelbereich Silberberg SE von Bodenmais (Bischofshaube)      | weitere Bilder | 276R019   | Bodenmais Position                          | Hinterer Bayerischer Wald | Die Bischofshaube ist der markante Doppelgipfel des Silberbergs bei Bodenmais. Er ist durch den Abbau oder die Herauswitterung von konkordanten Sulfiderzlagen im Gneis entstanden. Im Umfeld finden sich zahlreiche ehemalige Tage- und Untertagebaue, die von dem Jahrhunderte langen Erzbergbau zeugen. | 60000 300 × 200          | Typ: Felskuppe, Tagebau, Mineralien Art: Gneis                                                                                              | keine Angabe                   | wertvoll           | Nationalpark, Landschaftsschutzgebiet, FFH-Gebiet        | |
| Steinbachfall am Falkenstein E von Zwieslerwaldhaus            | weitere Bilder | 276R020   | Lindberg Position                           | Hinterer Bayerischer Wald | Das Wasser des Steinbachs überwindet in mehreren kleinen Wasserfallstufen (insgesamt ca. 10 m) eine parallel zum Hang verlaufende Gneissteilstufe. Dieser Gneis mit einer Vielzahl metamorpher Strukturen (Lagenbau, Fältelung, Quarzlinsen und -bänder) ist direkt am Wanderweg neben dem Wasserfall schön aufgeschlossen. | 200 20 × 10              | Typ: Wasserfall, Gesteinsart, Metamorphes Gefüge Art: Gneis                                                                                 | Hanganriss/Felswand            | wertvoll           | Nationalpark, Landschaftsschutzgebiet, FFH-Gebiet        | |
| Gipfelklippe des Kleinen Falkenstein E von Zwieslerwaldhaus    | weitere Bilder | 276R021   | Lindberg Position                           | Hinterer Bayerischer Wald | Der Gipfel des Kleinen Falkenstein besteht aus einer in mehrere Teilschollen zerlegten imposanten Gipfelklippe aus Gneis. An einigen Stellen können an den Felswänden schöne Gneisstrukturen beobachtet werden: z. B. zeigt der Gneis einen Lagenbau mit Mächtigkeiten der einzelnen Lagen < 1 mm und Faltenstrukturen im cm-dm-Bereich. Vom Gipfel aus hat man einen schönen Ausblick über den Bayerischen Wald. | 2000 100 × 20            | Typ: Felsburg, Gesteinsart, Metamorphes Gefüge Art: Cordierit-Sillimanit-Gneis                                                              | Felshang/Felskuppe             | wertvoll           | Nationalpark, Landschaftsschutzgebiet, FFH-Gebiet        | |
| Gipfelklippe des Großen Falkenstein SE von Zwieslerwaldhaus    | weitere Bilder | 276R022   | Lindberg Position                           | Hinterer Bayerischer Wald | Der Gipfelbereich des Großen Falkenstein wird durch eine senkrecht nach Westen abbrechende Gneisklippe aufgebaut. Das jetzige Erscheinungsbild des Gipfels geht auf eiszeitliche Freilegung relativ unverwitterter Felspartien durch Abtrag der tertiären Verwitterungsdecke, sowie Frostverwitterung und Frostsprengung zurück. An den zahlreichen fast ebenen Flächen senkrecht zum Gesteinsgefüge sind diverse Gneisstrukturen zu sehen, z. B. Quarzlinsen bis zu 0,3 m Durchmesser. | 2000 100 × 20            | Typ: Felskuppe, Gesteinsart, Metamorphes Gefüge Art: Cordierit-Sillimanit-Gneis                                                             | Felshang/Felskuppe             | bedeutend          | Nationalpark, Landschaftsschutzgebiet, FFH-Gebiet        | |
| Höllbachgspreng und Höllbachfall E von Zwieslerwaldhaus        | weitere Bilder | 276R023   | Lindberg Position                           | Hinterer Bayerischer Wald | Die Bach- und Felspartie an der steilabfallenden Ostflanke des Großen Falkensteins wurde bereits im 19. Jahrhundert außer Nutzung und damit unter Schutz gestellt. Über die gesamte Höhe ist der Hang durchsetzt von Felsklippen aus Gneis. Der Höllbach überwindet die Felspartien in mehreren kleinen Wasserfallstufen, deren höchste – der Höllbachfall – ca. 5 m beträgt. Höllbachsee und -schwelle am Talgrund des glazial geformten Tales wurden, um ehemals die Holztrift möglich zu machen, künstlich verändert. | 400000 800 × 500         | Typ: Felswand/-hang, Wasserfall, Gesteinsart, Metamorphes Gefüge Art: Cordierit-Sillimanit-Gneis, Biotit-Plagioklas-Gneis                   | Felshang/Felskuppe             | bedeutend          | Nationalpark, Landschaftsschutzgebiet, FFH-Gebiet        | |
| Gneisklippe NE von Rabenstein                                  |                | 276R025   | Ruhmannsfelden Position                     | Vorderer Bayerischer Wald | Nordöstlich des Weiler Rabenstein zieht sich ein Härtlingsrücken entlang. Im Wäldchen unmittelbar hinter den Häusern sind Gneisklippen verborgen, die einen guten Aufschluss bilden und schön das unterschiedliche Verwitterungsverhalten der Gesteine zeigen. Die Klippe selbst mit einem markanten, schräg in den Hang einfallenden Schieferungsgefüge besteht aus Perlgneis und Quarzglimmerdiorit. Am Top finden sich zahlreiche Blöcke aus anatektischem Gneis (Paragranodiorit). | 160 20 × 8               | Typ: Härtling, Gesteinsart, Lagerungsverhältnisse Art: Anatexit, Gneis, Quarz-Diorit                                                        | Hanganriss/Felswand            | wertvoll           | Naturpark                                                | |
| Solifluktionsblöcke im Prackenbachtal W von Steinhof           | weitere Bilder | 276R026   | Prackenbach Position                        | Hinterer Bayerischer Wald | An den Talflanken des Prackenbachtales oberhalb Steinhof gibt es lose Blockströme mit Blöcken aus Gneis und Anatexit. Während der Kaltzeiten unter Permafrostbedingungen sind diese Blöcke auf Fließerden als Wanderblöcke bis in den Talgrund gelangt. Zur landwirtschaftlichen Nutzung wurden die Blöcke so weit wie möglich aus den Feldern entfernt. Einzelne große Blöcke (zu schwer zum Transportieren) lagern aber an Ort und Stelle auf den Wiesen und am bzw. im Bach. | 200000 1000 × 200        | Typ: Solifluktionserscheinung Art: Anatexit, Blöcke, Lehm                                                                                   | Block                          | bedeutend          | Landschaftsschutzgebiet, Naturpark                       | |
| Habichtstein NE von Kirchdorf                                  |                | 276R027   | Kirchberg im Wald Position                  | Hinterer Bayerischer Wald | Der Habichtstein ist eine imposante Doppelklippe aus Gneis mit allseitig senkrechten oder überhängenden Wänden bis zu 20 m Höhe. Zwischen den beiden Felstürmen ist ein schmaler Durchschlupf. Nach unten und Westen schließt sich ein Ensemble aus Blöcken und Klippen an. Dort setzt auch ein loser Blockstrom an. An der Westseite des Habichtssteins sind auf dem angewitterten Fels Gneisstrukturen zu erkennen. | 450 30 × 15              | Typ: Felsburg, Felsturm/-nadel Art: Cordierit-Sillimanit-Gneis                                                                              | Felshang/Felskuppe             | wertvoll           | Landschaftsschutzgebiet, Naturpark                       | |
| Hochmoorgebiet Todtenau SE von Dösingerried                    | weitere Bilder | 276R028   | Kirchberg im Wald Position                  | Vorderer Bayerischer Wald | Das Hochmmoor-Kerngebiet der Todtenau ist eine der bedeutendsten Hochmoorflächen im Vorderen Bayerischen Wald. Im Zentrum werden Torfmächtigkeiten von 8,5 m erreicht. Die Torfbildung setzte vor mehr als 13.000 Jahren mit Niedermoortorfen ein. Darüber folgen Zwischenmoortorf und seit mehr als 10.000 Jahren Hochmoortorfe. Moorprofile sind durch die Konservierung von Pollen einzigartige Archive der Klima-, Vegetations- und Besiedlungsgeschichte. | 210000 700 × 300         | Typ: Hochmoor Art: Torf | kein Aufschluss                | bedeutend          | Naturschutzgebiet, Landschaftsschutzgebiet, FFH-Gebiet   | |
| Gipfelklippen des Großen Rachel                                | weitere Bilder | 276R029   | Frauenau Position                           | Hinterer Bayerischer Wald | Der Gipfel des Großen Rachel besteht aus einer Gipfelklippe aus Gneis (metatektischer Cordieritgneis mit Biotit-Plagioklas-Gneis). Direkt im Gipfelbereich kann im Gestein eine Vielzahl metamorpher Gefügemerkmale beobachtet werden: Lagenbau, Faltenstrukturen im cm- bis dm-Bereich, zahlreiche Quarzlinsen, teilweise Mobilisierung heller Bestandteile (Leukosome) die konkordant und diskordant den Gesteinsverband durchziehen. | 500 50 × 10              | Typ: Felskuppe, Metamorphes Gefüge, Gesteinsart Art: Gneis                                                                                  | Felshang/Felskuppe             | bedeutend          | Nationalpark, Landschaftsschutzgebiet, FFH-Gebiet        | |
| Teisnach zwischen Gotteszell und Ruhmannsfelden                | weitere Bilder | 276R030   | Gotteszell Position                         | Vorderer Bayerischer Wald | Im Flussabschnitt zwischen Gotteszell und Ruhmannsfelden mäandriert die Teisnach sehr stark. Die Mäander unmittelbar bei Gotteszell sind sehr gleichmäßig ausgebildet. Danach tritt der Fluss in das große S-N gerichtete Talbecken südlich Ruhmannsfelden ein, mit weiteren typisch ausgebildeten Flussmäandern. Die ausgewählte Flusspassage ist ein charakteristisches Beispiel für mäandrierende Gewässer, wie sie im Bayerischen Wald relativ häufig anzutreffen sind. | 10000 2000 × 5           | Typ: Mäander Art: Lehm | kein Aufschluss                | bedeutend          | Naturpark                                                | |
| Felsen am Wagensonnriegel NW von Althütte                      |                | 276R033   | Kirchberg im Wald Position                  | Hinterer Bayerischer Wald | Die Felsen am Aussichtspunkt und am Wanderweg an der Kammlinie des Wagensonnriegels bestehen aus metatektischem Cordierit-Sillimanit-Kalifeldspat-Gneis mit Biotit-Plagioklas-Gneis und Kalksilikatgesteins-Einschaltungen. Sie sind z. T. stark verfaltet. | 4000 100 × 40            | Typ: Felswand/-hang, Metamorphes Gefüge Art: Cordierit-Sillimanit-Gneis                                                                     | Felshang/Felskuppe             | bedeutend          | Landschaftsschutzgebiet, Naturpark                       | |
| Granitklippen und Blockmeer bei der Bärenkapelle               |                | 276R024   | Prackenbach Position                        | Vorderer Bayerischer Wald | Am Geländerücken (P. 731) im Wald östlich der Kesselbodenkapelle (= Bärenkapelle) tritt Granit zu Tage, der dort teilweise mauerartige Gipfelklippen bildet. Nach Süden sind die Felsen in ein Blockfeld aus Riesenblöcken (bis 10 m³) zerfallen. Die Klippen und Blöcke bestehen aus mittelkörnigem Granit, der auch im N gelegenen Steinbruch bei Igleinsberg abgebaut wird und im Umfeld weitgehend bewachsene Blockmeere bildet. Direkt an P. 731 tritt auch ein grobkörniger Kristallgranit zu Tage. | 16000 200 x 80           | Typ: Felsturm/-nadel, Blockmeer, Gesteinsart Art: Granit                                                                                    | Felshang/Felskuppe             | bedeutend          | Landschaftsschutzgebiet, Naturpark                       | |
| Muschelschillbergwerk Hinterholz                               |                | 277A001   | Simbach am Inn Position                     | Isar-Inn-Hügelland        | Die ober- und unterirdischen Aufschlüsse am Antersdorfer Bach beim ehemaligen Muschelschillbergwerk Hinterholz sind die Typlokalität des Schillhorizonts der Oncophoraschichten (Brackwassermolasse). Der Schillhorizont wurde zwischen 1913 und 1965 in vielen kleinen Hühnerfutterbergwerken abgebaut. Die Schalenbruchstücke wurden gewaschen und als Hühnerfutterzuschlag verwendet, um die Schalenbildung der Eier zu verbessern. Der bis zu 40 cm mächtige Schillhorizont besteht hauptsächlich aus Muschelschalen. Er dient als Leithorizont und trennt die Mehlsande von den Glimmersanden. Die Aufschlüsse sind etwas verstürzt. | 100 20 × 5               | Typ: Typlokalität, Tierische Fossilien, Schichtfolge Art: Sand                                                                              | Kiesgrube/Sandgrube            | besonders wertvoll | kein Schutzgebiet                                        | |
| Ehemalige Kiesgrube bei Kraham S von Johanniskirchen           |                | 277A009   | Johanniskirchen Position                    | Isar-Inn-Hügelland        | In der heute aufgelassenen Kiesgrube wurden früher verwitterte Schotter abgebaut, die im Gegensatz zum Nördlichen Vollschotter völlig entkalkt sind, aber die im Gegensatz zu den Quarz-Restschottern noch mürbe Kristallingerölle und kieselige Sedimente enthalten (Steinebacher Fazies). Als Ausgangsmaterial lassen sich die Nördlichen Vollschotter unschwer erkennen. Die nach Ende des Abbaus verbliebenen und noch nicht verstürzten Aufschlussbereiche sind schlecht zugänglich. | 65 65 × 1                | Typ: Gesteinsart Art: Kies | Steinbruch                     | bedeutend          | kein Schutzgebiet                                        | |
| Ehemalige Sandgrube in der Lugenz ENE von Birnbach             |                | 277A010   | Bad Birnbach Position                       | Isar-Inn-Hügelland        | Unter der Oberkante der ehemaligen Kiesgrube liegt ein ca. 1,5 m mächtiges Quarzkonglomerat. Dieses ist in der Region weit verbreitet und bewirkte die Entstehung der Hochfläche der Lugens. | 240 80 × 3               | Typ: Gesteinsart, Fossiler Boden Art: Quarzkonglomerat, Kies                                                                                | Kiesgrube/Sandgrube            | bedeutend          | kein Schutzgebiet                                        | |
| Kiesgrube NE von Amsham                                        |                | 277A011   | Egglham Position                            | Isar-Inn-Hügelland        | In der Kiesgrube ist unter der Bodendecke zunächst Lößlehm und dann der etwa 1–2 m mächtige Quarzkonglomerathorizont aufgeschlossen (in einzelne Blöcke zerbrochen). Darunter folgen die Kiese der Quarzrestschotter. Kieshorizonte und sandigere Lagen zeigen einen engräumigen Wechsel. In unterschiedlichem Ausmaß wurde Eisen- und Manganhydroxid ausgeschieden. Dabei ist der obere Bereich des Kieskörpers bräunlich und gelblich gefärbt, während die unteren Meter auffallend hell erscheinen. | 1000 50 × 20             | Typ: Schichtfolge Art: Quarzkonglomerat, Kies                                                                                               | Kiesgrube/Sandgrube            | wertvoll           | kein Schutzgebiet                                        | |
| Hohlweg NW von Dötling                                         |                | 277A013   | Simbach am Inn Position                     | Isar-Inn-Hügelland        | Der imposante Hohlweg, mit bis zu 5 m hohen steilen Wänden, erschließt ein Profil durch die Oncophora-Schichten, Sedimente der Brackwassermolasse. Der untere Teil liegt in Mehlsanden (mind. 8 m mächtig). Kurz nachdem der Weg nach S abbiegt ist der Muschelschillhorizont (1 – 2 dm) zu sehen, darüber folgen mind. 10 m Glimmersand. Am Waldrand SE des Hohlwegs sind an einem Hanganriss (neben einer Fliesenlagerfläche) die unterlagernden Blättermergel der Oberen Meeresmolasse angeschnitten. | 2000 500 × 4             | Typ: Schichtfolge, Gesteinsart, Hohlweg, Tierische Fossilien Art: Sand                                                                      | Grube/Kanal/Hohlweg            | wertvoll           | kein Schutzgebiet                                        | |
| Muschelschill-Bergwerk Steghub                                 |                | 277G001   | Simbach am Inn Position                     | Isar-Inn-Hügelland        | Der Stollen in Steghub zeugt von der regen Bergbautätigkeit auf Kalkschalen im Raum Simbach in der ersten Hälfte des 20. Jahrhunderts. In vielen kleinen Bergbauen wurde der bis zu 40 cm mächtige Schillhorizont aus Muschelschalen aus den Oncophora-Schichten (Brackwassermolasse) zur Verwendung als Zuschlagsstoff für Hühnerfutter abgebaut. Das Stollenmundloch ist teilweise vermaürt, die Eingangsstrecke mit Beton verschalt. Nach der verschalten Strecke ist der Stollen verstürzt. Ein großer Tagbruch oberhalb (Foto 4) soll noch in Bewegung sein. | 9 3 × 3                  | Typ: Stollen, Tierische Fossilien Art: Sand                                                                                                 | Tunnel/Stollen/Schacht         | bedeutend          | Naturdenkmal                                             | |
| Blockstrom Kaser Steinstube SW von Voglarn                     | weitere Bilder | 277R001   | Triftern Position                           | Isar-Inn-Hügelland        | Der eindrucksvolle Blockstrom der Kaser Steinstube beginnt unterhalb des in große Platten zerbrochenen, am Rand der Hochfläche anstehenden Quarzkonglomerat-Horizontes und zieht sich über mehr als 100 m Länge hangabwärts. Er ist von einem temporären Bach durchflossen. Teilweise türmen sich die Quarzkonglomerat-Blöcke übereinander und bilden kleine Überdeckungshöhlen. Die Bildung des Blockstroms erfolgte im Pleistozän zu Zeiten erhöhter Erosion und Bodenfließens im Periglazialraum. | 800 80 × 10              | Typ: Blockstrom Art: Quarzkonglomerat | Block                          | wertvoll           | Naturdenkmal                                             | Bayerns schönste Geotope Nr. 53                                                                       |
| Krokodilfelsen E von Landerham                                 |                | 277R002   | Bad Birnbach Position                       | Isar-Inn-Hügelland        | Dieser Quarzkonglomeratblock, der von Südosten betrachtet eine krokodilähnliche Gestalt aufweist, bildet auf freiem Feld gelegen eine weithin sichtbare Landmarke. Der Block ist Rest einer ehemals weiter verbreiteten Konglomeratdecke und ist vermutlich im Pleistozän innerhalb einer Solifluktionsdecke von seinem ursprünglich höher gelegenen Standort abgeglitten. Der Block zeigt, wie in der Quarzkonglomeratbank häufig, einen Korngrößenwechsel von Kies (Konglomerat) zu Sand (Sandstein). | 21 7 × 3                 | Typ: Felsblock Art: Quarzkonglomerat | Block                          | bedeutend          | Naturdenkmal                                             | |
| Quarzkonglomeratblöcke in Unterhitzling                        |                | 277R003   | Bad Birnbach Position                       | Isar-Inn-Hügelland        | In Unterhitzling finden sich mehrere große Quarzkonglomeratblöcke, die den Rest einer Solifluktionsdecke darstellen. Am Top der Quarzrestschotter bildete sich noch im Tertiär eine 1 – 3 m mächtige quarzitische Konglomeratdecke aus. Infolge von Erosion und Ausfließen der unterlagernden Schotter, Zerbrechen der Quarzkonglomeratdecke und Abgleiten der Blöcke während des Pleistozäns liegen die Blöcke heute unterhalb des Anstehenden auf sekundärer Lagerstätte. | 24 6 × 4                 | Typ: Felsblock Art: Quarzkonglomerat | Block                          | bedeutend          | kein Schutzgebiet                                        | |
| Blockstrom mit Hitzlinger Bach N von Unterhitzling             |                | 277R004   | Bad Birnbach Position                       | Isar-Inn-Hügelland        | Das mäandrierende Bachbett des Hitzlinger Baches wird von zahlreichen Blöcken aus Quarzkonglomerat begleitet. Bei stärkerer Wasserführung bildet der Bach an steileren Passagen kleine Wasserfälle. Die Blöcke sind Zeugen einer pleistozänen Solifluktionsdecke. Die Blöcke entstammen der am Oberhang ausstreichenden Quarzkonglomeratbank und sind durch Erosion und Hangabgleiten an ihren jetzigen Standort gelangt. Ausspülen des Feinmaterials hat die Blöcke im Bachbett freigelegt. | 4000 200 × 20            | Typ: Blockstrom Art: Quarzkonglomerat | Block                          | bedeutend          | kein Schutzgebiet                                        | |
| Felsblock Heldenstein bei Maierhof N von Simbach               |                | 277R005   | Simbach am Inn Position                     | Isar-Inn-Hügelland        | Der Heldenstein ist ein Quarzkonglomeratblock auf sekundärer Lagerstätte. Im Gestein ist der Übergang von Quarzkonglomerat zu quarzitischem Sandstein zu erkennen. Der Block ist durch Hangabgleiten auf seinen jetzigen Standort geraten. Er ist Rest einer im Miozän im Top des Quarzrestschotters gebildeten quarzitischen Konglomeratdecke. Die Umlagerung erfolgte hauptsächlich während des Pleistozäns. Der Block ist mit einer Gedenktafel aus Granit versehen worden. | 9 3 × 3                  | Typ: Felsblock Art: Quarzkonglomerat | Block                          | bedeutend          | Naturdenkmal                                             | |
| Felsblock SE von Niedereck                                     |                | 277R006   | Simbach am Inn Position                     | Isar-Inn-Hügelland        | Der große Quarzkonglomeratblock am westlichen Bachufer ist Rest einer in höheren Lagen noch anstehenden Quarzkonglomeratdecke. Durch Abgleiten am Hang ist er in seine heutige Position gelangt. Quarzkonglomeratblöcke auf sekundärer Lagerstätte sind im Landkreis häufiger zu finden. Die Umlagerung erfolgte hauptsächlich in Kaltzeiten des Pleistozäns durch Bodenfließen. | 16 4 × 4                 | Typ: Felsblock Art: Quarzkonglomerat | Block                          | bedeutend          | Naturdenkmal                                             | |
| Blockstrom in der Eckinger Klamm SW von Ecking                 |                | 277R007   | Triftern Position                           | Isar-Inn-Hügelland        | Am Eckinger Bach findet sich ein Blockstrom aus Quarzkonglomerat mit im oberen Bereich des Baches eindrucksvoll übereinander getürmten Blöcken. Die Blockstrombildung erfolgte im Pleistozän unter periglazialen Bedingungen. Durch Frostverwitterung und Erosion aus dem Verband gelockerte Konglomeratblöcke glitten auf Solifluktionsdecken talwärts (Bodenfließen). Die Freilegung erfolgte durch Erosion des Feinmaterials im Bereich von Wasserläufen. | 5000 200 × 25            | Typ: Blockstrom, Kerbtal Art: Quarzkonglomerat                                                                                              | Block                          | wertvoll           | Landschaftsschutzgebiet                                  | |
| Tal mit Blockstrom SE von Pelkering                            |                | 277R008   | Triftern Position                           | Isar-Inn-Hügelland        | Im Bereich des schluchtartigen Bacheinschnittes bilden Blöcke aus Quarzkonglomerat einen Blockstrom. Am oberen Hang des Tals steht das Quarzkonglomerat mit einer 2 m hohen Steilstufe an. Durch Erosion und Herausfließen der unterlagernden Quarzrestschotter entsteht eine Hohlkehle, die ein Nachbrechen und Abgleiten weiterer Quarzkonglomeratblöcke hervorruft. Die im pleistozänen Periglazialraum angelegte Blockstrombildung kann so bei rezent in geringerem Ausmaß weiter voranschreiten. | 800 80 × 10              | Typ: Blockstrom, Kerbtal, Gesteinsart Art: Quarzkonglomerat                                                                                 | Block                          | wertvoll           | Landschaftsschutzgebiet                                  | |
| Straßenaufschluss am Aigenberg NE von Gneißen                  | weitere Bilder | 278A002   | Rattenberg Position                         | Vorderer Bayerischer Wald | Der Straßenaufschluss schneidet eine Störungszone (Mylonit) in perlgneisartigem Cordierit-Sillimanitgneis an. Nebeneinander finden sich Gesteine, die noch einen ausgeprägten Lagenbau zeigen, während in anderen ein Perlgefüge dominiert. Auffällig ist in Teilbereichen ein enges Netz senkrecht stehender Bewegungsflächen mit teilweise ausgeprägter Harnischstriemung. Der Aufschluss gehört zu einer ca. 1,5 km breiten und mehr als 15 km langen NNW-SSE streichenden Störungszone eines Nebenpfahls. | 800 200 × 4              | Typ: Störung, Gesteinsart Art: Mylonit, Gneis                                                                                               | Böschung                       | bedeutend          | Landschaftsschutzgebiet, Naturpark                       | |
| Straßenaufschluss N von Pürgl                                  |                | 278A003   | Haibach Position                            | Vorderer Bayerischer Wald | An der Straße stehen Cordierit-Sillimanitgneise mit Perltextur an. Die Gesteine zeigen durch beginnende Anatexis eine Umwandlung von Lagengneisen, wobei es zu Gefügeänderungen durch Auflösung der Paralleltextur kommt. Weiterer Aufschlüsse finden sich im Ort. Ein kleiner Steinbruch an der Kehre (im Osten), der inzwischen völlig zugewachsen ist, hat ehemals einen Ganggranit aufgeschlossen. | 6000 600 × 10            | Typ: Gesteinsart Art: Cordierit-Sillimanit-Gneis, Gneis                                                                                     | Böschung                       | bedeutend          | Landschaftsschutzgebiet, Naturpark                       | |
| Ehemaliger Steinbruch am Kirchenberg N von Pilgramsberg        | weitere Bilder | 278A004   | Rattiszell Position                         | Vorderer Bayerischer Wald | In dem ehemaligen Steinbruch steht mittelkörniger Granodiorit mit teilweise flächiger Mineraleinregelung an. Der Granodiorit enthält scharf begrenzte Schollen verschiedener anderer Gesteine: z. B. Biotit-Plagioklas-Bändergneis, Kalifeldspatgrosskristalle, Quarzglimmerdiorit. Teilweise sind die Einschlüsse rotiert. Der Steinbruch ist Teil des Erlebniswegs Pilgramsberg. (Tafel Geologische Ecke mit Erklärungen zu Granit und Gneis). | 600 40 × 15              | Typ: Gesteinsart Art: Granodiorit, Anatexit                                                                                                 | Steinbruch                     | bedeutend          | Landschaftsschutzgebiet, Naturpark                       | |
| Ehemaliger Steinbruch bei Espern                               | weitere Bilder | 278A005   | Niederwinkling Position                     | Vorderer Bayerischer Wald | Der stark zugewachsene aufgelassene Steinbruch liegt an der Südseite des Welchenbergs im Bereich eines pleistozänen Donauprallhanges. Im Steinbruch steht Perlgneis an, der trotz der Nähe der Donau-Randstörung kaum mylonitisiert ist. Es finden sich Einlagerungen von Karbonaten und Kalksilikathornfelsen. Quarzblöcke mit großen Quarzkristallen (Anwachsstreifung der hypidiomorph gewachsenen Kristalle) am Grund zeugen vom Abbau eines pegmatoiden Ganggesteins. | 1600 80 × 20             | Typ: Gesteinsart, Mineralien Art: Gneis, Gangquarz                                                                                          | Steinbruch                     | bedeutend          | Landschaftsschutzgebiet, Naturpark                       | |
| Steinbruch N von Anning                                        | weitere Bilder | 278A006   | Bogen Position                              | Vorderer Bayerischer Wald | In dem teilweise verfüllten Steinbruch stehen tektonisch stark beanspruchte Gneise im Bereich des Donaurandbruches an. Hier ist der Perlgneis dadurch weitgehend mylonitisiert und in Winzergneis umgewandelt. An der Steinbruchwand sind Faltenbilder im dm-Bereich erkennbar. Weitere Zeugen der tektonischen Beanspruchung: starke Klüftung, Harnischflächen, zerscherte Bereiche. | 600 20 × 30              | Typ: Gesteinsart, Störung Art: Gneis, Mylonit                                                                                               | Steinbruch                     | bedeutend          | Landschaftsschutzgebiet, Naturpark                       | |
| Quarzaufschluss W von Schloss Steinach                         | weitere Bilder | 278A007   | Steinach Position                           | Vorderer Bayerischer Wald | An der NW-Seite des Hauptgebäudes steht Quarz und Mylonit eines Nebenpfahls an. Diese Lokalität ist eine der seltenen Stellen, an denen im Vorderen Bayerischen Wald Pfahlquarz (Nebenpfahl) aufgeschlossen ist. | 250 25 × 10              | Typ: Gesteinsart, Störung Art: Gangquarz | Hanganriss/Felswand            | bedeutend          | Naturpark                                                | |
| Ehemaliger Steinbruch am Buchberg SW von Münster               | weitere Bilder | 278A008   | Steinach Position                           | Dungau                    | In dem ehemaligen Steinbruch stehen verkarstete Kalke der Voglarn Formation (Unterer Weißjura) an, die als Scholle an einem Staffelbruch im Zuge der Donaurandstörung angehoben wurden. In den Karsthohlräumen der Weißjura-Kalke sind Gesteine der Kreidezeit (Schutzfels-Formation) erhalten geblieben. Überdeckt werden diese mesozoischen Gesteine von einer würmeiszeitlichen Solifluktionsdecke mit dicht gelagerten Schottern. Der Steinbruch liegt im umzäunten Bereich einer Wasserfassung und ist inzwischen stark zugewachsen. | 1200 60 × 20             | Typ: Schichtfolge Art: Kalkstein, Sandstein                                                                                                 | Steinbruch                     | besonders wertvoll | Naturschutzgebiet, FFH-Gebiet, Naturpark                 | |
| Steinbruch am Südhang des Helmberges SE von Wiedenhof          | weitere Bilder | 278A009   | Steinach Position                           | Dungau                    | Nur an wenigen Stellen ist die ehemalige Überdeckung der kristallinen Gesteine des Bayerischen Waldes durch Sedimentgesteine aus dem Mesozoikum nachweisbar. Der Steinbruch am Helmberg ist eines der sehr seltenen Vorkommen. Erschlossen sind hier über dem Kristallin Gesteine des Weißjura und solche der Kreidezeit. Letztere finden sich in Form der Schutzfels-Formation in Karstspalten des intensiv verkarsteten unteren Weißjura (Voglarn-Formation). Die mergeligen Jura-Kalksteine sind reich an Fossilien (z. B. Becherschwämme). Das Vorkommen verdankt seine Existenz der Donaurandstörung, die es in seine heutige Position gebracht hat. | 1250 50 × 25             | Typ: Standard-/Referenzprofil Art: Kalkstein, Sandstein                                                                                     | Steinbruch                     | besonders wertvoll | Naturschutzgebiet, Landschaftsschutzgebiet, FFH-Gebiet   | |
| Ehemaliger Steinbruch am Helmberg SW von Steinach              |                | 278A012   | Steinach Position                           | Dungau                    | Die karbonatisch bis tonig gebundenen Sandsteine der Sandbach-Formation belegen, dass in der Oberkreidezeit das Gebiet des heutigen Bayerischen Waldes zumindest randlich unter marinere Bedeckung lag. Hinweis: da der korrekte Eintrag Sandbach-Formation bei der geologischen Bezeichnung im BIS aktuell nicht möglich ist, steht als Platzhalter hier bis auf weiteres die unzutreffende Einstufung Knollensand (Pürner: 27. April 2015) | 200 40 × 5               | Typ: Gesteinsart Art: Kalkstein | Steinbruch                     | wertvoll           | Naturschutzgebiet, Landschaftsschutzgebiet, FFH-Gebiet   | |
| Ehemaliger Granitbruch SE von Siegersdorf                      |                | 278A017   | Rattenberg Position                         | Vorderer Bayerischer Wald | Der in diesem kleinen Steinbruch (stark zugewachsen) ehemals abgebaute Granit ist aufgrund einer Nebenpfahlstörung in Textur und Mineralbestand verändert, z. B. sind die Biotite deutlich parallel angeordnet. Im Umfeld findet sich ein verwachsener Blockstrom aus natürlich durch die Frostsprengung im Pleistozän gebrochenen Granitblöcke sowie zahlreiche künstlich gebrochene Blöcke. Im Vergleich fallen die runden Kanten der alten Blöcke gegenüber den scharfen Kanten der jungen auf. | 1250 50 × 25             | Typ: Gesteinsart Art: Granit | Steinbruch                     | bedeutend          | Landschaftsschutzgebiet, Naturpark                       | |
| Kiesgruben NW von Perkam                                       | weitere Bilder | 278A018   | Perkam Position                             | Dungau                    | In den Kiesgruben sind Hochterrassenschotter am Rand der Straubinger Ebene (pleistozänes Donautal) aufgeschlossen. Nicht weit von den Gruben entfernt verläuft die Terrassenkante zu den jüngeren Schottern des Tales der Kleinen Laber. Die Grubenwand zeigt Kristallinschotter (hoher Quarzanteil) und feinkörnigere Zwischenlagen mit zahlreichen Sedimentgefügen und Eisen- und Mangan-Ausfällungen. | 10000 200 × 50           | Typ: Schichtfolge, Sedimentstrukturen Art: Kies, Schotter, Sand                                                                             | Kiesgrube/Sandgrube            | wertvoll           | kein Schutzgebiet                                        | |
| Steinbruch NW von Pfelling                                     | weitere Bilder | 278A019   | Bogen Position                              | Vorderer Bayerischer Wald | In dem kleinen aufgelassenen Steinbruch zwischen Pfelling und Anning stehen Perlgneise an, die durch ihre Position im Bereich des Donaurandbruchs stark tektonisch überprägt sind. Auffällig ist die starke Zerrüttung des Gesteins, teilweise können Faltenstrukturen erkannt werden. Der Steinbruch wurde 2008/2009 entbuscht. | 5000 100 × 50            | Typ: Gesteinsart, Falte/Mulde/Sattel Art: Biotit-Plagioklas-Gneis                                                                           | Steinbruch                     | wertvoll           | Landschaftsschutzgebiet, Naturpark                       | |
| Hochterrasse E von Einhausen                                   |                | 278R001   | Atting Position                             | Dungau                    | Die markante Terrassenstufe der rißglazialen Donauschotter der Hochterrasse zu den jungen Schottern der Niederterrasse bzw. den Sedimenten der Talaue bildet ein auffälliges Geländemerkmal. Die Hochterrasse ist von Lößlehm überdeckt. | 26000 650 × 40           | Typ: Terrasse Art: Schotter | kein Aufschluss                | bedeutend          | kein Schutzgebiet                                        | |
| Düne S von Sand                                                | weitere Bilder | 278R004   | Aiterhofen Position                         | Dungau                    | Flacher, waldbestandener Dünenrücken aus Fein- bis Mittelsand. Nur ein Teilbereich des ehemaligen Dünenkörpers ist ein geschützter Landschaftsbestandteil. Der restliche Bereich wird landwirtschaftlich genutzt und ist stark verändert. Die kleinen Sandrücken im Vorfeld des umzäunten und geschützten Bereichs sind künstlich. | 25000 250 × 100          | Typ: Düne Art: Sand | kein Aufschluss                | bedeutend          | Landschaftsbestandteil                                   | |
| Bogenberg S von Bogen                                          | weitere Bilder | 278R005   | Bogen Position                              | Dungau                    | Die Steilhänge auf Süd- und Ostseite des markant über die Donauebene herausragenden Bogenbergs sind pleistozäne (würmzeitliche) Donau-Prallhänge. Die Hochfläche entspricht der obermiozänen Rumpffläche. Auf der S-Seite ist in Klippen Winzergestein, aus dem der Bogenberg besteht, aufgeschlossen. Es handelt sich dabei um diaphtoritische Blastomylonite, die an der Störungszone des Donaurandbruches auftreten. Das Gefüge zeigt ausgeprägtes Zerbrechen und Umbildungen der Gesteinskomponenten. | 600000 1200 × 500        | Typ: Prallhang, Gesteinsart, Störung Art: Mylonit, Gneis                                                                                    | Hanganriss/Felswand            | wertvoll           | Naturschutzgebiet, FFH-Gebiet, Naturpark                 | Bayerns schönste Geotope Nr. 96                                                                       |
| Teufelsfelsen S von Mitterfels                                 | weitere Bilder | 278R006   | Mitterfels Position                         | Vorderer Bayerischer Wald | Gipfelklippen aus Perlgneis an einem kleinen Felssporn unterhalb der Burg. Die Felsen zeigen Wollsackverwitterung, durch die die vorherrschende Schieferungsrichtung der Gneise herauspräpariert wird. | 200 20 × 10              | Typ: Felskuppe Art: Gneis | Hanganriss/Felswand            | bedeutend          | Landschaftsschutzgebiet, Naturpark                       | |
| Grotte SE von Wiesenfelden                                     | weitere Bilder | 278R007   | Wiesenfelden Position                       | Regensburger Wald         | Die Grotte Wiesenfelden ist eine kleine Felskuppe aus Granit, an deren obersten Block in einer gemauerten Nische ein Sakralbild steht. Der mittelkörnige Granit mit Kalifeldspatgroßkristallen zeigt Wollsackverwitterung. Unterhalb der Felskuppe an der Straße gibt es in einer ca. 40 m langen unterirdischen Kaverne (1838 errichtet), dem ehemaligen Eislagerkeller der örtlichen Brauerei, schöne Aufschlüsse des Granits mit Ganggesteinen und vielen Nebengesteinsschollen (Taschenlampe mitbringen). | 50 10 × 5                | Typ: Wollsackbildung, Felskuppe, Gesteinsart Art: Granit                                                                                    | Hanganriss/Felswand            | bedeutend          | Naturpark                                                | |
| Gipfel des Bernhardsnagel S von Oberbocksberg                  | weitere Bilder | 278R008   | Rattenberg Position                         | Vorderer Bayerischer Wald | Im Gipfelbereich des Bernhardsnagel finden sich zahlreiche Felsklippen aus anatektischen Granodiorit, die teilweise schöne fladen- und matratzenförmige Wollsackverwitterungskörper bilden. Neben den Klippen zeugen Blockfelder (zugewachsen) von der pleistozänen Erosion und Verwitterung (Felsklippen, Blockzerlegung durch Frostsprengung im Pleistozän). Der Gipfel des Bernhardsnagel, der ehemals eine gute Aussicht bot, ist jetzt vollständig baumbestanden. | 40000 200 × 200          | Typ: Felswand/-hang, Gesteinsart, Blockstrom Art: Anatexit, Granodiorit                                                                     | Hanganriss/Felswand            | bedeutend          | Landschaftsschutzgebiet, Naturpark                       | |
| Teufelsmühle SE von Oberstein                                  | weitere Bilder | 278R009   | Rattenberg Position                         | Vorderer Bayerischer Wald | Die Teufelsmühle (auch Teufelsstein benannt) ist eine mauerartige, doppeltürmige Gipfelklippe aus Granit mit Wollsack- und Matrazenverwitterung. In Abschnitten mit engständiger Klüftung ist das Gestein wabenartig angewittert. Am Fuß der Südklippe ist im Granit eine von einem Pegmatitgang durchschlagene anatektische Gneisscholle im Granit erhalten. | 60 15 × 4                | Typ: Felsturm/-nadel, Wollsackbildung, Blockmeer Art: Granit                                                                                | Hanganriss/Felswand            | bedeutend          | Landschaftsschutzgebiet, Naturpark                       | |
| Blockmeer auf der Käsplatte SE von Hauswiese                   | weitere Bilder | 278R010   | Sankt Englmar Position                      | Vorderer Bayerischer Wald | Die Hangbereiche im Nordwesten des Gipfels werden von einem großen Blockmeer eingenommen. Während des Pleistozän führte Frostverwitterung im Periglazialbereich zur Zerlegung des Granitgesteins des Gipfels in Blöcke und zur Bildung des ausgeprägten Blockmeeres. Die Blöcke bestehen aus mittelkörnigem Granit mit Kalifeldspateinsprenglingen. Im E der Käsplatte (Hanichelriegel) bildet Paragranodiorit mit schwachen Lagenbau eine Gipfelklippe (Wollsackverwitterung) und einen Blockstrom. | 60000 300 × 200          | Typ: Blockmeer, Blockstrom, Felskuppe, Gesteinsart Art: Granit, Anatexit                                                                    | Felshang/Felskuppe             | bedeutend          | Landschaftsschutzgebiet, Naturpark                       | |
| Gneisgipfelklippen des Hirschenstein SE von Rettenbach         | weitere Bilder | 278R011   | Schwarzach Position                         | Vorderer Bayerischer Wald | Auf dem flachen Gipfelplateau ragen mehrere markante Gneisklippen heraus. Auf der südlichsten steht ein Aussichtsturm (gute Fernsicht). Die Klippen erschließen ein großes Spektrum typischer Gneisstrukturen, die auch auf verwitterten Felspartien gut zu erkennen sind: Lagenbau, Faltenbau, Einschlüsse von Fremdgestein mit diskordanten Schieferungsrichtungen, rotierte Einschlüsse (cm - 0,5m) und Boudins (auffällige ovale Anschnitte). Die Gneise (Perl- und Lagengneise) führen teilweise Granat. | 5000 100 × 50            | Typ: Felskuppe, Gesteinsart, Metamorphes Gefüge, Mineralien Art: Gneis, Kalksilikatfels                                                     | Felshang/Felskuppe             | bedeutend          | Landschaftsschutzgebiet, FFH-Gebiet, Naturpark           | |
| Mäanderschleife der Kleinen Laaber NW von Perkam               | weitere Bilder | 278R012   | Perkam Position                             | Dungau                    | Die Kleine Laaber hat an vielen Stellen noch annähernd ihren natürlichen Flusslauf behalten. Dieser ausgeprägte Flussmäander ist ein charakteristisches Beispiel für die zahlreichen Flussschleifen der Kleinen Laaber. An dieser Stelle des Laabertales ist auf der linken Talseite eine Terrassenstufe zwischen verschieden alten eiszeitlichen Flussschotterkörpern zu erkennen. Ob ein Fluss mäandriert, hängt u. a. von der Wasserführung, dem Flussgefälle und der Sedimentfracht des Gewässers ab. | 5000 100 × 50            | Typ: Mäander, Bach-/Flusslauf Art: Schluff, Sand, Kies                                                                                      | kein Aufschluss                | bedeutend          | kein Schutzgebiet                                        | |